# 鹿屋市

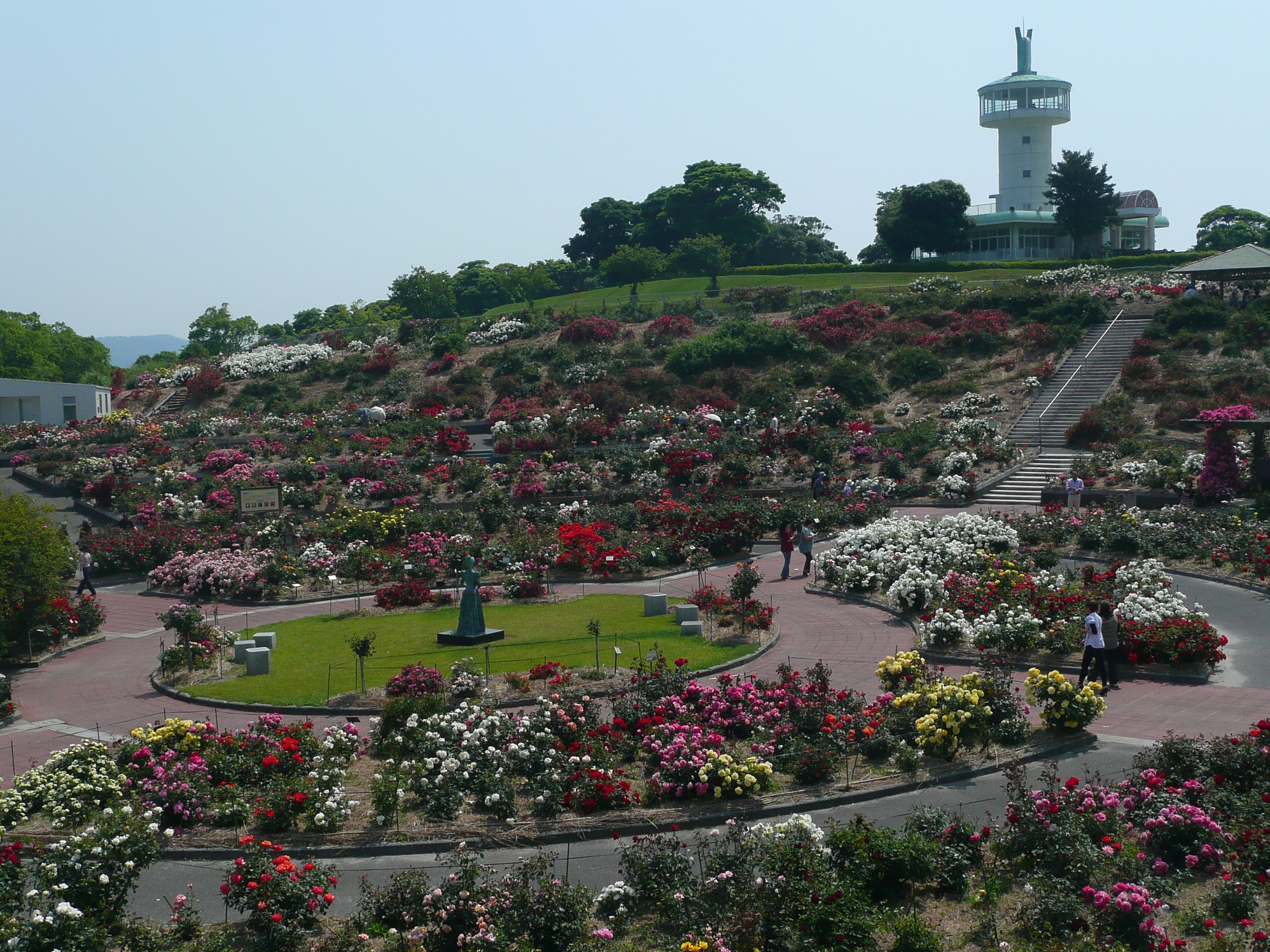
かのやばら園

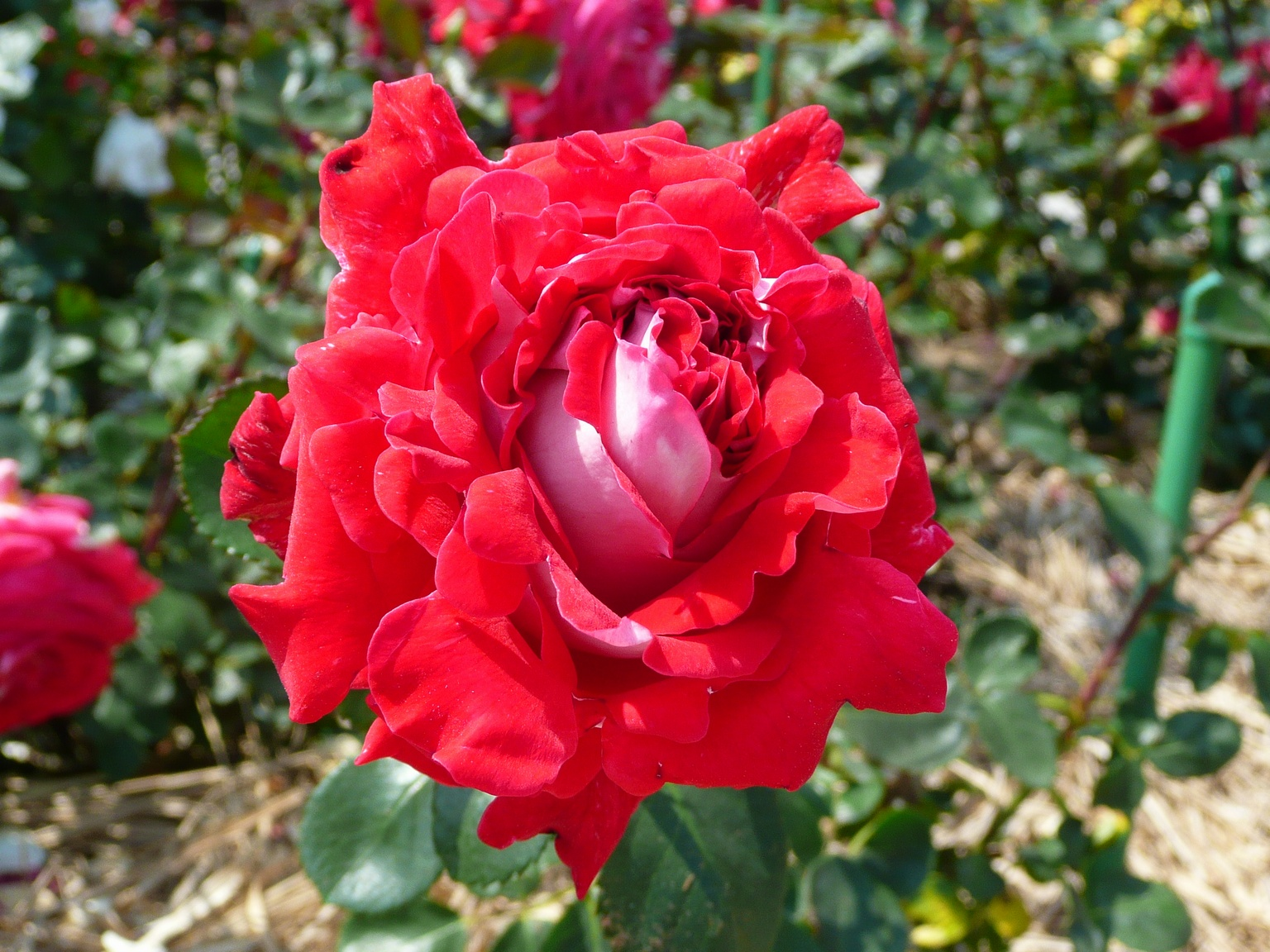
市花のバラ（プリンセスかのや）

鹿屋市（かのやし）は、鹿児島県にある市。九州南東部、大隅半島の中央部に位置する。
人口9万7000人を擁する、大隅半島の行政・経済・産業の中核となる都市である。年間の平均気温17℃という温暖な気候と豊かな自然を活かした農業・畜産が盛んであり、黒豚やブロイラー、落花生、サツマイモなどが特産品である。また、国立大学の鹿屋体育大学や海上自衛隊鹿屋航空基地がある。
鹿児島県内では鹿児島市（県庁所在地）・霧島市に次いで3番目の人口規模を有する都市である（人口9万人規模の都市としては他に薩摩川内市がある）。現在の鹿屋市は2代目であり、旧鹿屋市と肝属郡の2町（吾平町・串良町）、曽於郡1町（輝北町）との合併により2006年に発足した。初代・鹿屋市の市制施行は1941年5月27日（海軍記念日）である。
現在は「ばらのまち」「健康・交流都市」をキャッチフレーズとしている。

## 地理

### 位置・地形

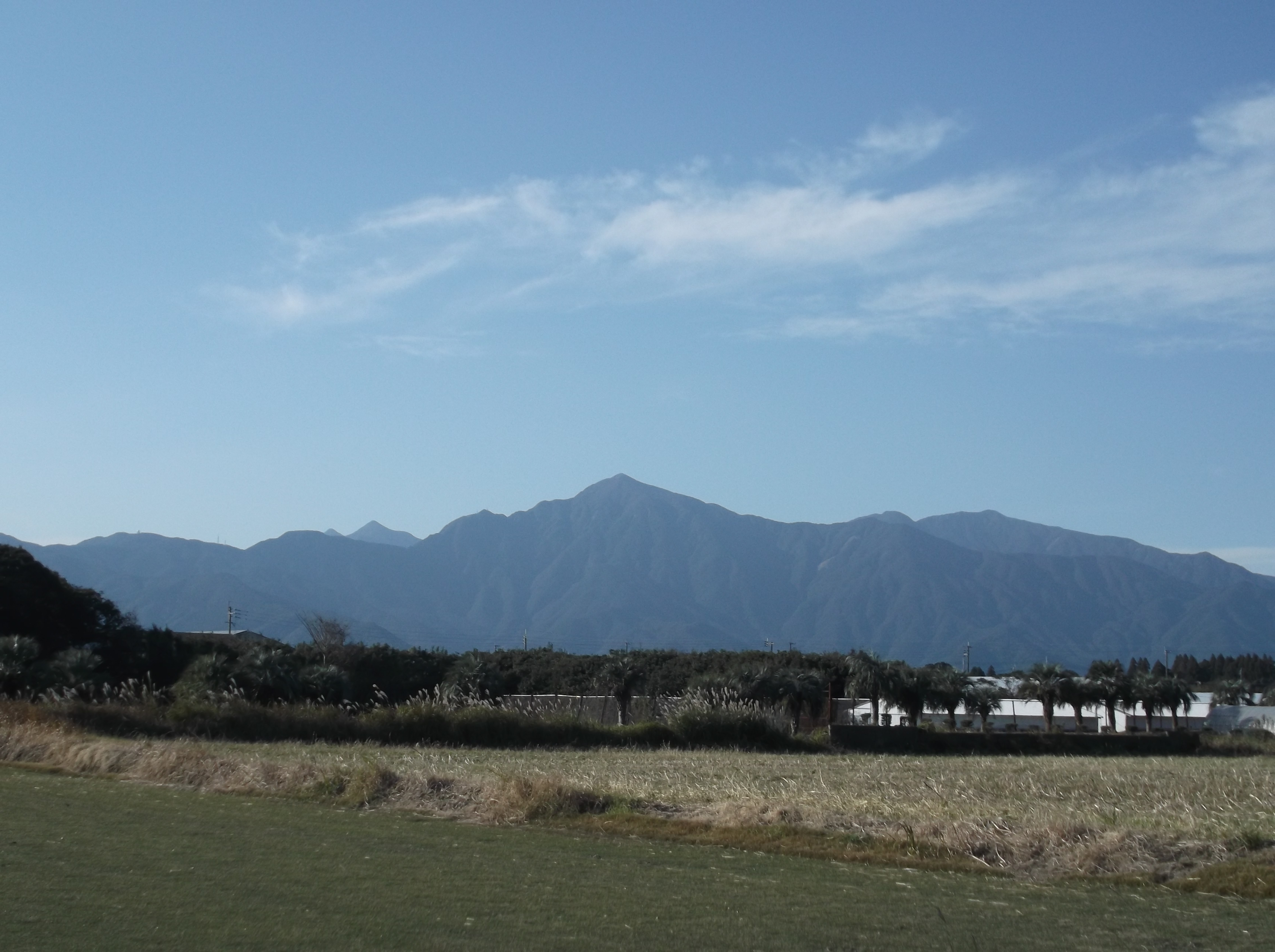
有里から見た高隈山

大隅半島のほぼ中心部に位置しており、市域は東西20km、南北41kmに及ぶ。市の北西部には高隈山地、南東部には肝属山地（国見山地）が連なる。両山地との間に笠野原台地・鹿屋原台地などのシラス台地、市の中央部を流れる肝属川の沖積平野を中心とする肝属平野が広がる。西部は鹿児島湾（錦江湾）に接し海岸線が続いている。

### 気候

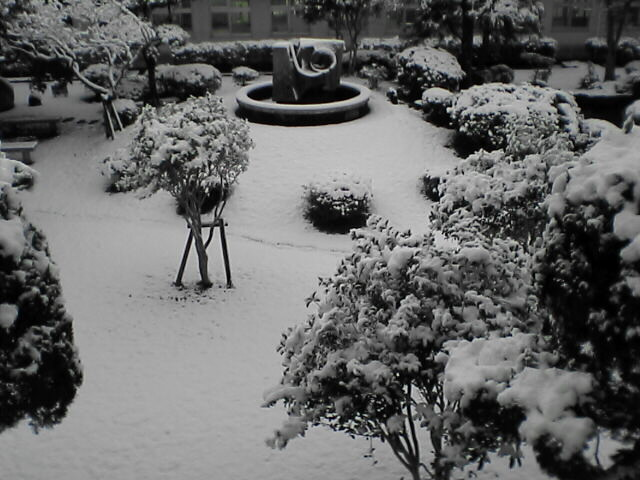
市街地では数センチメートルの積雪で「記録的な積雪」となる（県立鹿屋高校、2005年12月22日）

研究者により気候区分の定義は異なる。一例としてケッペンの気候区分では温暖湿潤気候 (Cfa) とされる。日本国内の気候区分では太平洋側気候とする書籍もある一方で、関口武の気候区分では九州型気候と南海型気候の境界上に位置する、としている。
アメダス鹿屋（県立鹿屋農業高校内）の1976年からの統計資料 によると、年平均降水量は2,685.6mm（1991 - 2020年）、年平均気温は17.6度（同上）、年日照時間は1961.7時間（同上）である。
年降水量は1993年と1999年、2015年、2020年が特に多く、1993年は6月からの3か月で2,782mm（年間では3,887mm）を、8月1日には1日で365mmを記録した（#風水害および平成5年8月豪雨も参照）。最少を記録したのは1986年の1,354mmであるが、1998年以降は2009年（1,982.5mm）を除いて2,000mmを下回っていない。
年平均気温は16度から18度（1997年以降は17度を下回っていない）を推移しており日本国内では比較的温暖といえる。真冬日となったことはないが冬日は年平均で28.8日あり、鹿屋市より北に位置する鹿児島市（1.7日）や宮崎市（11.9日）と比較して冷え込みは厳しいといえる。最低気温が25度以上となる熱帯夜の日数についても鹿児島市が年55.8日であるのに対し、鹿屋市では年18.7日にとどまる。
鹿児島市内で積雪に見舞われていても、鹿屋市では高隈山地などの山間部のみの積雪となることが多く 市街地において画像のような積雪は平成期（1989年から2019年）の約30年間でみても2003年1月5日、2005年12月22日、2010年12月31日、2016年1月24～25日の4回に限られる。
|                  | 1月  | 2月   | 3月   | 4月   | 5月   | 6月   | 7月   | 8月   | 9月   | 10月  | 11月  | 12月 | 年間   |
| ---------------- | ---- | ----- | ----- | ----- | ----- | ----- | ----- | ----- | ----- | ----- | ----- | ---- | ------ |
| 平均気温（℃）    | 7.5  | 8.8   | 11.8  | 16.0  | 20.0  | 23.0  | 27.0  | 27.5  | 24.9  | 20.0  | 14.5  | 9.4  | 17.6   |
| 平均総雨量（mm） | 80.3 | 119.2 | 173.2 | 196.9 | 219.8 | 623.0 | 425.6 | 282.9 | 288.2 | 138.3 | 100.6 | 77.5 | 2685.6 |

| 鹿屋（1991年 - 2020年）の気候      | 鹿屋（1991年 - 2020年）の気候 | 鹿屋（1991年 - 2020年）の気候 | 鹿屋（1991年 - 2020年）の気候 | 鹿屋（1991年 - 2020年）の気候 | 鹿屋（1991年 - 2020年）の気候 | 鹿屋（1991年 - 2020年）の気候 | 鹿屋（1991年 - 2020年）の気候 | 鹿屋（1991年 - 2020年）の気候 | 鹿屋（1991年 - 2020年）の気候 | 鹿屋（1991年 - 2020年）の気候 | 鹿屋（1991年 - 2020年）の気候 | 鹿屋（1991年 - 2020年）の気候 | 鹿屋（1991年 - 2020年）の気候 |
| 月                                 | 1月                           | 2月                           | 3月                           | 4月                           | 5月                           | 6月                           | 7月                           | 8月                           | 9月                           | 10月                          | 11月                          | 12月                          | 年                            |
| ---------------------------------- | ----------------------------- | ----------------------------- | ----------------------------- | ----------------------------- | ----------------------------- | ----------------------------- | ----------------------------- | ----------------------------- | ----------------------------- | ----------------------------- | ----------------------------- | ----------------------------- | ----------------------------- |
| 最高気温記録 °C （°F）             | 22.7 (72.9)                   | 23.6 (74.5)                   | 25.9 (78.6)                   | 29.6 (85.3)                   | 33.0 (91.4)                   | 34.2 (93.6)                   | 36.2 (97.2)                   | 37.6 (99.7)                   | 35.8 (96.4)                   | 33.0 (91.4)                   | 29.1 (84.4)                   | 24.6 (76.3)                   | 37.6 (99.7)                   |
| 平均最高気温 °C （°F）             | 12.8 (55)                     | 14.2 (57.6)                   | 17.0 (62.6)                   | 21.3 (70.3)                   | 25.1 (77.2)                   | 26.9 (80.4)                   | 31.3 (88.3)                   | 32.1 (89.8)                   | 29.7 (85.5)                   | 25.4 (77.7)                   | 20.2 (68.4)                   | 15.0 (59)                     | 22.6 (72.7)                   |
| 日平均気温 °C （°F）               | 7.5 (45.5)                    | 8.8 (47.8)                    | 11.8 (53.2)                   | 16.0 (60.8)                   | 20.0 (68)                     | 23.0 (73.4)                   | 27.0 (80.6)                   | 27.5 (81.5)                   | 24.9 (76.8)                   | 20.0 (68)                     | 14.5 (58.1)                   | 9.4 (48.9)                    | 17.6 (63.7)                   |
| 平均最低気温 °C （°F）             | 1.9 (35.4)                    | 3.0 (37.4)                    | 6.3 (43.3)                    | 10.4 (50.7)                   | 15.1 (59.2)                   | 19.7 (67.5)                   | 23.6 (74.5)                   | 23.9 (75)                     | 21.0 (69.8)                   | 15.1 (59.2)                   | 8.9 (48)                      | 3.5 (38.3)                    | 12.7 (54.9)                   |
| 最低気温記録 °C （°F）             | −8.0 (17.6)                   | −6.8 (19.8)                   | −4.4 (24.1)                   | −1.0 (30.2)                   | 3.7 (38.7)                    | 9.1 (48.4)                    | 15.5 (59.9)                   | 17.0 (62.6)                   | 9.3 (48.7)                    | 1.2 (34.2)                    | −3.5 (25.7)                   | −6.6 (20.1)                   | −8.0 (17.6)                   |
| 降水量 mm （inch）                 | 80.3 (3.161)                  | 119.2 (4.693)                 | 173.2 (6.819)                 | 196.9 (7.752)                 | 219.8 (8.654)                 | 623.0 (24.528)                | 425.6 (16.756)                | 282.9 (11.138)                | 288.2 (11.346)                | 138.3 (5.445)                 | 100.6 (3.961)                 | 77.5 (3.051)                  | 2,685.6 (105.732)             |
| 平均降水日数 （≥1.0 mm）           | 8.7                           | 9.3                           | 12.8                          | 11.1                          | 10.6                          | 17.2                          | 12.3                          | 12.5                          | 11.3                          | 7.9                           | 8.6                           | 7.2                           | 129.5                         |
| 平均月間日照時間                   | 151.5                         | 152.1                         | 167.5                         | 176.6                         | 173.2                         | 99.6                          | 183.7                         | 202.0                         | 161.1                         | 176.9                         | 157.6                         | 156.6                         | 1,961.7                       |
| 出典1：Japan Meteorological Agency |                               |                               |                               |                               |                               |                               |                               |                               |                               |                               |                               |                               |                               |
| 出典2：気象庁                      |                               |                               |                               |                               |                               |                               |                               |                               |                               |                               |                               |                               |                               |

|                  | 1月  | 2月   | 3月   | 4月   | 5月   | 6月   | 7月   | 8月   | 9月   | 10月  | 11月  | 12月 | 年間   |
| ---------------- | ---- | ----- | ----- | ----- | ----- | ----- | ----- | ----- | ----- | ----- | ----- | ---- | ------ |
| 平均気温（℃）    | 5.8  | 6.9   | 9.8   | 14.2  | 18.3  | 21.3  | 25.2  | 25.5  | 22.8  | 18.1  | 12.9  | 7.9  | 15.7   |
| 平均総雨量（mm） | 87.1 | 131.9 | 192.3 | 230.9 | 258.2 | 676.2 | 460.5 | 298.0 | 325.7 | 136.1 | 112.5 | 92.6 | 3001.9 |

| 輝北（1991年 - 2020年）の気候      | 輝北（1991年 - 2020年）の気候 | 輝北（1991年 - 2020年）の気候 | 輝北（1991年 - 2020年）の気候 | 輝北（1991年 - 2020年）の気候 | 輝北（1991年 - 2020年）の気候 | 輝北（1991年 - 2020年）の気候 | 輝北（1991年 - 2020年）の気候 | 輝北（1991年 - 2020年）の気候 | 輝北（1991年 - 2020年）の気候 | 輝北（1991年 - 2020年）の気候 | 輝北（1991年 - 2020年）の気候 | 輝北（1991年 - 2020年）の気候 | 輝北（1991年 - 2020年）の気候 |
| 月                                 | 1月                           | 2月                           | 3月                           | 4月                           | 5月                           | 6月                           | 7月                           | 8月                           | 9月                           | 10月                          | 11月                          | 12月                          | 年                            |
| ---------------------------------- | ----------------------------- | ----------------------------- | ----------------------------- | ----------------------------- | ----------------------------- | ----------------------------- | ----------------------------- | ----------------------------- | ----------------------------- | ----------------------------- | ----------------------------- | ----------------------------- | ----------------------------- |
| 最高気温記録 °C （°F）             | 20.7 (69.3)                   | 21.3 (70.3)                   | 24.2 (75.6)                   | 27.9 (82.2)                   | 31.4 (88.5)                   | 33.1 (91.6)                   | 34.7 (94.5)                   | 36.4 (97.5)                   | 33.9 (93)                     | 30.9 (87.6)                   | 29.4 (84.9)                   | 21.9 (71.4)                   | 36.4 (97.5)                   |
| 平均最高気温 °C （°F）             | 9.9 (49.8)                    | 11.4 (52.5)                   | 14.6 (58.3)                   | 19.3 (66.7)                   | 23.3 (73.9)                   | 25.2 (77.4)                   | 29.4 (84.9)                   | 30.1 (86.2)                   | 27.5 (81.5)                   | 22.9 (73.2)                   | 17.5 (63.5)                   | 12.1 (53.8)                   | 20.3 (68.5)                   |
| 日平均気温 °C （°F）               | 5.8 (42.4)                    | 6.9 (44.4)                    | 9.8 (49.6)                    | 14.2 (57.6)                   | 18.3 (64.9)                   | 21.3 (70.3)                   | 25.2 (77.4)                   | 25.5 (77.9)                   | 22.8 (73)                     | 18.1 (64.6)                   | 12.9 (55.2)                   | 7.9 (46.2)                    | 15.7 (60.3)                   |
| 平均最低気温 °C （°F）             | 1.9 (35.4)                    | 2.6 (36.7)                    | 5.4 (41.7)                    | 9.6 (49.3)                    | 14.1 (57.4)                   | 18.2 (64.8)                   | 22.1 (71.8)                   | 22.3 (72.1)                   | 19.4 (66.9)                   | 14.2 (57.6)                   | 8.7 (47.7)                    | 3.7 (38.7)                    | 11.8 (53.2)                   |
| 最低気温記録 °C （°F）             | −8.3 (17.1)                   | −7.1 (19.2)                   | −3.1 (26.4)                   | 0.2 (32.4)                    | 3.3 (37.9)                    | 11.3 (52.3)                   | 14.2 (57.6)                   | 16.4 (61.5)                   | 10.1 (50.2)                   | 3.4 (38.1)                    | −2.1 (28.2)                   | −5.2 (22.6)                   | −8.3 (17.1)                   |
| 降水量 mm （inch）                 | 87.1 (3.429)                  | 131.9 (5.193)                 | 192.3 (7.571)                 | 230.9 (9.091)                 | 258.2 (10.165)                | 676.2 (26.622)                | 460.5 (18.13)                 | 298.0 (11.732)                | 325.7 (12.823)                | 136.1 (5.358)                 | 112.5 (4.429)                 | 92.6 (3.646)                  | 3,001.9 (118.185)             |
| 平均降水日数 （≥1.0 mm）           | 8.9                           | 9.5                           | 13.1                          | 11.5                          | 11.4                          | 17.5                          | 13.7                          | 13.5                          | 12.4                          | 8.3                           | 8.7                           | 8.2                           | 136.8                         |
| 平均月間日照時間                   | 141.8                         | 141.9                         | 163.9                         | 167.2                         | 166.3                         | 86.1                          | 149.8                         | 164.3                         | 138.7                         | 168.1                         | 151.4                         | 145.2                         | 1,795.6                       |
| 出典1：Japan Meteorological Agency |                               |                               |                               |                               |                               |                               |                               |                               |                               |                               |                               |                               |                               |
| 出典2：気象庁                      |                               |                               |                               |                               |                               |                               |                               |                               |                               |                               |                               |                               |                               |

### 風水害
鹿屋市内で発生した主な風水害として、1976年6月24日の集中豪雨や1993年の長雨、2020年7月の豪雨、旧吾平町・串良町では1938年10月15日の水害（肝属地方風水害）がある。
1976年6月23日から25日にかけての集中豪雨では865mmの降水量を記録、市街地が浸水し、全体で11億4,100万円の被害を受けた。これが肝属川の河川トンネル「鹿屋分水路」が建設されるきっかけとなった。
1993年の長雨では、鹿児島市を中心とした「8.6水害」ではなく「8.1水害」の際に観測史上最多（当時）の降水量を記録しており（7月31日から8月2日までの雨量は617mmであったのに対し、8月6日は108mmで被害も出ていない）、同年9月3日の台風13号のほうがより大きな被害をもたらしている。台風13号は「戦後最大級」と称されるほどの規模であった。鹿屋航空基地気象班の観測では最大瞬間風速約66m/sを記録し、九州電力鹿屋営業所管内のほとんどの世帯（98パーセント、約93,600世帯）で停電した。一連の長雨による被害額は合計で45億3,813万円に上り、そのうち、台風13号のみで31億2,604万円を計上した。
2020年7月6日の豪雨では1日で385.5mm、午前6時台には109.5mmの雨量を観測。鹿屋市内では人的被害こそ出なかったものの、農林水産物等のみでも約110億円の被害を受けた。

### 隣接する自治体
東
- 肝属郡肝付町、東串良町
- 曽於郡大崎町

西
- 垂水市

南
- 肝属郡錦江町

北
- 霧島市
- 曽於市

### 人口
| |                                        |  |
| 鹿屋市と全国の年齢別人口分布（2005年） | 鹿屋市の年齢・男女別人口分布（2005年） |  |
| ■紫色 ― 鹿屋市 ■緑色 ― 日本全国 | ■青色 ― 男性 ■赤色 ― 女性              |  |
| 鹿屋市（に相当する地域）の人口の推移 \| 1970年（昭和45年） \| 95,915人 \| \| \| 1975年（昭和50年） \| 94,790人 \| \| \| 1980年（昭和55年） \| 100,005人 \| \| \| 1985年（昭和60年） \| 102,653人 \| \| \| 1990年（平成2年） \| 103,761人 \| \| \| 1995年（平成7年） \| 105,059人 \| \| \| 2000年（平成12年） \| 106,462人 \| \| \| 2005年（平成17年） \| 106,208人 \| \| \| 2010年（平成22年） \| 105,070人 \| \| \| 2015年（平成27年） \| 103,608人 \| \| \| 2020年（令和2年） \| 101,096人 \| \| |                                        |  |
| 総務省統計局 国勢調査より |                                        |  |
| 1970年（昭和45年） | 95,915人                               |  |
| 1975年（昭和50年） | 94,790人                               |  |
| 1980年（昭和55年） | 100,005人                              |  |
| 1985年（昭和60年） | 102,653人                              |  |
| 1990年（平成2年） | 103,761人                              |  |
| 1995年（平成7年） | 105,059人                              |  |
| 2000年（平成12年） | 106,462人                              |  |
| 2005年（平成17年） | 106,208人                              |  |
| 2010年（平成22年） | 105,070人                              |  |
| 2015年（平成27年） | 103,608人                              |  |
| 2020年（令和2年） | 101,096人                              |  |

## 地区

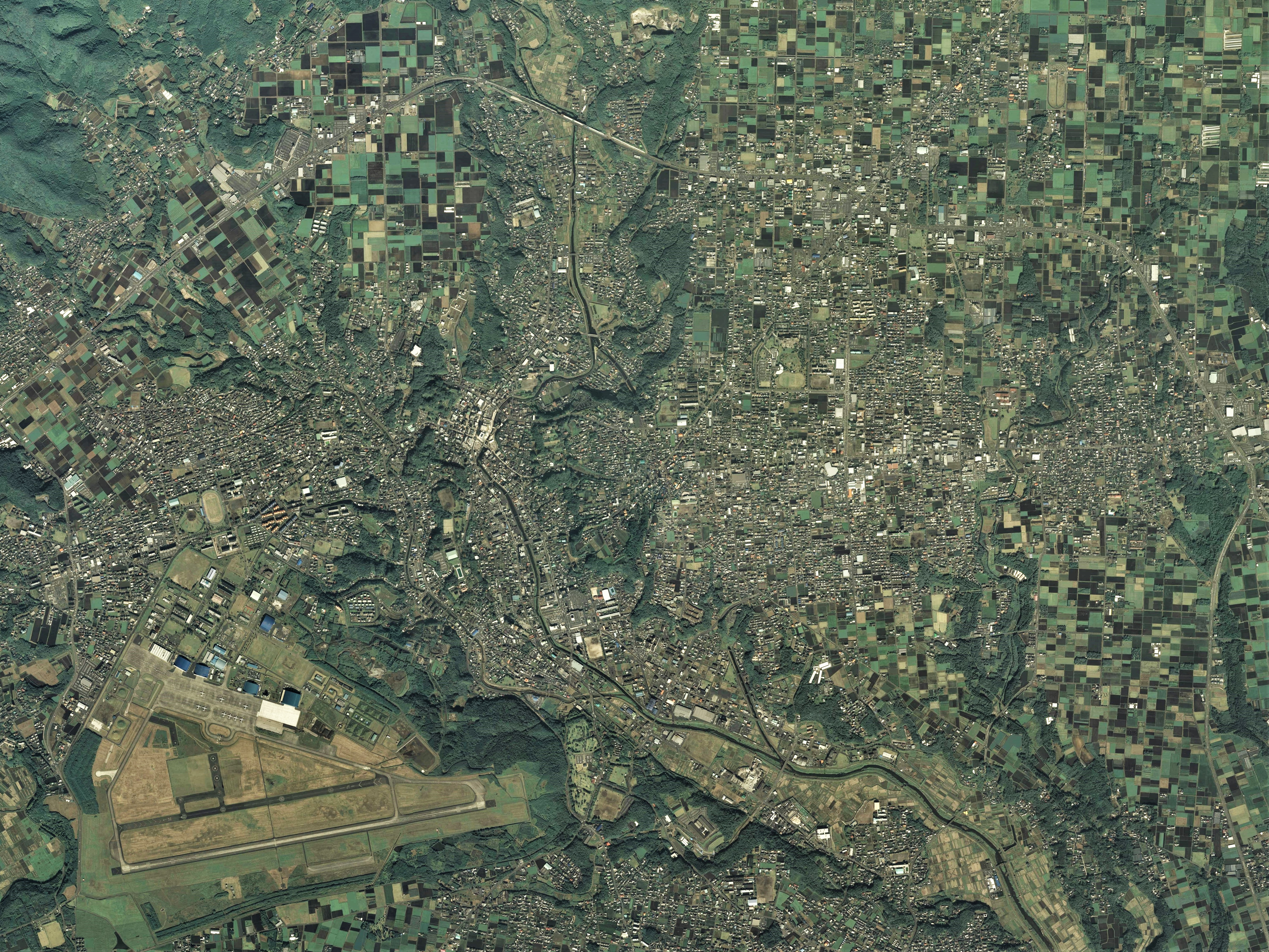
鹿屋市街地周辺の空中写真。
2008年11月5日撮影の8枚を合成作成。。
中央やや左の肝属川流域が市街地中心地区、西が西原地区、東が寿地区、南端が田崎地区。

旧鹿屋市が策定した第三次鹿屋市長期総合開発計画（1996年4月）では当時の鹿屋市を9の地区に分けており、現在の鹿屋市総合計画（2008年）および鹿屋市都市計画マスタープラン（2016年）においてもほぼそのまま引き継がれている。その範囲はおおよそ鹿屋市内の中学校区に合致する。
旧鹿屋市内では大字は1950年2月6日に廃止され、全て「○○町」の名称に統一された。のちに西原町・寿町・打馬町はそれぞれ「○○X丁目」（○○は地名、Xは数字）と改称された。
2006年に鹿屋市と合併した3町にも「○○町」の名称は採用されているが、こちらは3町を継承して2009年までに設置されていた地域自治区「○○町」を、大字の一部としたものである（一例として鹿屋市吾平町麓）。
1950年、町名設置によりそれぞれの大字から以下の町が発足した。
中名(旧鹿屋町)
今坂町、打馬町、王子町、大浦町、大手町、笠之原町、北田町、共栄町、古前城町、寿町、郷之原町、白崎町、新川町、新生町、曽田町、高牧町、西原町、本町、向江町
祓川(旧鹿屋町)
旭原町、上祓川町、下祓川町、西祓川町、祓川町、東原町
田崎(旧鹿屋町)
川西町、川東町、田崎町
高須(旧鹿屋町)
高須町
木谷(旧花岡村)
花岡町、船間町、古江町
白水(旧花岡村)
小野原町、海道町、白水町、天神町
大姶良(旧大姶良村)
大姶良町、永小原町
西俣(旧大姶良村)
飯隈町、池園町、下堀町、永野田町、名貫町、萩塚町、星塚町
獅子目(旧大姶良村)
獅子目町
南(旧大姶良村)
南町
横山(旧大姶良村)
田淵町、横山町
野里(旧大姶良村)
上野町、野里町
浜田(旧大姶良村)
浜田町
1950年以降の主な町名・大字の変遷は以下のとおりである。
- 1955年1月20日 - 高隈村の編入に伴い、下高隈町(高隈村下高隈)・上高隈町(同上高隈)を設置する。
- 1956年(月日は不詳) - 白水町、海道町、古江町、船間町、天神町のそれぞれ一部から古里町が発足する。
- 1958年1月20日 - 垂水町新城（旧新城村）の根木原・桜町地区編入に伴い、根木原町・有武町を設置する。
- 1967年2月1日 - 市街地区で住居表示を実施。これに伴い打馬町を1丁目・2丁目に分割し、本町の一部が朝日町に、北田町の一部が西大手町になる。
- 1970年1月1日 - 西原地区で住居表示を実施。これに伴い西原町を1丁目から4丁目に分割。新栄町・上谷町を設置する。
- 1971年4月1日 - 花岡町から小薄町・花里町を分割する。
- 1971年10月1日 - 寿地区で住居表示を実施。これに伴い寿町を寿1丁目から8丁目、札元1丁目・2丁目に分割する。
- 2006年1月1日 - 現・鹿屋市の発足に伴い、合併前の3町にあった大字をそのまま継承する。
- 2010年1月1日 - 地域自治区「輝北町」「串良町」「吾平町」の設置期間終了に伴い、大字を「○○」から「○○町○○」（例：麓→吾平町麓）に改称する。
- 2011年8月1日 - 笠之原町の一部で住居表示を実施。

### 市街地中心地区（北田・本町地区）

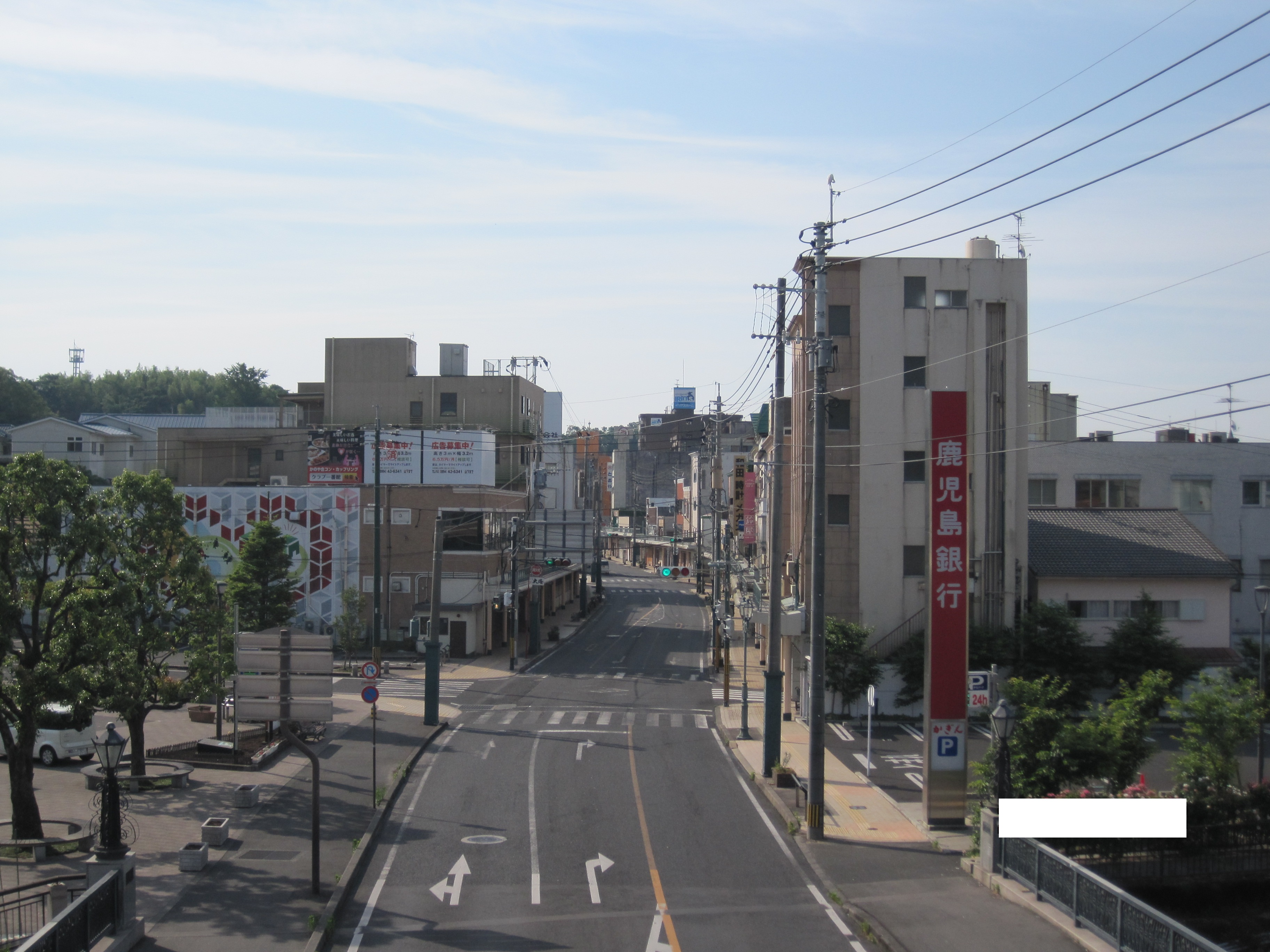
中心市街地･本町通り

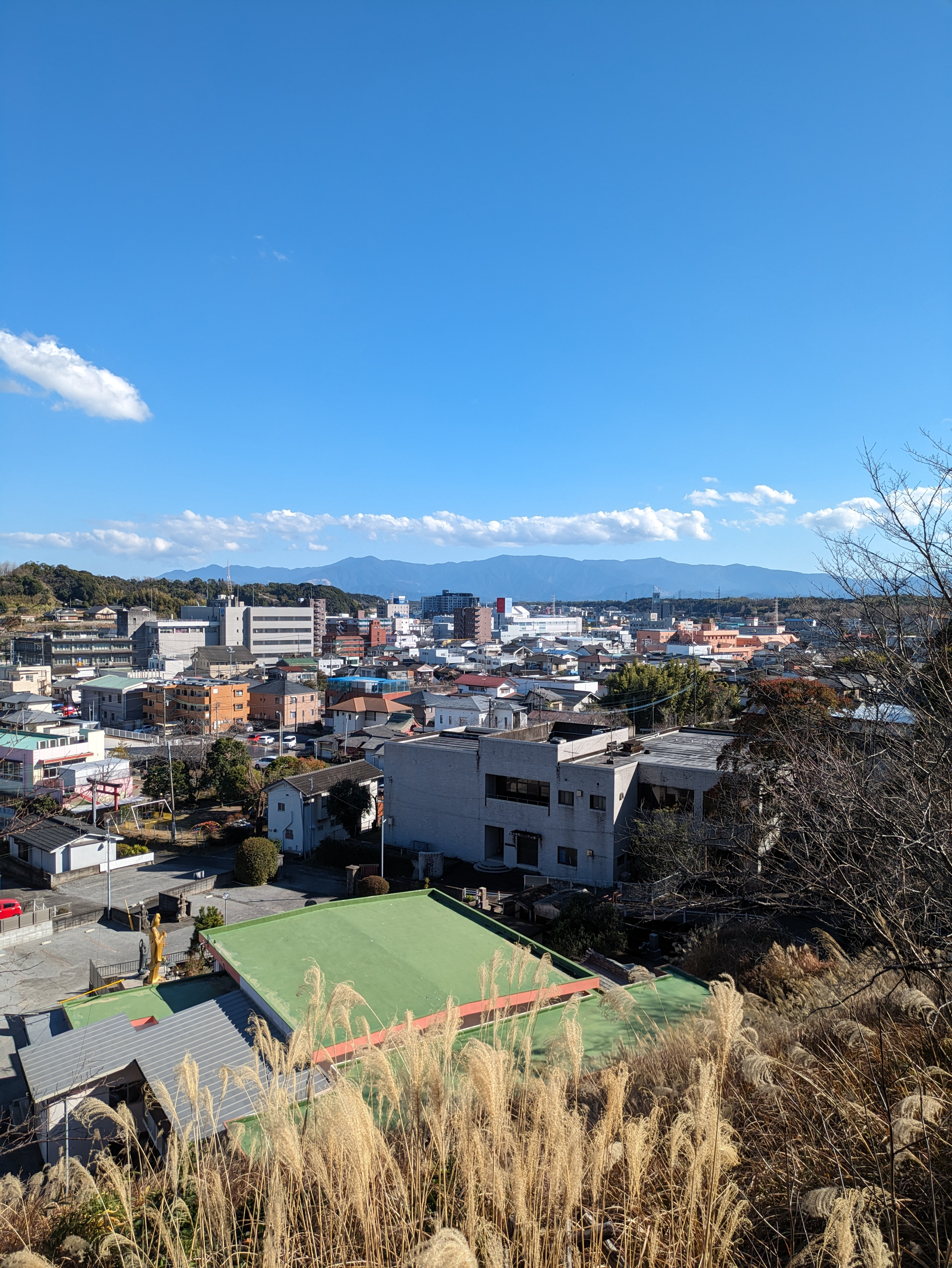
料亭義経近くから見る鹿屋市街地

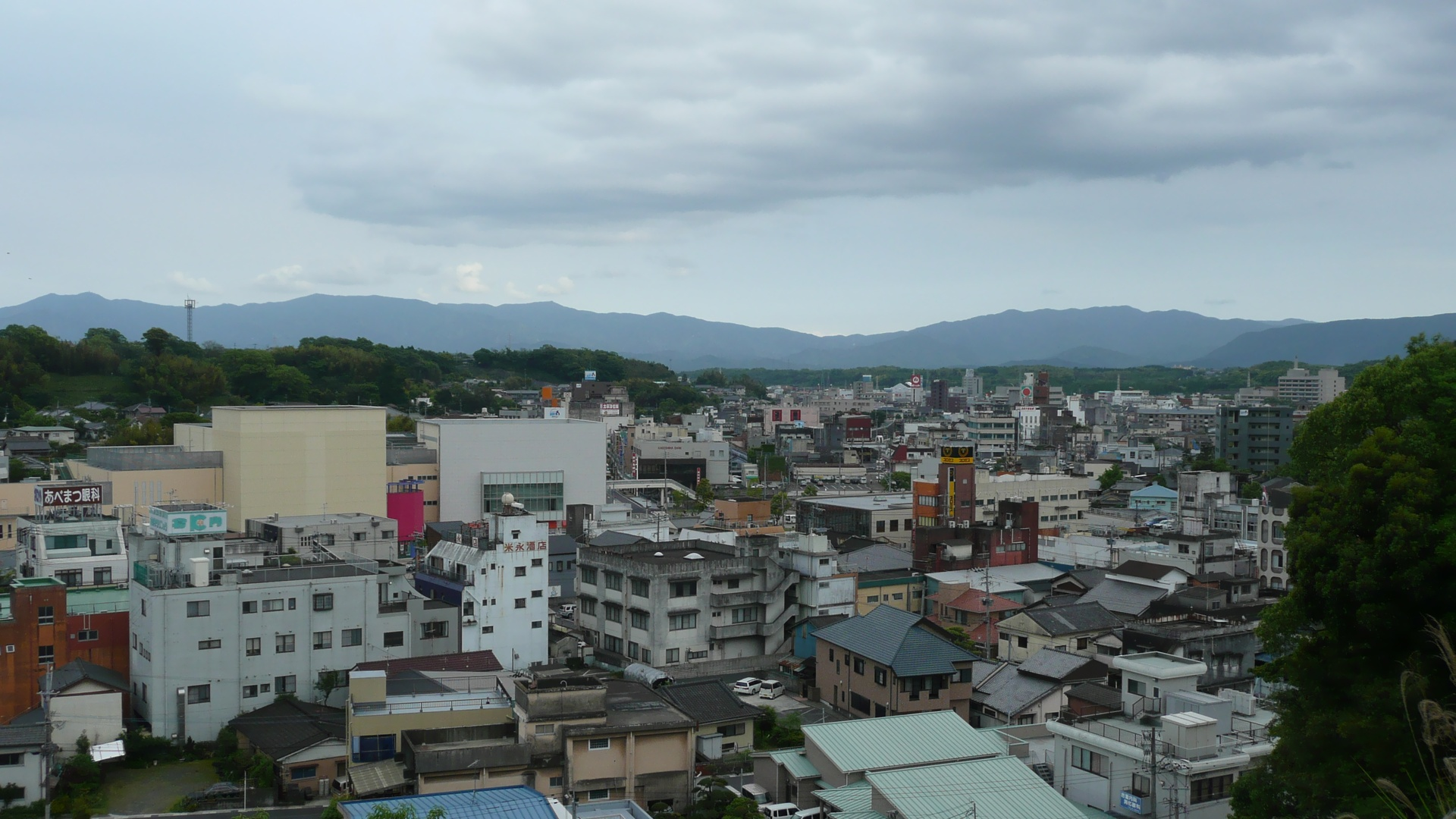
城山公園からみた市街地（2009年）

鹿屋中学校区。飲食店街、金融機関 などがある中心街。行政・商業地区である。百貨店の閉鎖や市役所、県立病院の移転、郊外の大型店舗の進出 により空洞化が進んでいる。市役所跡地はイベント広場になっており近年までさまざまな催事に使われていた。特に土曜朝市は地元住民に好評である。2004年には旧桜デパート閉店後、唯一この地区に残っていたスーパーまるはセンターが閉店。商店街のシャッター通り化・空洞化がさらに進む。人口は1975年4月時点で10,888人、2000年時点で9,596人と減少傾向にあったが、2005年時点では9,642人と増加に転じている。
この状況を打開するため、北田大手町地区では鹿屋市主導で市街地再開発事業が行われている。その中心施設であるリナシティかのやは2007年4月に総合オープン。それに先駆けて2005年春、中心的存在だった旧桜デパートと向かい側にある旧バスセンター（1970年代まで使用）の建物が取り壊され、北田交差点付近は一時期かなり閑散となった。また、2006年6月には鹿屋バスセンター（いわさきグループ・三州自動車、当時は大隅交通ネットワーク）の建物も取り壊され、こちらは2007年4月にコンビニエンスストアとドラッグストアが建てられている。
しかし、2022年には白崎町の大隅半島最大のショッピングセンターであったプラッセだいわ21鹿屋店が閉店している。
- 町名：古前城町、本町、大手町、西大手町、北田町、新栄町、朝日町、向江町、共栄町、曽田町、白崎町、王子町、打馬（1丁目・2丁目）、西祓川町、下祓川町

### 西原地区

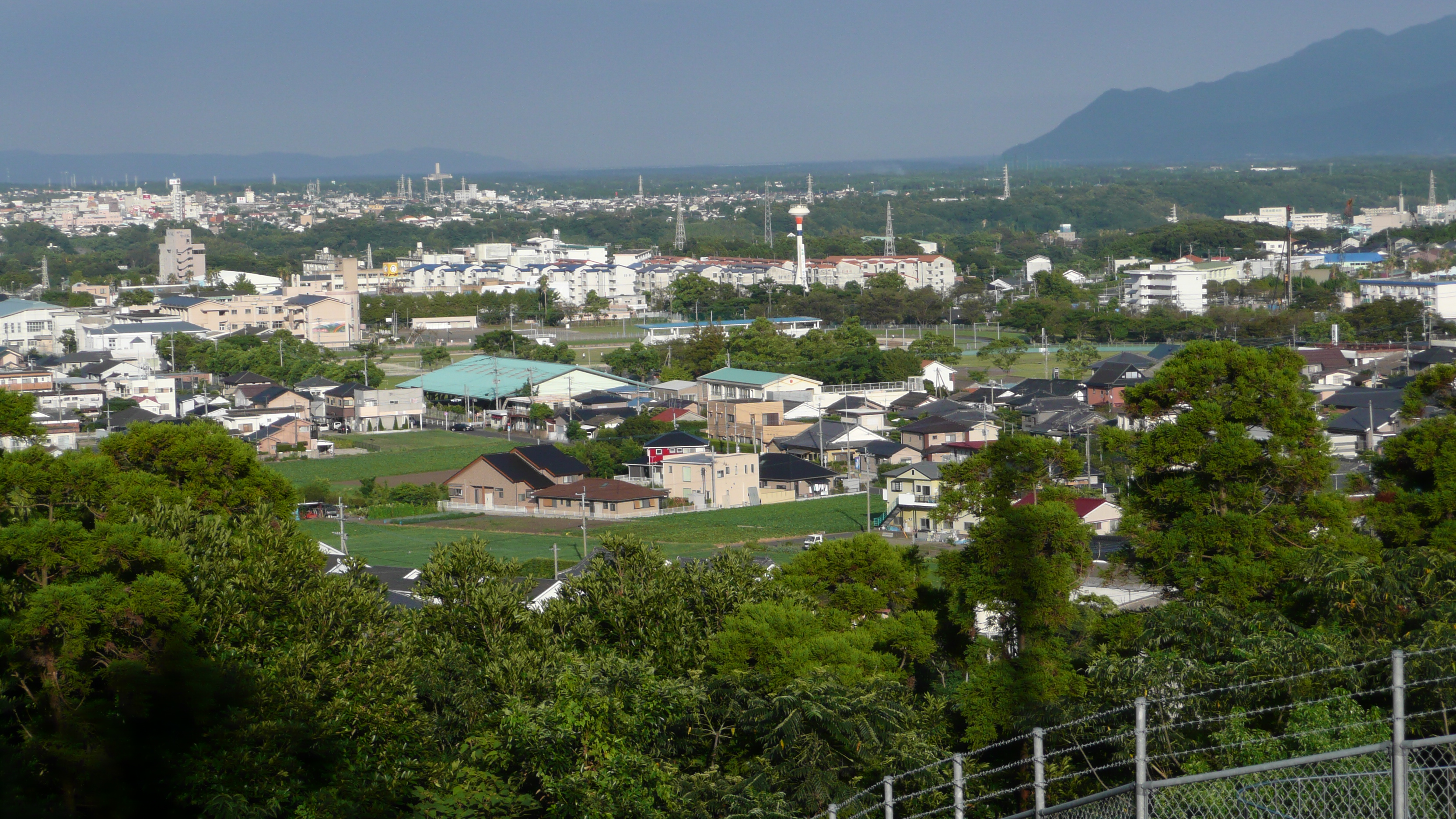
西原地区（2007年、今坂町の鹿屋郷之原アナログテレビ中継局付近から撮影）

第一鹿屋中学校区。市街地中心地区の西隣に位置する。1941年以前は鹿屋町の一部（野里町・上野町は大姶良村）。
海上自衛隊鹿屋航空基地や運動公園、学校などが集まっている住宅・文教地区。旧国道220号沿いに団地や各種商店が並んでいる。スプロール現象が発生している。また、鹿屋市など大隅半島を拠点とするマスメディア（南九州新聞・おおすみFMネットワークの拠点は当地区に所在する。「バラ園」のある霧島ヶ丘公園は当地区と大姶良地区と高須・浜田地区との境界線上にある。
人口は2005年時点で19,708人。1975年時点の16,637人からは増加しているが、1990年代以降はほぼ横ばいである。かつては旧鹿屋市域の地区別人口で首位を占めていたが、1995年4月以降は寿地区に逆転されている。
- 町名：西原（1丁目 - 4丁目）、上谷町、新川町、大浦町、郷之原町、今坂町、上野町、野里町

### 寿地区

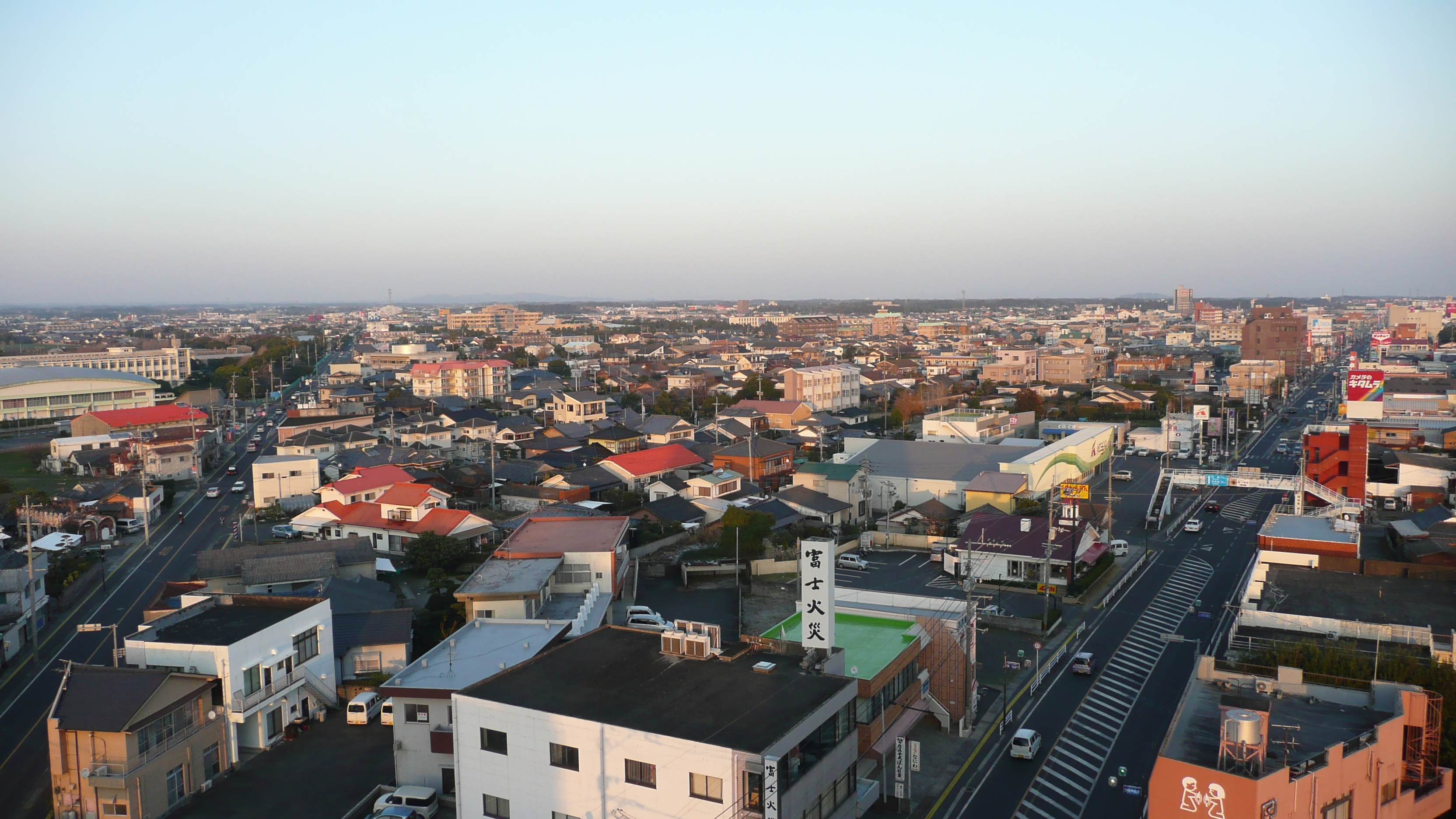
寿地区（2008年）

鹿屋東中学校区。市街地中心地区の東隣に位置し、笠野原台地の南西端にあたる。1941年以前は鹿屋町の一部。
旧国道220号（県道68号）、国道269号、国道220号鹿屋バイパスに囲まれた地区を中心に1970年代以降発展した商業・住宅地域。最近は札元地区の鹿屋バイパス沿いに大型店の進出が相次いでおり、寿・札元地区で新しい市街地を形成しつつある。
西原地区と同様にスプロール現象が発生している。かつてはここで地方競馬が行われており、現在では寿北小北東部の道路形状にそのコースの名残を確認できる。
2005年時点の人口は23,074人。1995年4月時点での人口は20,200人で1975年4月時点の11,473人の倍近くとなり、このときに旧鹿屋市域内の地区別人口で首位になった。
- 町名：寿（1丁目 - 8丁目）、札元（1丁目・2丁目）、新川町、旭原町、笠之原町

### 東原・祓川地区

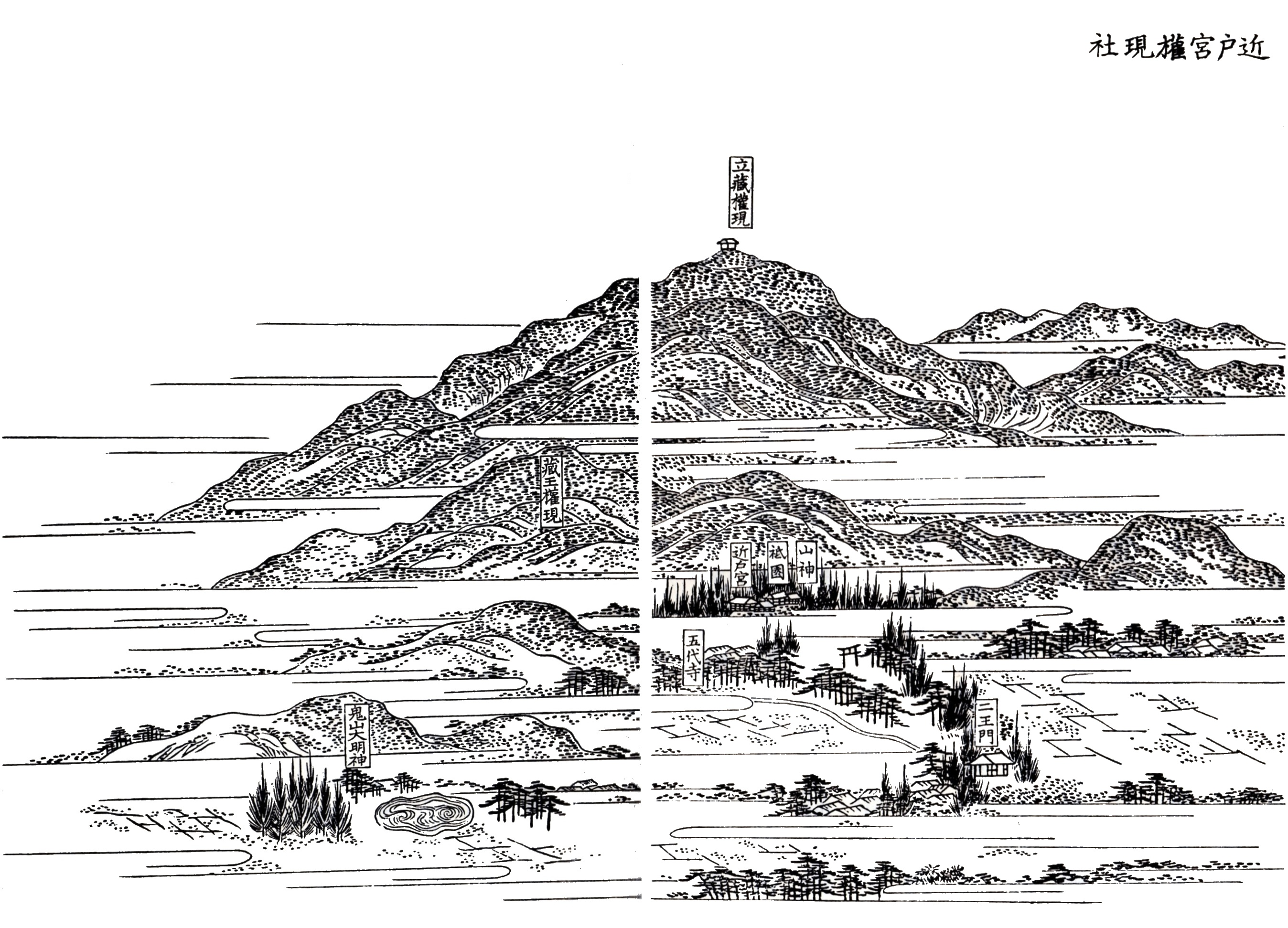
瀬戸山神社（三国名勝図会）

鹿屋中学校区。市街地中心地区の北隣に位置する。1941年以前は鹿屋町の一部。
笠野原台地や高隈山地の山裾にあり農業が盛ん。東原町には気象庁地磁気観測所の鹿屋出張所があり、地磁気や地電流の観測を行っている。南北を国道504号が貫く。2005年時点の人口は3,372人。
- 町名：東原町、上祓川町、祓川町

### 田崎地区

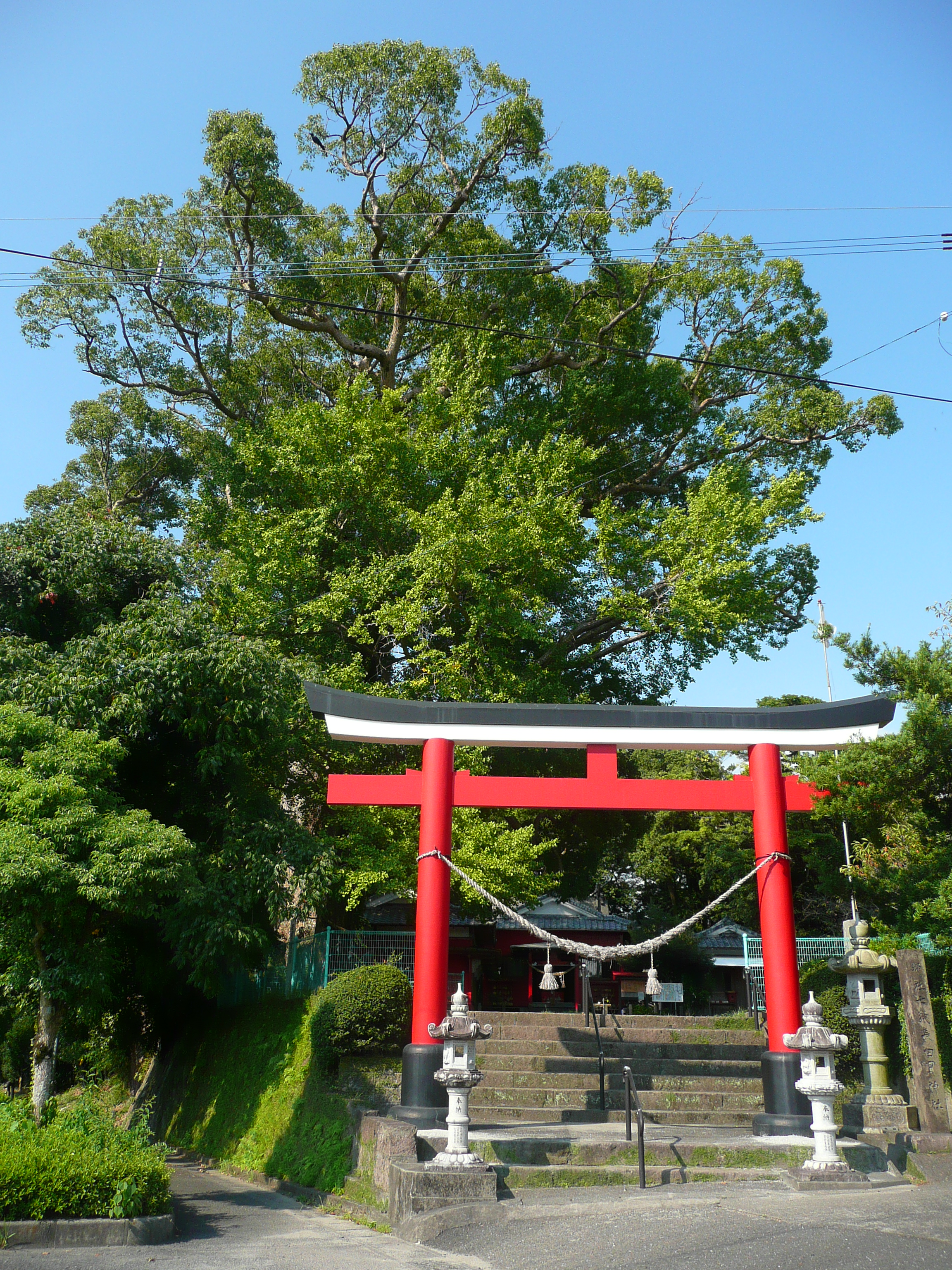
七狩長田貫神社

田崎中学校区。市街地中心地区の南隣に位置する。1941年以前は大部分が鹿屋町の一部であった。
寿地区との隣接地区を中心に住宅地の開発が進み、西原・寿地区と並び人口増加地区となっている。川西町に鹿児島県立鹿屋工業高等学校が設置されている。県道68号が通る。2005年時点の人口は8,382人。
- 町名：田崎町、川西町、川東町、名貫町、永野田町

### 大姶良地区
大姶良中学校区。旧鹿屋市の南部に位置し、1941年以前は下堀町を除き大姶良村の大部分を構成していた。
農業が盛んであり、下堀町、横山町は鹿屋原台地にある。国立ハンセン病療養所の星塚敬愛園がある。南部を県道73号が横断する。1995年時点では人口は減少傾向にあったが、近年は横山町で住宅地の開発が進行しつつある。2005年時点の人口は8,574人。
- 町名：大姶良町、南町、獅子目町、田淵町、飯隈町、池園町、荻塚町、下堀町、横山町、星塚町

### 古江・花岡地区

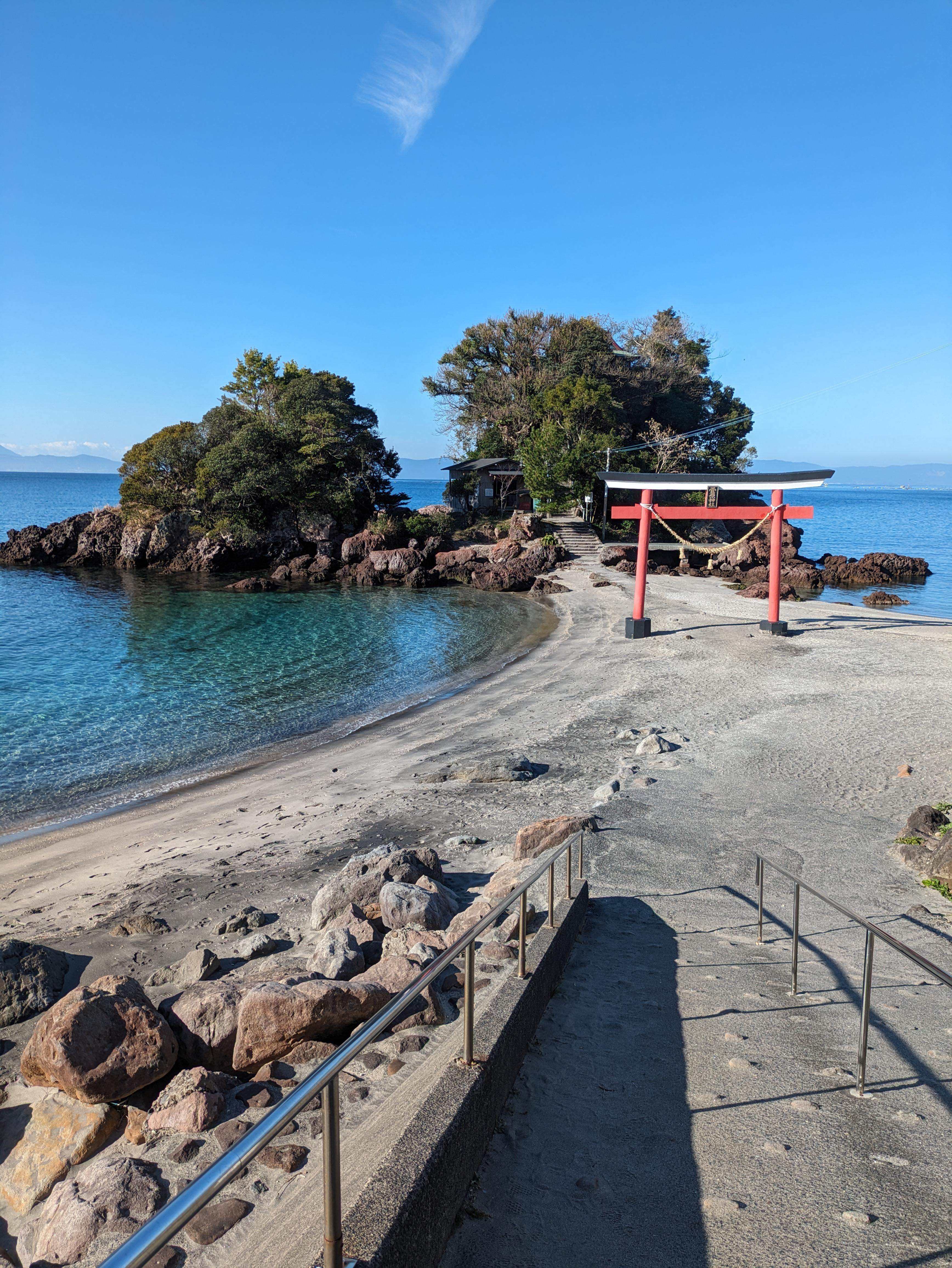
荒平天神

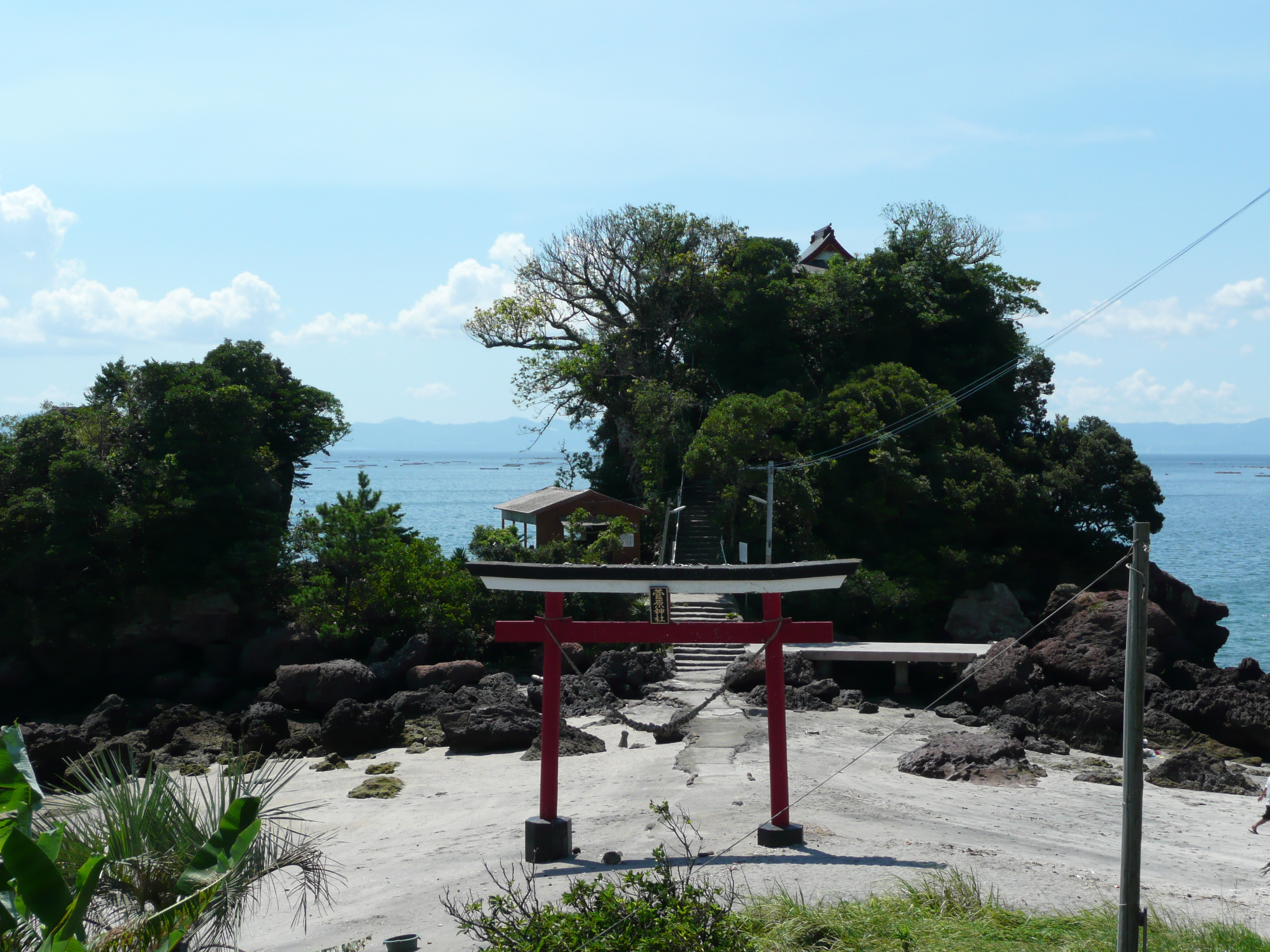
荒平天神（菅原神社）

花岡中学校区。旧鹿屋市の北西部に位置し、おおよそ1941年以前の花岡村が範囲である。ただし、高牧町は1941年以前の鹿屋町、根木原町と有武町は1958年まで垂水町、白水町のうち一里山地域は1941年以前の大姶良村である。カンパチの養殖が盛んな海岸部と鹿屋体育大学などのある台地にわかれる。
白水町に鹿屋体育大学、花里町に大隅青少年自然の家が所在する。高隈山の鹿屋中継局（県域TV・FM送信所）も厳密には当地区（有武町）に所在する。天神町には菅原道真が祭られた神社がある。国道220号・県道68号が通る。2005年時点の人口は4,903人。
- 町名：花岡町、古里町、海道町、白水町、小薄町、花里町、小野原町、高牧町、有武町、根木原町、古江町、船間町、天神町

### 高隈地区

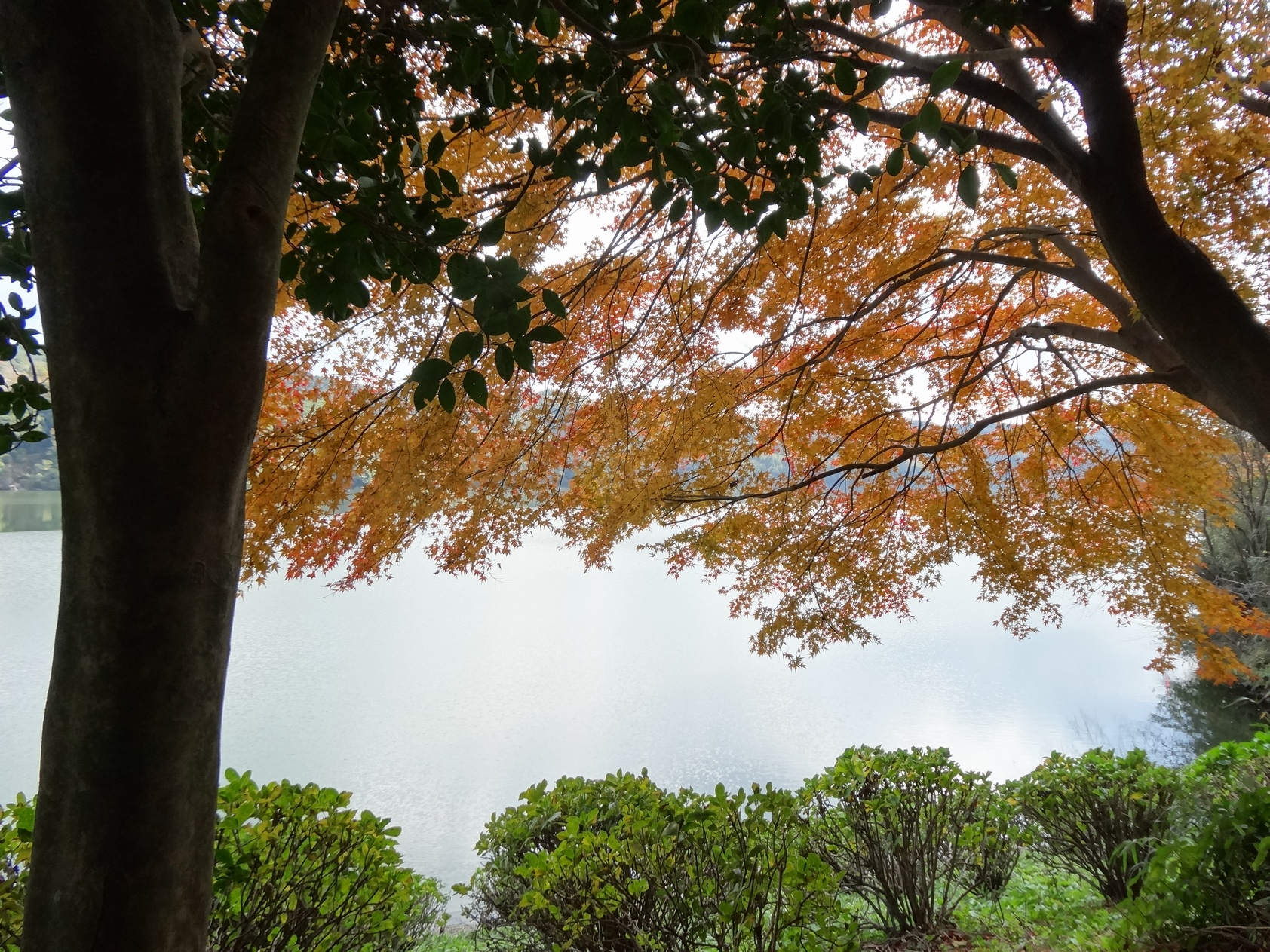
大隅湖

高隈中学校区。旧鹿屋市の北部に位置し、高隈山地とその周辺の自然に囲まれた地区。1955年に鹿屋市に編入される以前は高隈村を構成していた。
2003年に開通した国道504号高隈バイパスが中心部を回避することから閑散とした様子となっている。肝属川支流の串良川流域に高隈ダム（大隅湖）があり、笠野原台地の農業発展に一役買っている。2005年時点の人口は2,144人。1975年4月時点の3,003人と比較して減少傾向にあるといえる。
- 町名：上高隈町、下高隈町

### 高須・浜田地区
旧高須中学校区（2015年度に閉校）。旧鹿屋市の南西部に位置する。高須港は中世以来の港であり、1941年以前は鹿屋町の飛地であった（浜田町・永小原町は旧大姶良村）。
錦江湾に面しており、鹿屋市内における海水浴の拠点となっている。国道269号が南大隅方面へ繋がっている。霧島ヶ丘公園の「かのやばら園」の住所上の所在地は当地区の浜田町。2005年時点の人口は1,839人。
- 町名：高須町、浜田町、永小原町

### 南部（吾平町）

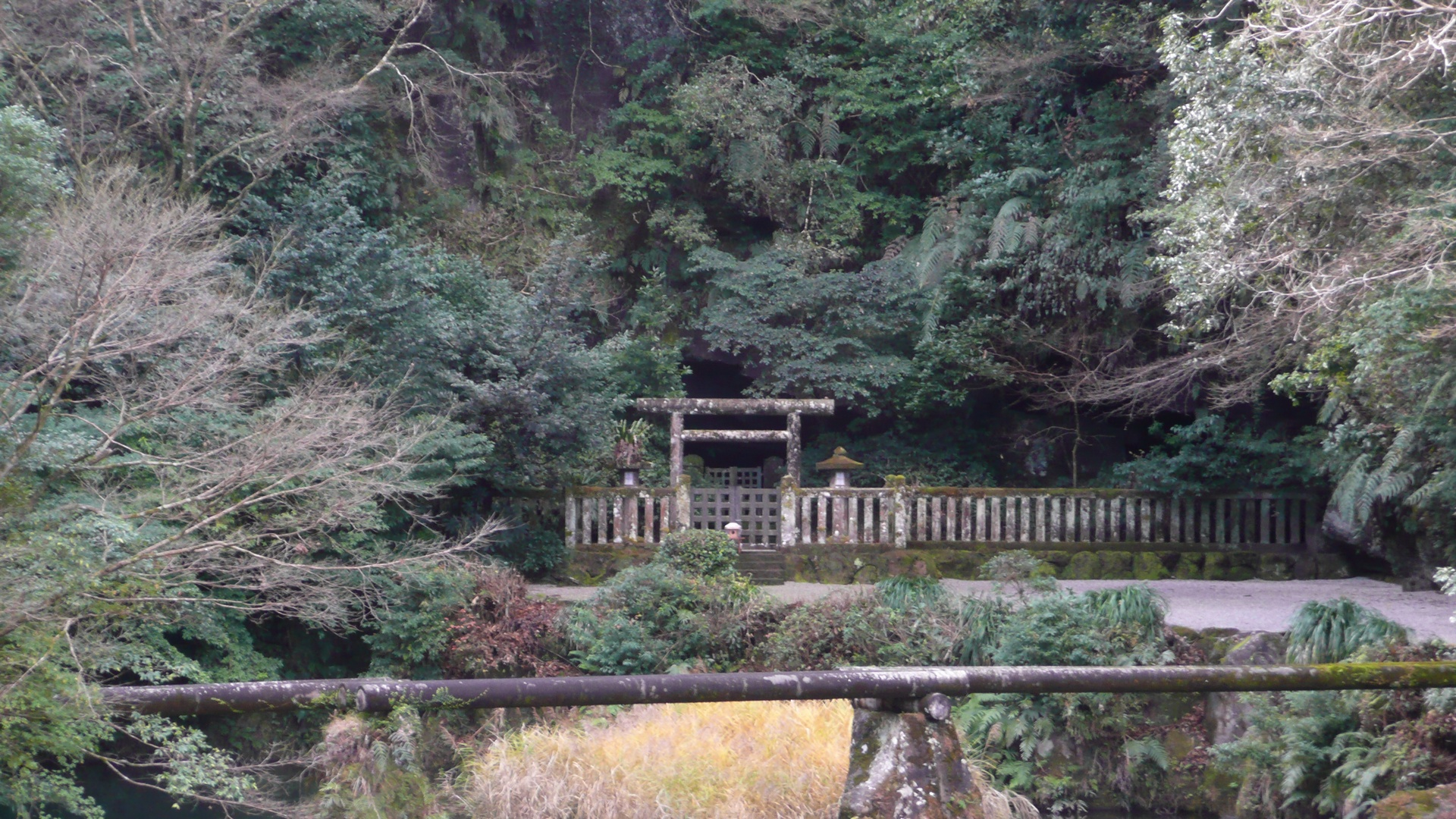
吾平山上陵

旧吾平町域。北部は旧鹿屋市のベッドタウンとして機能している面があり、合併前の人口は微減傾向にとどまっていた。神武天皇の父母（ウガヤフキアエズ・タマヨリビメ）の陵墓といわれる吾平山上陵や大隅広域公園がある。2005年の国勢調査時点の人口は7,357人。
- 大字：吾平町麓、吾平町上名、吾平町下名

### 東部（串良町）

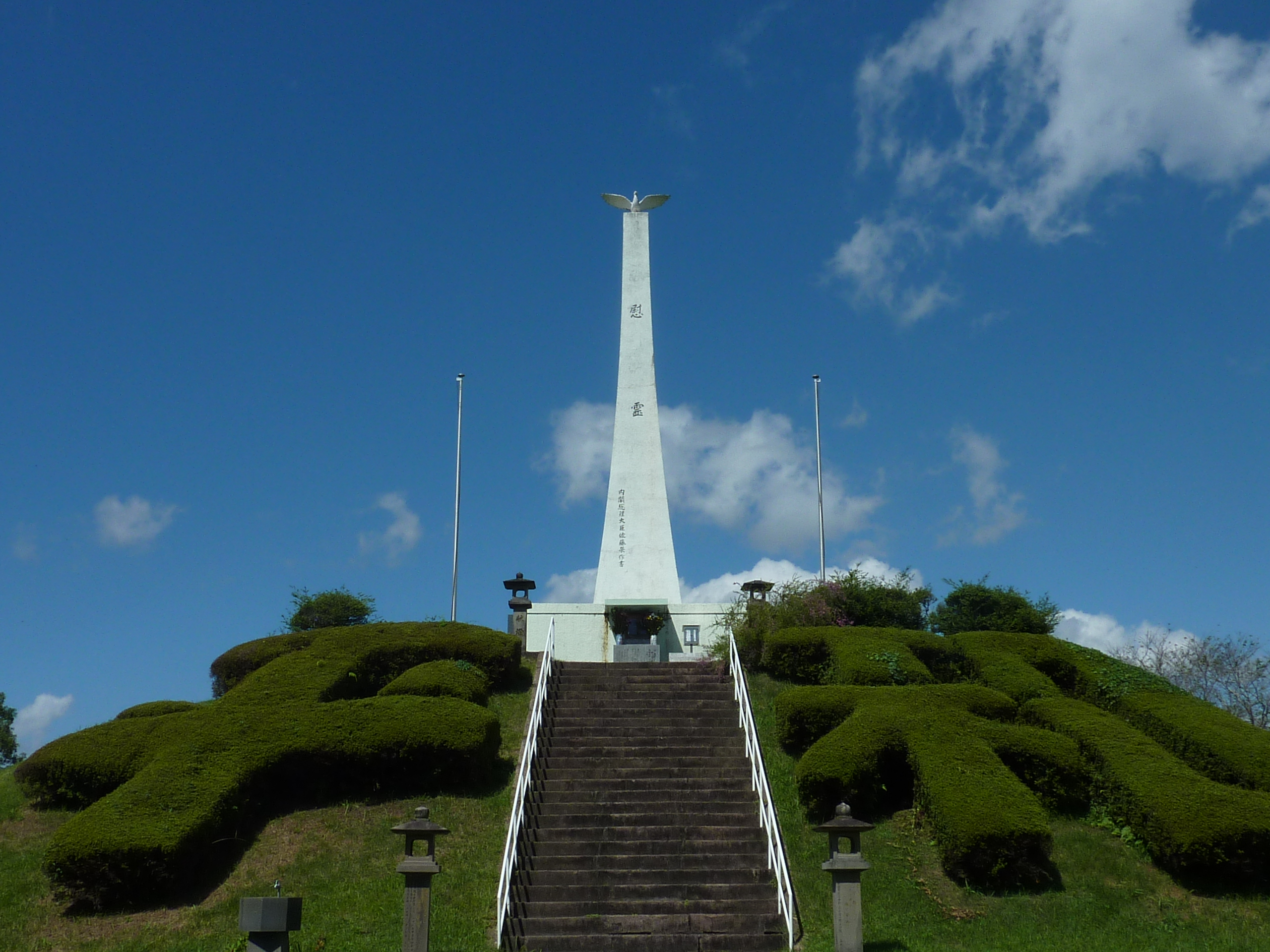
串良平和公園の慰霊塔

旧串良町域。大部分が笠野原台地に属し、農業が盛ん。平和公園には特別攻撃隊員の慰霊塔がある。柳谷集落は「行政に頼らない集落」として全国的に知られる。東西を国道220号が通る。なお、江戸時代には東串良町とともに「串良郷」を構成していた。2005年の国勢調査時点の人口は13,272人。
- 大字：串良町細山田、串良町有里、串良町岡崎、串良町上小原、串良町下小原

### 北部（輝北町）

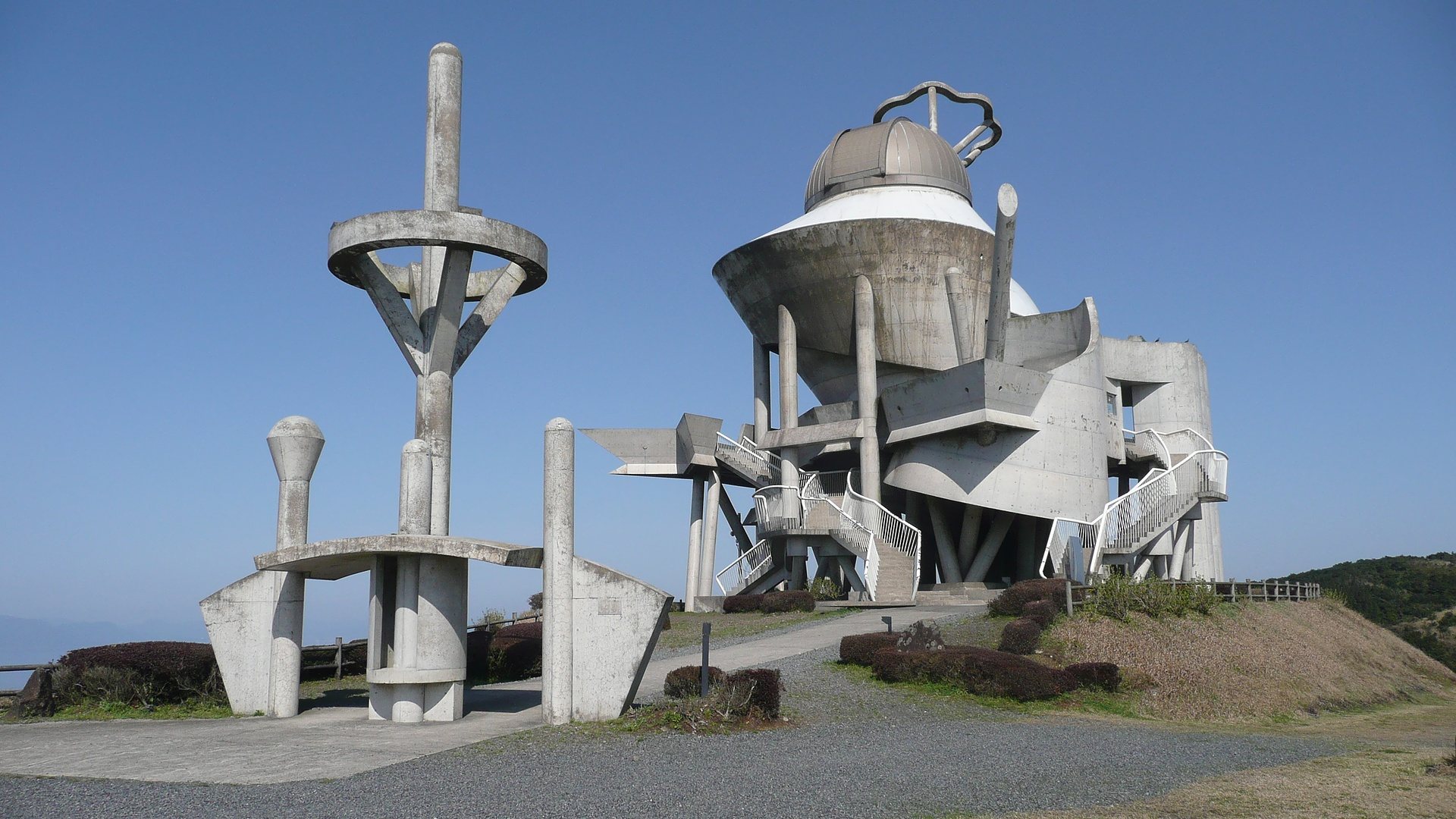
輝北天球館

旧輝北町域。「星空日本一の町」とされるなど自然豊かな高原地域。鹿屋市内で唯一曽於郡に属した地域であり、百引（もびき）・市成の2地区に分かれる。国道504号が縦断し、鹿児島空港方面からの「玄関口」にあたる。2005年の国勢調査時点の人口は4,108人。
- 大字：(百引地区)輝北町上百引、輝北町下百引、輝北町平房、(市成地区)輝北町市成、輝北町諏訪原

## 歴史
おおむね旧鹿屋市、特に旧鹿屋町の範囲を中心とした内容である。

### 市名の由来
市名の由来は、『鹿屋市史』によるといくつかの説があるといわれている。
1. 『古事記』、『日本書紀』に登場する「熊襲（くまそ）の首長鹿文（かや）」の名によるという説。
2. 周辺に多く自生していた茅（ちがや）の名が、「かのや」に転訛したという説。
3. 鹿（しか）が多く棲息しておりそこから「かのや」になったとの説。

歴史的にみると、平安時代初期には「かのや」の地名で呼ばれていたということである。

### 古代
縄文時代早期から人の定住があり、弥生時代には王子遺跡といった大規模な集落がみられるようになる。王子遺跡などで検出された竪穴建物の中には、特徴的なものとして宮崎県南部を中心に分布する「花弁形竪穴建物」がある。
古墳時代には南九州地域独自の地下式横穴墓がみられるようになるが、志布志湾沿岸に点在する前方後円墳は肝属川下流の串良町・吾平町でみられるのみで、旧鹿屋市・輝北町では他の鹿児島県内の地域と同様に存在しない。
7世紀ごろは隼人の全盛期であり、ヤマト王権が勢力を拡大する中現在の鹿児島県本土は半独立の状態であった。ただし隼人の一部は早くからヤマト王権とのつながりを深めており、国造・県主となった者も存在した。713年に大隅国が設置されても完全にヤマト王権に服属せず、約6年後（720年）には大隅国国司の陽侯史麻呂を殺害した隼人の反乱が勃発した。ヤマト王権はこれを1年半をかけて制圧し、大隅の支配体制を確立した。班田収授法が大隅国で実施されたのは800年のことであったが、すでに班田収授法は壊滅状態であり、大隅国内のほとんどの領地が荘園 となった。
律令制では大隅国に属し、鹿屋市の大部分は姶羅郡（現在の姶良郡とは別）・大隅郡（明治時代に消滅、大隅国設置当時の範囲は現在の大崎町から鹿屋市南部にかけての肝属川流域）となった。なお、当時の肝属郡は大隅半島最南部（現在の南大隅町・肝付町など）に位置しており、中世以降に姶羅郡も肝属郡に含まれるようになった。曽於郡は現在の曽於市・垂水市北部・霧島市東部を範囲としていた。
平安時代中期（930年代）の辞書『和名類聚抄』には、姶羅郡の郷として「鹿屋」「串伎」、大隅郡の郷として「姶﨟」がみられる。地名としての「鹿屋」はこれが初出である。
984年（『高城町史』 では968年）に肝付氏の祖、伴兼行が薩摩国惣追捕使として下向し、子孫である兼俊が高山（現在の肝付町）へ移住した1036年に肝付氏を名乗る。肝付氏は島津荘などの荘園を実質的に保有していたが、1185年に島津忠久が地頭として島津荘を管理することとなり、ここからおよそ400年にわたる肝付氏と島津氏の争いが幕を開けることとなった。
- 713年 - 大隅国設置。
- 720年 - 隼人の反乱が勃発。
- 800年 - 大隅国内で班田収授法を実施。
- 984年 - 伴兼行が薩摩国惣追捕使として下向。
- 1026年 - 島津荘が開発される。
- 1036年 - 伴兼行の子孫の兼俊が肝付氏を名乗る。
- 1185年 - 島津忠久が地頭として島津荘を管理する。

### 中世
正和年間（1300年代初め）に鹿屋院は肝付氏の一族である鹿屋氏によって統治され、鶴亀城（後の鹿屋城）を現在の城山公園の位置に置いた。肝付氏とは島津氏の後継者争いがきっかけとした応永の戦で対立したのを除いてほぼ行動を共にしている。
南北朝時代には荘園が崩壊し、肝付氏は南朝側（公家側）につき、守護大名となった島津氏と対立した。高須港はこの頃から1573年に至るまで肝付氏の一大拠点として機能するようになり、大姶良は禰寝氏支配地との境界線上になったことから多くの山城が築かれた。
戦国時代中の1535年に島津氏の内紛が勃発し、肝付氏は島津氏と再び対立した。一時期は島津氏を上回るほどの戦力を保有していたが次第に衰退し、一時は肝付氏側についた禰寝氏が島津氏側に翻ったことが決定打となり 1574年に島津氏に降伏した。島津氏は1577年、伊東氏も降伏させたことで三州（薩摩・大隅・日向）をほぼ統一し、鹿屋氏も肝付氏とともに衰退をみることとなった。
この後、鹿屋を中心とした肝属川流域は「他地域の人間による支配下」に置かれることになる。『鹿屋市史 上巻』（1967年版）では島津氏を悪者と見立て大隅への圧政を強調している が、圧政自体は薩摩藩領内で共通する事柄である。

### 近世（島津氏による支配）

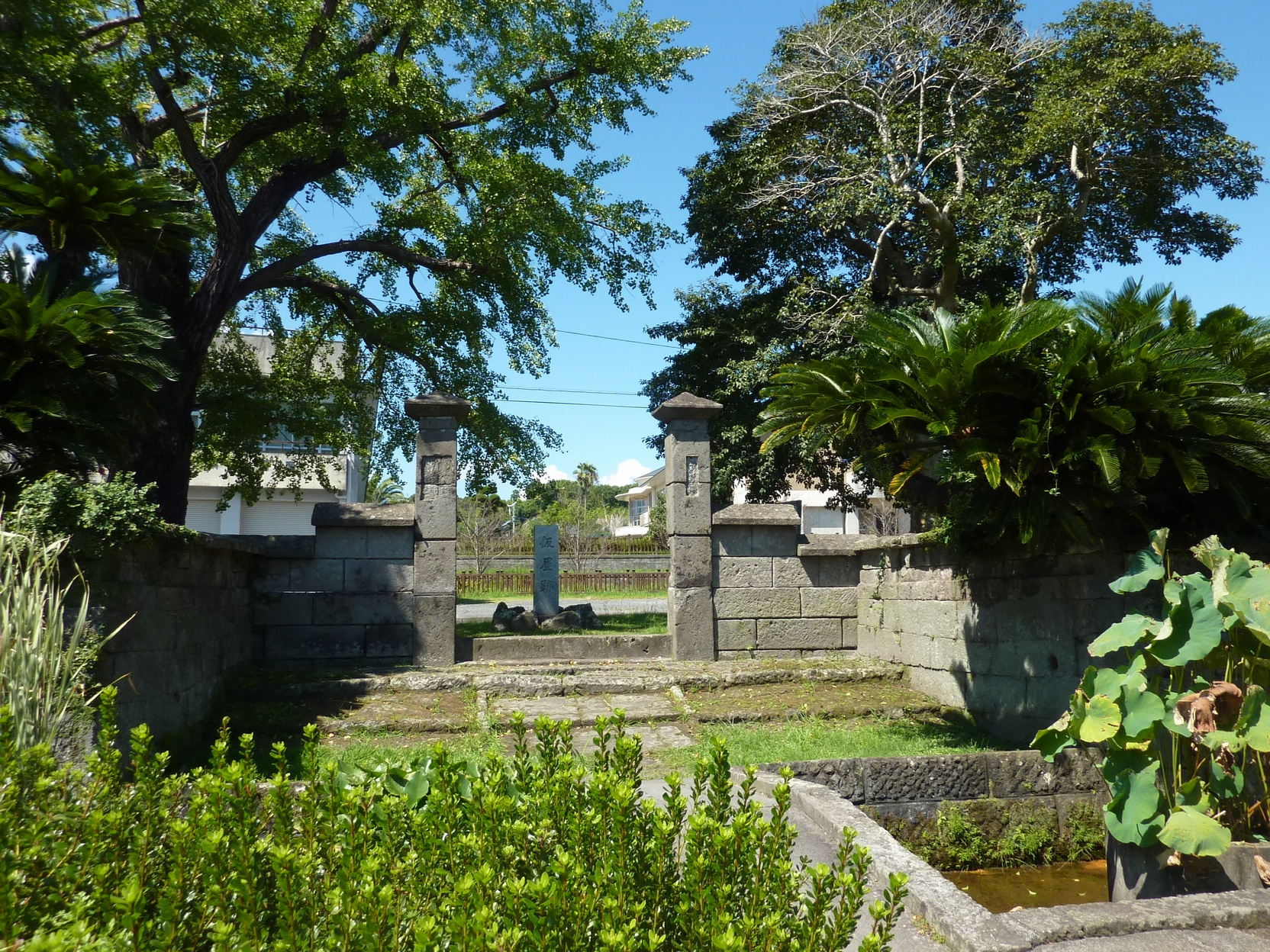
串良の地頭仮屋跡

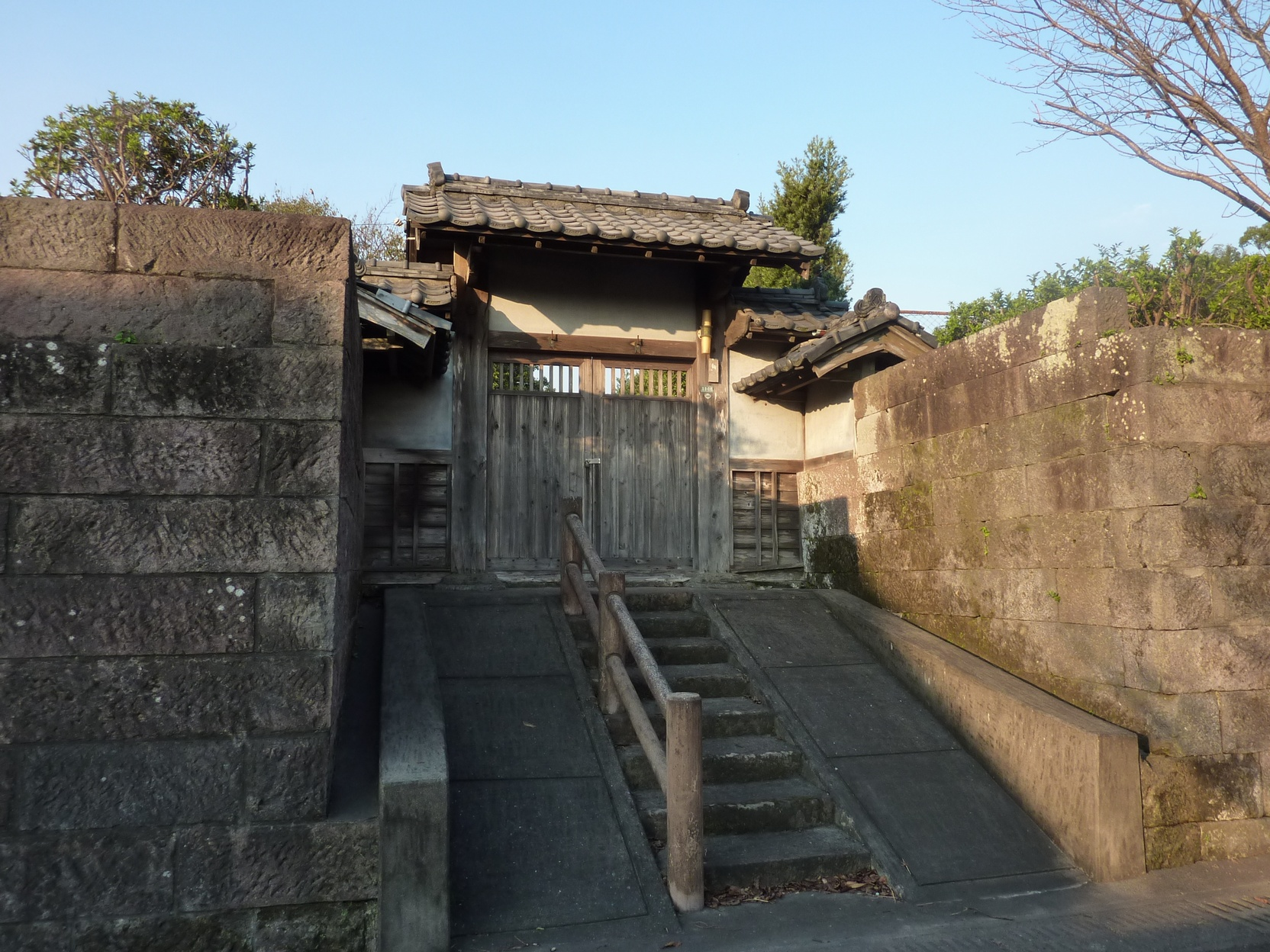
鹿屋麓の武家門

肝付氏亡き後の肝属は、伊集院忠棟が鹿屋城を拠点に地頭として管理した。忠棟は鹿屋城の修復・城下町の形成を始めとして水田開発などによる農業生産の向上、市（いち）の開催を手掛けた。後述する定期市はこのときに始まったものである。
薩摩藩は外城制（後に○○郷と改称）を敷き、現在の鹿屋市域では鹿屋・大姶良・花岡・高隈・串良・姶良・百引・市成の8郷（花岡と市成は私領）がおかれた。外城の成立時期は地域により異なり、鹿屋郷（外城）の場合は、私領を経て1645年に成立した。郷は1889年の町村制施行の際にもほぼそのまま村となるなど、後世まで行政区域として機能した。鹿屋市域では「南部（吾平町）」（『鹿屋市総合計画』による地域区分、姶良郷）、「高隈地区」（『鹿屋市総合計画』による地域区分、高隈郷）がその名残を伝える。
鹿屋郷では定期市が月6回開催され、大隅半島各地を始めとして薩摩半島側の指宿からも集客があった。当時は島津氏御用達の銘酒として「桜川」が存在したが、幕末と1882年頃の火災や時代の推移とともに衰退した。名産品として鹿屋・大姶良で生産された「高須甘藷」（高須港から出荷されたため「高須」といわれた）があった 。
薩摩藩領内の農民は農業以外の職に就くことが許されず、年貢も8公2民（収穫のうち8割が徴収される、他藩は4公6民が一般的）という高率であった。この他にも衣食住全般にわたって制約が課せられており、百姓一揆を起こす余裕すらなかった。逃亡者も数多く発生し、薩摩半島（西目）側から農民を強制移住（人配、「にんべ」と読む）させることもあった。このような壊滅的ともされる 経済状況は、明治期になってから改善されることとなる。
この時期の困窮具合を証明する資料として人口の比較が挙げられる。鹿屋郷には1801年時点では6,224人いたのに対し、1824年時点では6,180人に減少しており、逃亡や間引きが横行していたことが推測される。

### 近現代

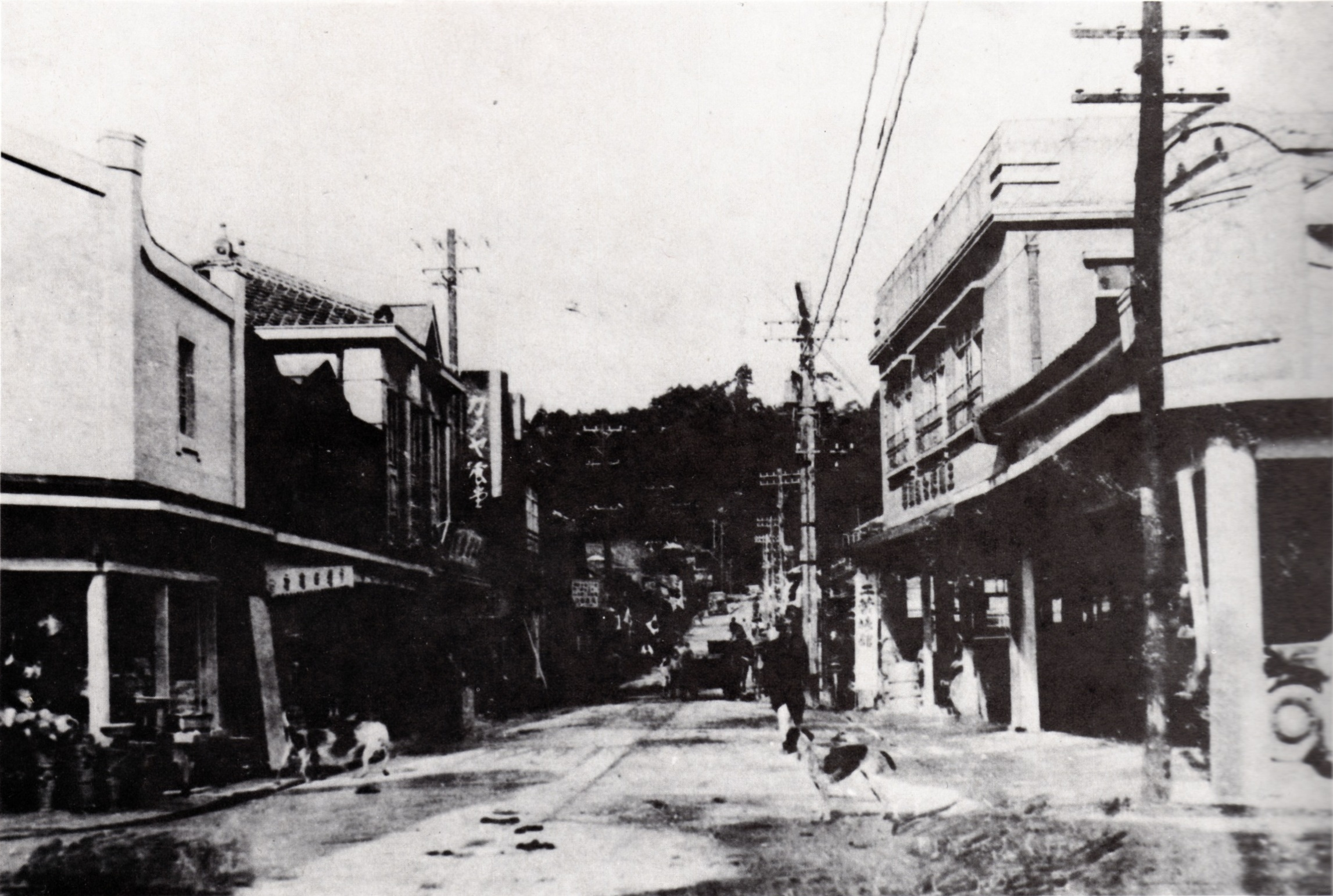
1931年ごろの北田本通り（現在の国道269号）

1888年に肝属郡の役所が鹿屋郷中名（現在の鹿屋市街地）に設置されたことにより、近代都市としての鹿屋の発展がはじまる。1890年代には鹿屋を中心とする道路網が整備され、1910年代には電気・鉄道（後の大隅線）が通じるようになった。
1889年4月の町村制実施時に旧来の郷（外城）は村となり、現在の鹿屋市域に8か村（鹿屋・花岡・大姶良・高隈・姶良・西串良・百引・市成）がおかれた。鹿屋村は1912年12月31日、鹿児島県内では加治木町に次いで2番目に町制を施行し鹿屋町となった。西串良村は1932年5月15日、姶良村は1947年10月15日にそれぞれ町制を施行し串良町・吾平町となった。百引村・市成村は1956年4月1日に合併し、輝北町として発足した。
鹿屋市（初代）としての歴史は、1941年5月27日の鹿屋町・大姶良村・花岡村の3町村の合併・市制施行により始まる。1950年代には高隈村および垂水町の一部地域（根木原・桜町地域）の編入を実施した。この頃は財政が悪化しており財政再建団体となっていた。
1960年代には公共交通機関の利用が最盛を迎え、バスセンターに隣接した桜デパートを中心とした地域の商業が盛んであった。しかし、1970年代以降にシラス台地に位置する西原地区・寿地区に集落が発展するようになり、1991年度の市役所移転・国道220号鹿屋バイパス全線開通に伴うロードサイド店舗の出店・ショッピングセンター（プラッセだいわ）の開業により、中心市街地は衰退をみることとなった。この対策として市街地再開発事業が実施され、2007年にリナシティかのや（鹿屋市市民交流センター）が開設された。
2000年代に入ってからは「ばらのまち」キャッチフレーズとして使用するようになり、2006年に吾平町・串良町・輝北町と合併し2代目の鹿屋市となった際に市の花もバラに変更された。
消費人口の先細りが進んでおり、1991年12月に大隅半島最大の売り場面積（約1万2500平方メートル）でオープンしたプラッセだいわ鹿屋店が2022年秋に閉店することが決まった。

#### 軍都としての鹿屋

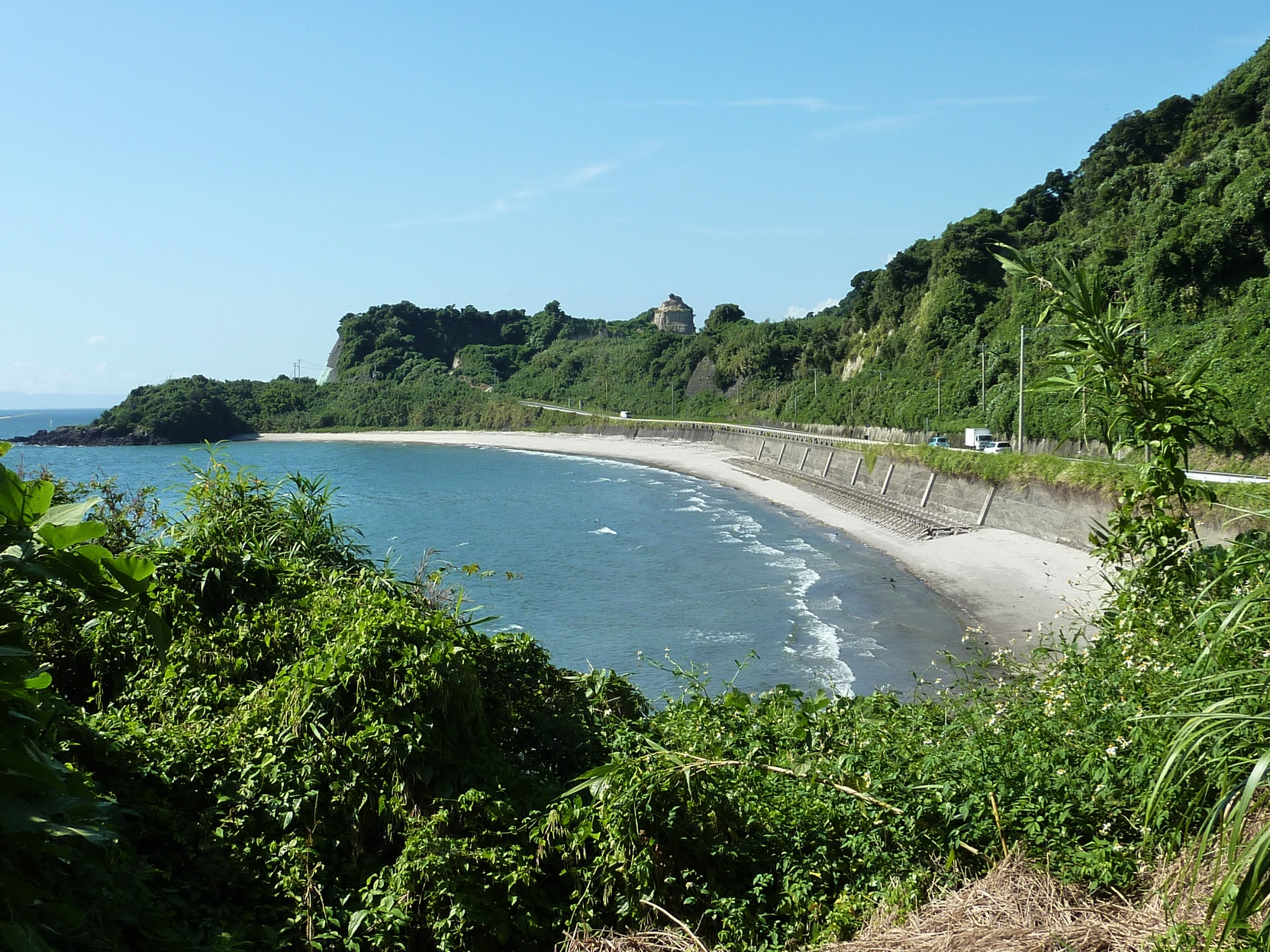
金浜海岸（占領軍上陸の地）

1936年には市内（当時の鹿屋町・大姶良村境）に大日本帝国海軍航空隊の基地が置かれ、真珠湾攻撃訓練の中核地となり、第二次世界大戦中は神風特別攻撃隊の出撃基地となった。第二次世界大戦後は高須海岸（正確には1km北の金浜海岸）から占領軍が上陸。戦後も海上自衛隊の鹿屋航空基地が置かれ、現在でも国防の一大拠点都市としての役割が強い。
防空壕も数多く残されており、2000年には道路陥没による死者が発生している。

#### 学校の設置・廃止
明治維新後すぐに鹿屋小学校が設置され、1870年代以降鹿屋市各地にも小学校が設置された。旧制中学校（現在の県立鹿屋高校）は、志布志（現在の県立志布志高校）に設置されていたことや鹿児島県農学校（現在の県立鹿屋農業高校）があったことから1923年まで設置を待つこととなった。
シラス台地に位置する西原・寿地区では人口が増加し続けており、小中学校（寿北・西原台小学校・鹿屋東中学校）が増設されているのに対し、郊外の山間部では減少が続き、旧鹿屋市内だけでも1971年に高牧・桜町、1988年には柏木の各小学校が閉校している。1981年には国内唯一の国立体育大学である鹿屋体育大学が開学し（学生の受け入れは1984年）、1986年には国立の大隅少年自然の家（おおすみくん家）が設立された。

#### 公共交通機関の衰退
1960年代に最盛を迎えた公共交通機関の利用も自家用車の普及に伴い減少していき、1987年3月には国鉄大隅線が廃止され、2006年11月には大隅交通ネットワーク（バス）の路線が大幅に廃止された。現在でも垂水 - 鹿屋 - 志布志間のバスは1時間に1本程度あるが、その他の路線は1日に数本程度に減便されている（鹿屋市コミュニティバスも同様）。鹿屋は鹿児島県・鹿児島市以上に車保有率が高く、完全にモータリゼーションが進行している地域である。

#### 鹿屋市発足・吾平町制施行
1940年、皇紀2600年であったことや紀元節（2月11日）に川内市（現在の薩摩川内市）が鹿児島県の自治体としては2番目に市制を施行したことに伴い、鹿屋町・花岡村・大姶良村・姶良村の4町村では合併・市制施行の気運が高まった。各町村での議論の結果、1941年5月27日に姶良村を除いた3町村が合併・市制施行した。5月27日は海軍記念日であり、「鹿屋海軍航空隊とともに軍都として発展する」という意味合いがある。
1947年10月15日には姶良村が改称・町制施行し吾平町となった。名称変更の理由として「鹿屋市の大姶良町や姶良郡宛の間違い郵便・運搬物が多く、支障をきたしている」ことを挙げている。また、当時の新聞記事は改称・町制施行を「1938年10月15日の水害からの復興記念」と報道している。

#### 昭和の大合併

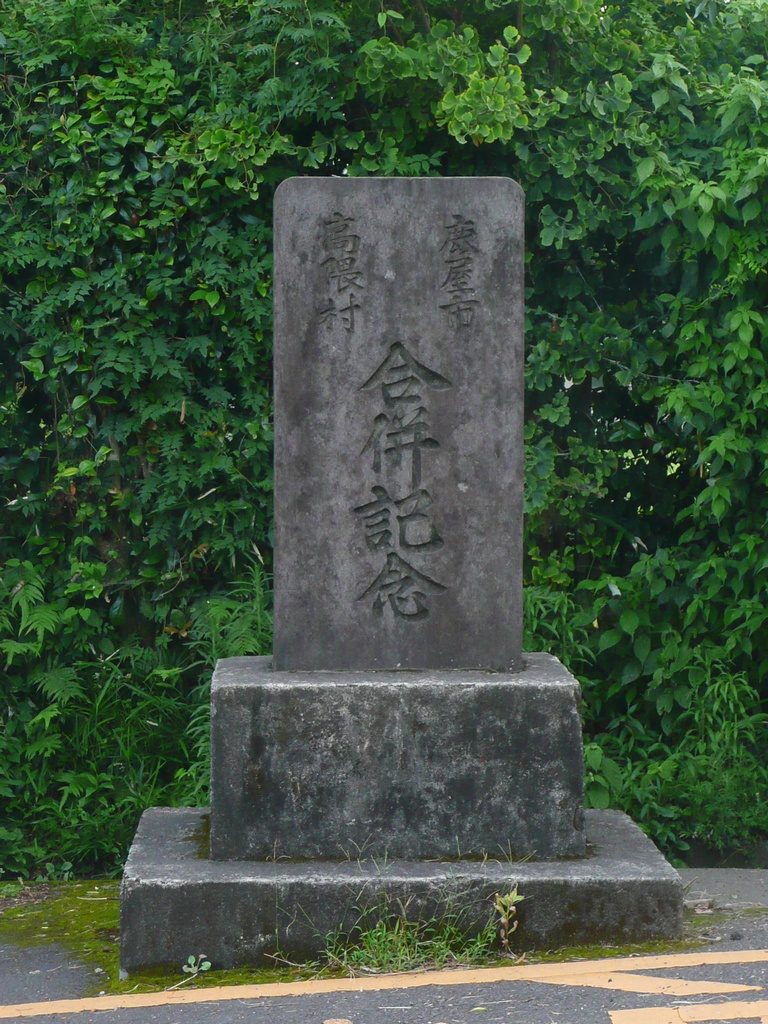
高隈村と鹿屋市の合併記念碑

1950年代には鹿児島県が「昭和の大合併」として合併案を提示した。現在の鹿屋市域では以下の通りとなる。
1. 肝属郡高隈村・百引村、曽於郡市成村・野方村の4村を合併して新たな町とする。
2. 串良町・東串良町の2町を合併して新たな町とする。
3. 吾平町・高山町の2町を合併して新たな町とする。

1については、高隈村は鹿屋市と生活圏が一体化していることを理由として1955年1月20日に鹿屋市へ編入。野方村は分村し1955年4月1日に大崎町・西志布志村（後の有明町、現在の志布志市）・大隅町（現在の曽於市）に編入された。残った百引村と市成村が1956年4月1日に合併し輝北町となった。役場は旧百引村におかれ、郡は旧市成村が所属していた曽於郡となった。
2については、串良町側は東串良町との合併には賛成だったが、東串良町側が自立路線を採ったため合併を断念。3についても、吾平町側が自立路線を採ったために平成の大合併に持ち越されることとなる。後に鹿児島県は吾平町と鹿屋市との合併案も示していたが、これも婦人会などの反対により頓挫した。吾平町が合併に反対した理由として高山町との際には「人口の差から合併すれば中心部が高山町となり、現在の吾平町中心部が廃れること」や「両町間の交流が乏しいこと」を、鹿屋市との際には「鹿屋市が当時財政再建団体であったこと」や「鹿屋町と合併した旧大姶良村の中心部が廃れたこと」を挙げている。
この他にも、垂水町（現在の垂水市）のうち旧新城村の根木原（ねぎばる）・桜町地区の住民が合併協議の際「鹿屋市と生活圏が完全に一体化している」こと を理由に鹿屋市への編入を希望。この結果、1955年1月10日に垂水町として合併した後1958年1月20日に編入を実施した。桜町地区の名称は編入の際に「有武町」と変更されているが、知的障害者援護施設の名称（桜町学園）として現存している。

#### 平成の大合併
2003年7月2日に垂水市・輝北町・吾平町との枠組みで、2005年1月の合併を目指し「大隅中央法定合併協議会」を設置。2003年12月22日には新市の名称を「大隅市」と決定。2004年1月には串良町も参加した。
ところが、新市の名称に鹿屋市側から反対の声が上がり、2004年3月に新市名変更と合併枠組みの再検討を求める陳情が鹿屋市議会で採択された。垂水市は財政難を理由に、鹿屋市側から合併協議会の離脱を求められ、2004年5月7日に合併協議会を離脱した。
2004年7月1日に「大隅中央合併協議会」を改めて設置し、その一員として垂水市を除いた3町と合併協議を進めた。同年11月26日に1市3町は合併協定を調印し、2005年1月7日に県に廃置分合の申請書を提出。3月14日に県が決定書を交付し、同月30日に国から合併が告示され、2006年1月1日に新設合併した。鹿児島県の自治体では初めて地域自治区を設けている（2009年まで）。なお、合併前の2005年12月には鹿屋市に縁のある人物（哀川翔・柴田亜衣・横峯さくら）が出演する合併告知コマーシャルが鹿児島県内のテレビ局で放送された。
旧4市町の花は「地域の花」として指定された。鹿屋地域はカンナ、串良地域はバラ、吾平地域はツワブキ、輝北地域はツツジ。

#### 年表（近現代）
- 1871年8月29日（新暦） - 廃藩置県に伴い現在の鹿屋市全域が鹿児島県に属す。
- 1871年12月25日（新暦） - 廃藩置県後の府県合併に伴い都城県に属す。
- 1873年1月15日 - 都城県の廃止（初代宮崎県の設置）に伴い鹿児島県に属す。
- 1874年 - 鹿屋・高隈・大姶良・古江の各郵便局が業務開始。
- 1888年 - 肝属郡と南大隅郡の役所が垂水郷から鹿屋郷に移転。鹿屋が大隅の中心となるきっかけとなる。
- 1889年4月1日 - 町村制度施行により、現在の市域に相当する以下の村々が発足。西串良村（串良郷を東西に分割）を除いて藩政時代からの「郷（外城）」を引き継ぐかたちとなった。
  - 肝属郡鹿屋村・花岡村・大姶良村・高隈村・西串良村・姶良村・百引村
  - 東囎唹郡市成村
- 1896年4月1日 - 郡区画改正に伴い、東囎唹郡市成村から囎唹郡市成村となる。
- 1897年2月 - 電信業務を開始。

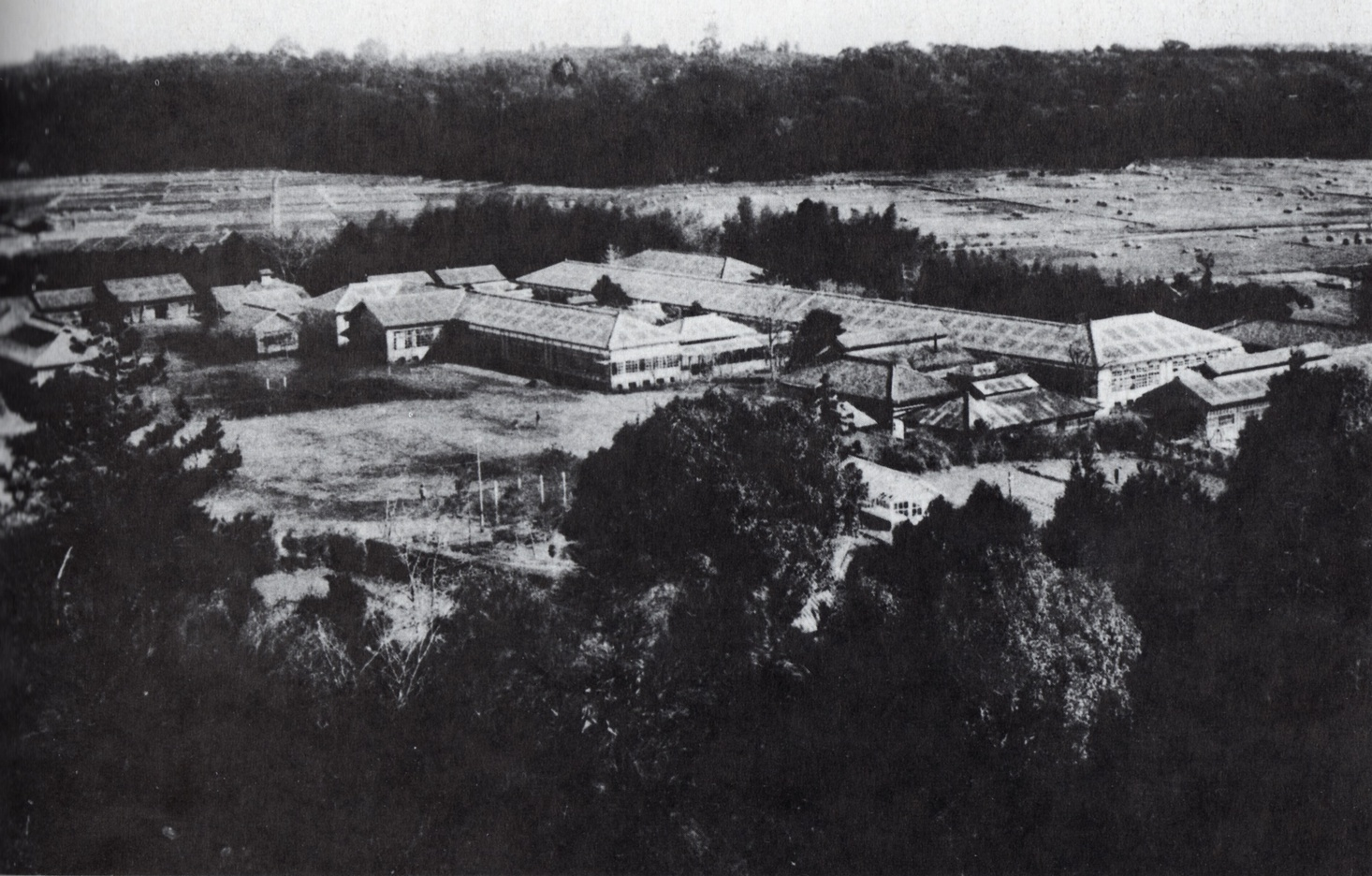
県立鹿屋農学校（1925年）

- 1900年 - 鹿児島県農学校（現在の県立鹿屋農業高校）が鹿屋村に移転。
- 1901年 - 西原競馬場を開設。
- 1902年10月 - 電報・電話の業務を開始。
- 1912年12月31日 - 鹿屋村が町制施行、鹿屋町となる。
- 1915年7月11日 - 南隅軽便鉄道（1916年に大隅鉄道と改称、後の国鉄古江線→大隅線）のうち、高須 - 鹿屋間が開通。当時の鹿屋駅は向江町に設置されていた。

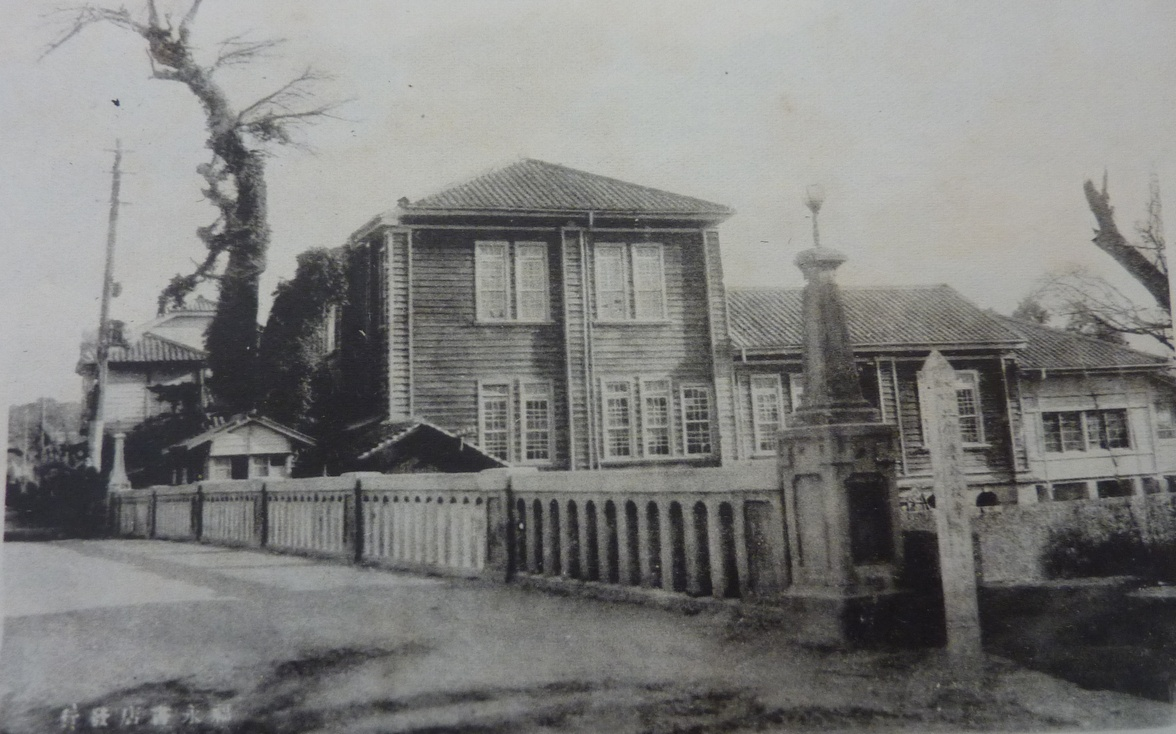
鹿屋町役場（1939年）

- 1916年4月 - 鹿屋町役場（後の初代鹿屋市庁舎）を現在の鹿児島銀行鹿屋支店の位置に設置。
- 1920年12月23日 - 大隅鉄道のうち、鹿屋 - 高山間が開通。
- 1921年8月11日 - 大隅鉄道のうち、高山 - 串良間が開通。
- 1923年 - 旧制中学校の県立鹿屋中学校（現在の県立鹿屋高校）が開校。
- 1923年12月19日 - 大隅鉄道のうち、高須 - 古江間が開通。
- 1929年2月 - 競馬場を札元に移転。
- 1932年5月15日 - 西串良村が改称・町制施行により串良町となる。
- 1933年2月16日 - 鹿屋町が町章（当時は「町マーク」と呼称）を選定。現在も鹿屋市章として使用されている。
- 1935年6月1日 - 大隅鉄道が国有化される。
- 1935年10月 - 古江線のうち志布志 - 東串良間が開通。星塚敬愛園が開園。

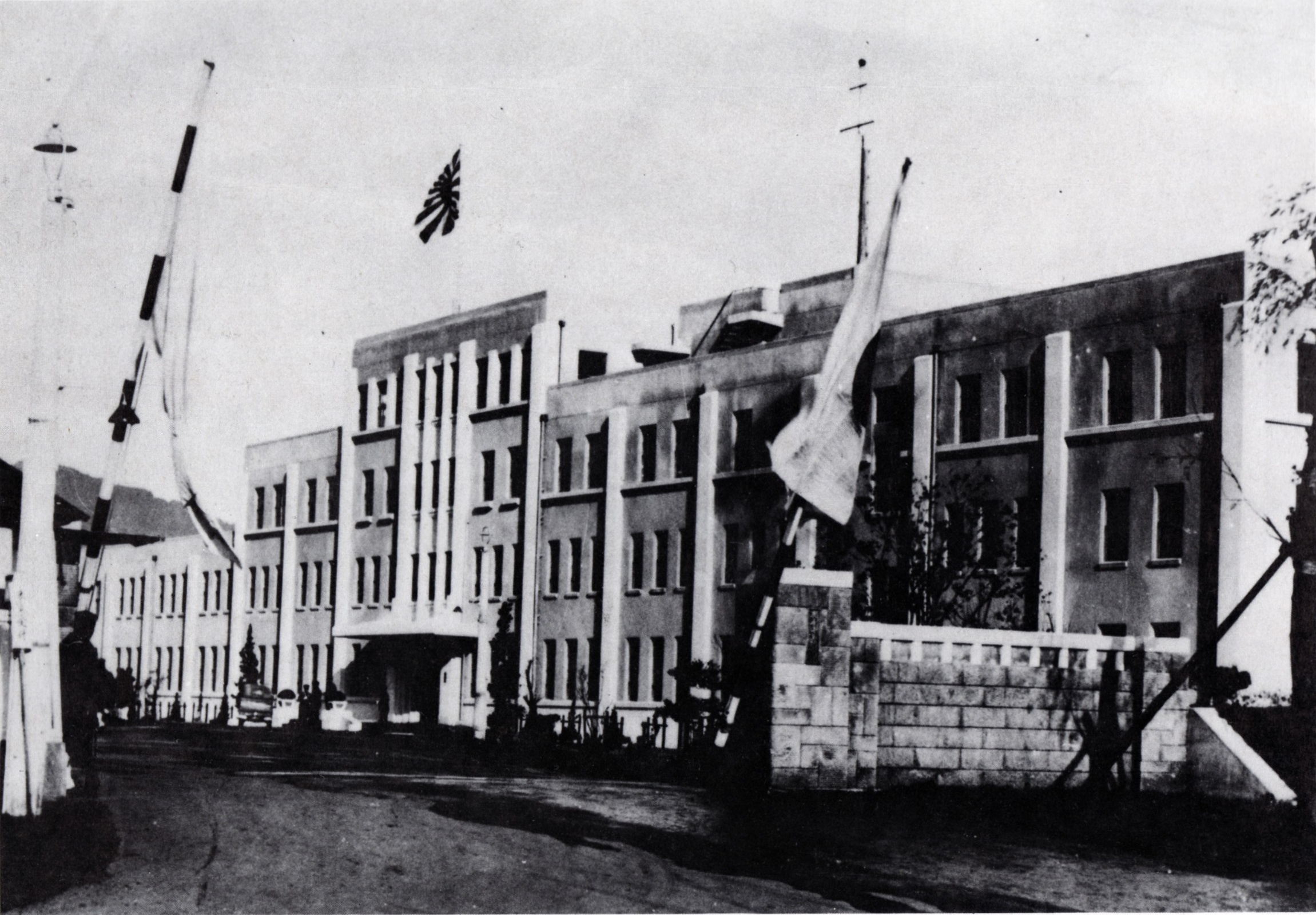
鹿屋海軍航空隊本部（2015年まで第1航空群司令部庁舎として使用）

- 1936年4月 - 鹿屋海軍航空隊が開隊される。
- 1936年10月23日 - 古江東線の東串良 - 串良間が開通し、鹿屋 - 志布志間が開通。志布志線経由で宮崎方面へ鉄道のみで向かうことができるようになる。
- 1938年10月10日 - 古江線の改軌工事が完了。鹿屋駅が共栄町（現在の鹿屋市役所の位置）に移転する。

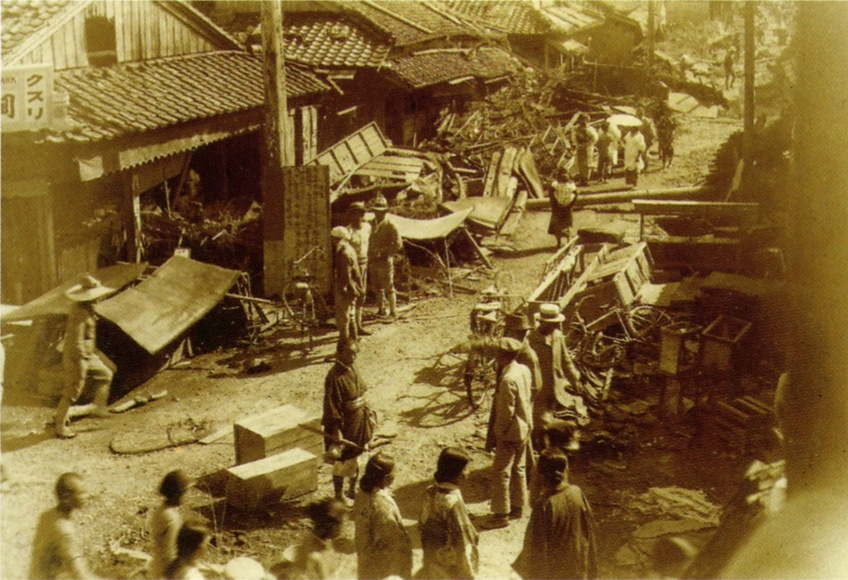
1938年の水害による姶良村（吾平町）の被害

- 1938年10月15日 - 台風襲来による大水害が発生。肝属川下流を中心に甚大な被害を受ける（肝属地方風水害を参照）。
- 1941年5月27日 - 鹿屋町・花岡村・大姶良村が新設合併・市制施行により鹿屋市となる（初代）。
- 1942年5月 - 鹿屋市立図書館を当時の市役所内に開設。
- 1944年 - 鹿屋市立鹿屋工業学校（現在の県立鹿屋工業高校）を設置。
- 1945年9月 - 第二次世界大戦の終戦に伴い連合国軍が高須海岸（厳密には1km北の金浜海岸）から上陸。
- 1947年8月 - 向江町に市立図書館を開設。
- 1947年10月15日 - 姶良村が改称・町制施行により吾平町となる。
- 1948年3月 - 鹿屋警察署の前身となる自治体警察の鹿屋市警察が発足。
- 1949年6月 - 昭和天皇が鹿屋市内へ行幸される。
- 1949年12月 - 鹿屋競馬場で市営競馬を実施。
- 1950年2月 - 大字を廃止し、「町」を設置。一例として「鹿屋市大字中名→鹿屋市北田町」となる。
- 1951年12月 - 現在のかのやイベント広場のある地点（鹿屋郷の地頭仮屋跡地）に2代目（1代前）の市役所庁舎が完成。
- 1955年1月20日 - 高隈村が鹿屋市に編入合併。
- 1956年4月1日 - 百引村・市成村が新設合併・町制施行により輝北町（所属郡は囎唹郡）となる。
- 1958年1月20日 - 垂水町新城の根木原・桜町地域を鹿屋市に編入。
- 1958年4月 - 市立鹿屋女子高校を設置。
- 1958年8月12日 - 北田交差点に鹿児島県では2番目、鹿屋市内では初の信号機を設置。
- 1959年11月 - 財政再建団体の指定を外れる。
- 1960年11月10日 - テレビ放送開始（鹿屋中継局の開局）。
- 1961年4月13日 - 古江線が垂水市海潟まで開通。
- 1963年 - 鹿屋競馬場を廃止。
- 1963年8月 - 祇園祭（鹿屋夏祭り）に「ばか踊り」が登場。30数年に渡り親しまれる。
- 1967年2月 - 当時の鹿屋市の花を「カンナ」、木を「クスノキ」と制定する。
- 1967年3月 - 高隈ダムが完成。
- 1972年4月1日 - 北田交差点が鹿児島県内では初のスクランブル交差点となる（現在は一般的な交差点）。郡の名称変更により、囎唹郡輝北町から曽於郡輝北町となる。
- 1972年5月 - 鹿屋市旗を制定。2006年以降の鹿屋市にも引き継がれている。
- 1972年9月9日 - 大隅線が全線開通。
- 1972年9月・10月 - 太陽国体開催。鹿屋市ではボート競技（9月17日 - 20日）、バレーボール競技（10月22日 - 27日）を実施。また、9月には当時の皇太子・皇太子妃、10月には昭和天皇・香淳皇后が来市[52]。
- 1976年6月 - 集中豪雨により鹿屋市中心部が冠水。
- 1977年3月 - 鹿屋市文化会館が完成。中央公園内に小動物園が完成。
- 1978年4月 - 市立鹿屋看護専門学校を設置。
- 1981年5月 - 鹿屋市立図書館と視聴覚センターを現在地に設置。
- 1981年10月1日 - 鹿屋体育大学が開学（開校は1984年4月）。
- 1986年9月9日 - 国立大隅少年自然の家が開所。
- 1987年3月 - 国鉄大隅線が廃線。
- 1991年5月7日 - 旧鹿屋駅のあった地点に市役所本庁舎を移転。同月27日に市制施行50周年を迎える。
- 1992年3月25日 - 国道220号鹿屋バイパスが全線開通。
- 1993年3月 - 霧島ヶ丘公園内に『かのやバラ園』を開園。
- 1993年7月 - 鹿屋航空基地史料館を開設。
- 1994年8月31日 - 百貨店・桜デパート本店がこの日の営業をもって休業（再開せず閉店）。
- 1995年4月 - 水道事業を串良町と共同で実施（鹿屋串良水道企業団の業務を開始、鹿屋市上下水道部の前身）。
- 1996年6月 - 肝属川の水量を分担させる役割を担う『鹿屋分水路』が完成。
- 2003年11月 - バラの品種のひとつとして『プリンセスかのや』の名称が採用される。
- 2006年1月1日 - 鹿屋市・輝北町・串良町・吾平町が新設合併し、鹿屋市となる（2代目）。旧輝北町・串良町・吾平町は地域自治区として設置された。
- 2006年4月25日 - かのやバラ園の規模を大幅に拡大させて開園。
- 2007年4月1日 - リナシティかのや（鹿屋市市民交流センター）を開設。
- 2010年1月1日 - 地域自治区としての輝北町・串良町・吾平町を廃止。旧3町の大字を「（地域自治区）○○町（大字）○○」から「（大字）○○町○○」扱いに変更。
- 2014年12月21日 - 東九州自動車道鹿屋串良JCTおよび大隅縦貫道（串良鹿屋道路）が開通[53]。
- 2022年9月25日 - プラッセだいわ鹿屋店が閉店[38]。

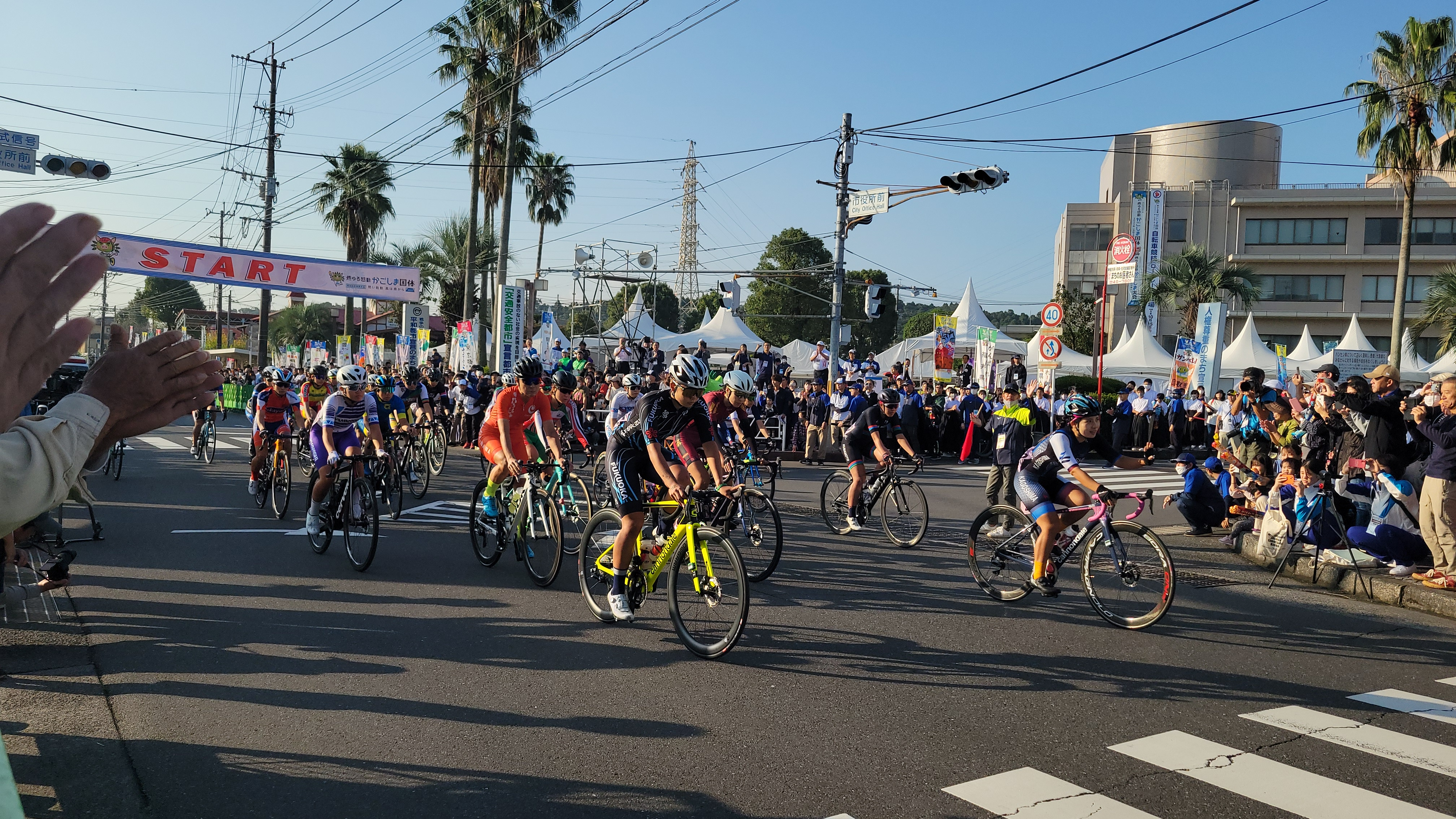
燃ゆる感動かごしま国体・自転車ロードレース（2023年）

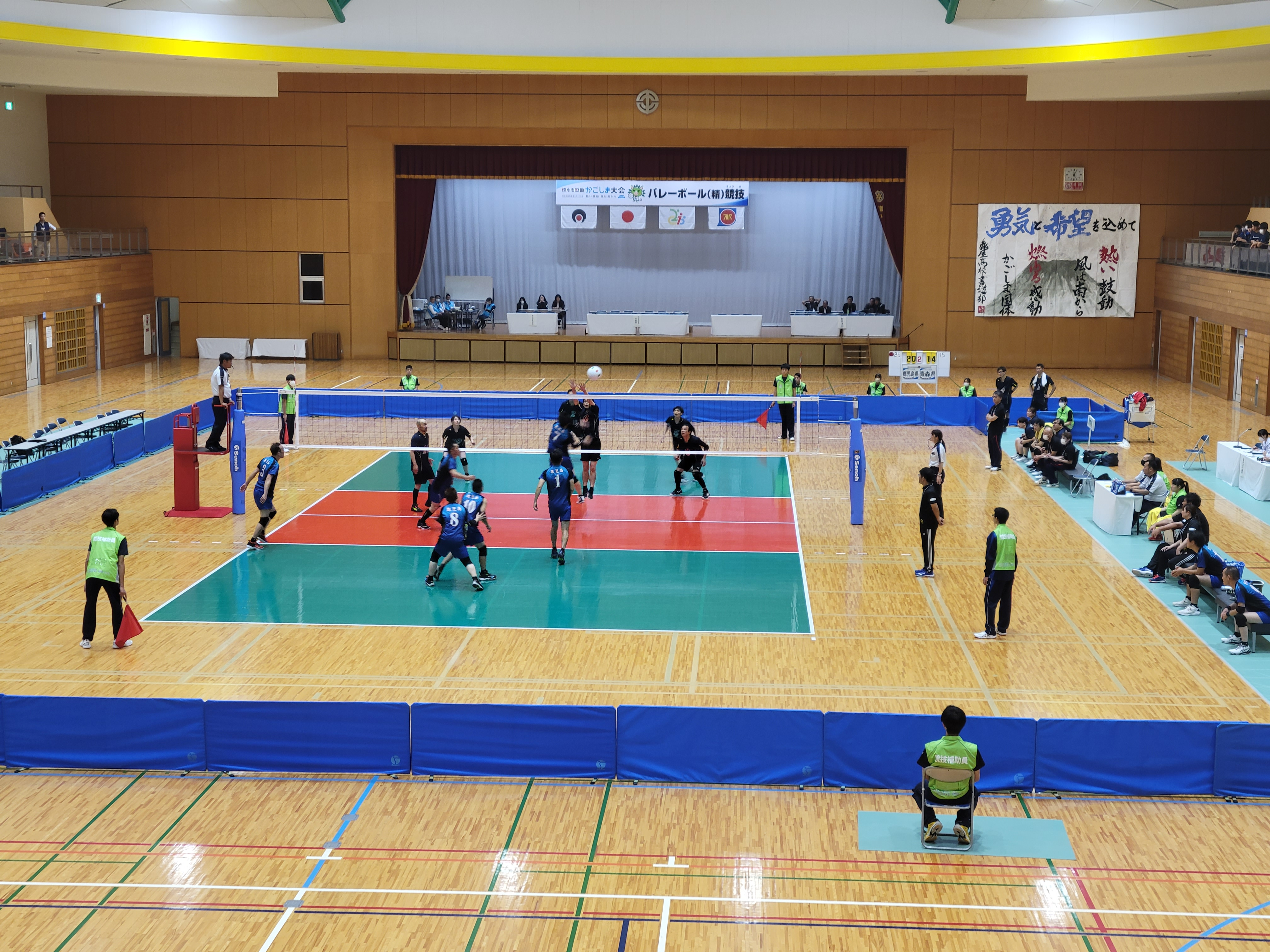
燃ゆる感動かごしま大会・バレーボール 精神障害者の部（2023年）

- 2023年9月・10月 - 特別国民体育大会「燃ゆる感動かごしま国体」および特別全国障害者スポーツ大会「燃ゆる感動かごしま大会」開催。鹿屋市ではローイング（ボート）競技、バレーボール競技、自転車ロードレース競技を実施。

### 人口の推移
- 1941年 鹿屋市制施行（鹿屋町、花岡村、大姶良村が合併）
- 1947年 国勢調査　人口62,497人　13,633世帯
- 1950年 国勢調査　人口63,506人　13,757世帯
- 1955年 高隈村を編入
- 1958年 垂水町新城の根木原、桜町を編入
- 1960年 国勢調査　人口72,498人　17,541世帯（市域拡大のため）
- 1970年 国勢調査　人口66,995人　20,566世帯
- 1980年 国勢調査　人口73,242人　25,197世帯
- 1990年 国勢調査　人口77,655人　28,411世帯
- 1998年 人口8万人を突破
- 2005年 国勢調査　人口81,471人　33,929世帯
- 2006年 1月1日合併時　人口106,462人　42,992世帯（市域拡大のため）

### 旧鹿屋市の歴代市長
ここでは旧鹿屋市（2005年まで）の歴代市長を掲載する。
| 代    | 氏名         | 就任年月日     | 特記事項                                                                                         |
| ----- | ------------ | -------------- | ------------------------------------------------------------------------------------------------ |
| 初    | 竹内竹丸     | 1941年8月13日  | 在任中の1943年10月10日に死去。                                                                   |
| 2     | 永田良吉     | 1943年11月12日 | 1946年10月15日公職追放により退任。 衆議院議員と兼任。鹿屋市初の名誉市民（1964年11月）            |
| 3     | 田平藤一     | 1947年4月6日   | 1期。                                                                                            |
| 4     | 牧窪秀吉     | 1951年4月27日  | 1期。在任中の1952年9月6日に死去。                                                                |
| 5     | 児島静男     | 1952年10月27日 | 1期。                                                                                            |
| 6-7   | 永田良吉     | 1956年10月7日  | 2期。                                                                                            |
| 8-9   | 塩田兼雄     | 1964年10月7日  | 2期。2期目は無投票当選。在任中の1969年5月19日に死去。                                            |
| 10-12 | 平田準       | 1969年6月29日  | 3期。名誉市民（1986年9月）                                                                       |
| 13-15 | 蒲牟田喜之助 | 1981年6月29日  | 3期。名誉市民（1996年2月）                                                                       |
| 16    | 浅井隼人     | 1993年6月29日  | 1期。在任中の1994年4月1日に死去。                                                                |
| 17-19 | 山下榮       | 1994年5月15日  | 3期。旧鹿屋市廃止に伴い2005年12月31日に任期満了。 現鹿屋市・初代市長（2006年2月5日-2010年2月4日) |

## 行政

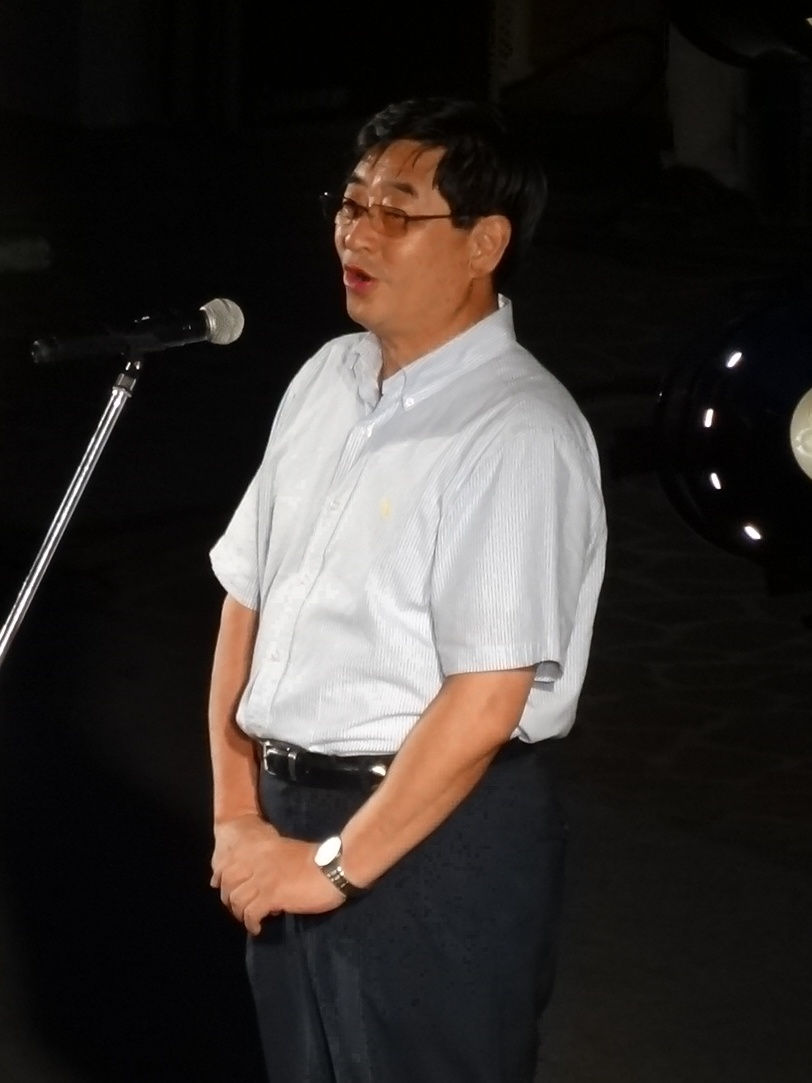
第2代市長・嶋田芳博（2010年-2014年）

- 市長：中西茂[60]（2014年2月5日就任、3期目）

| 代             | 氏名     | 就任年月日   | 特記事項                                     |
| -------------- | -------- | ------------ | -------------------------------------------- |
| 市長職務執行者 | 有留忠男 | 2006年1月1日 | 旧・輝北町長                                 |
| 1              | 山下榮   | 2006年2月5日 | 旧・鹿屋市長（1994年5月15日-2005年12月31日） |
| 2              | 嶋田芳博 | 2010年2月5日 |                                              |
| 3              | 中西茂   | 2014年2月5日 | 2期目（2018年）は無投票当選                  |

鹿屋市職員は2007年4月1日時点で1,021人で、平均年齢は一般行政職が42.7歳、技術労務職が46.8歳となる。

### 市の行政機関

#### 市役所
- 鹿屋市役所

鹿屋市役所庁舎は大隅線鹿屋駅の跡地にあり、旧鹿屋市時代の1991年より供用されている。分庁舎（上下水道部）は旧鹿屋市・串良町が共同で運営していた「鹿屋串良水道企業団」を継承するかたちで寿に設置されている。

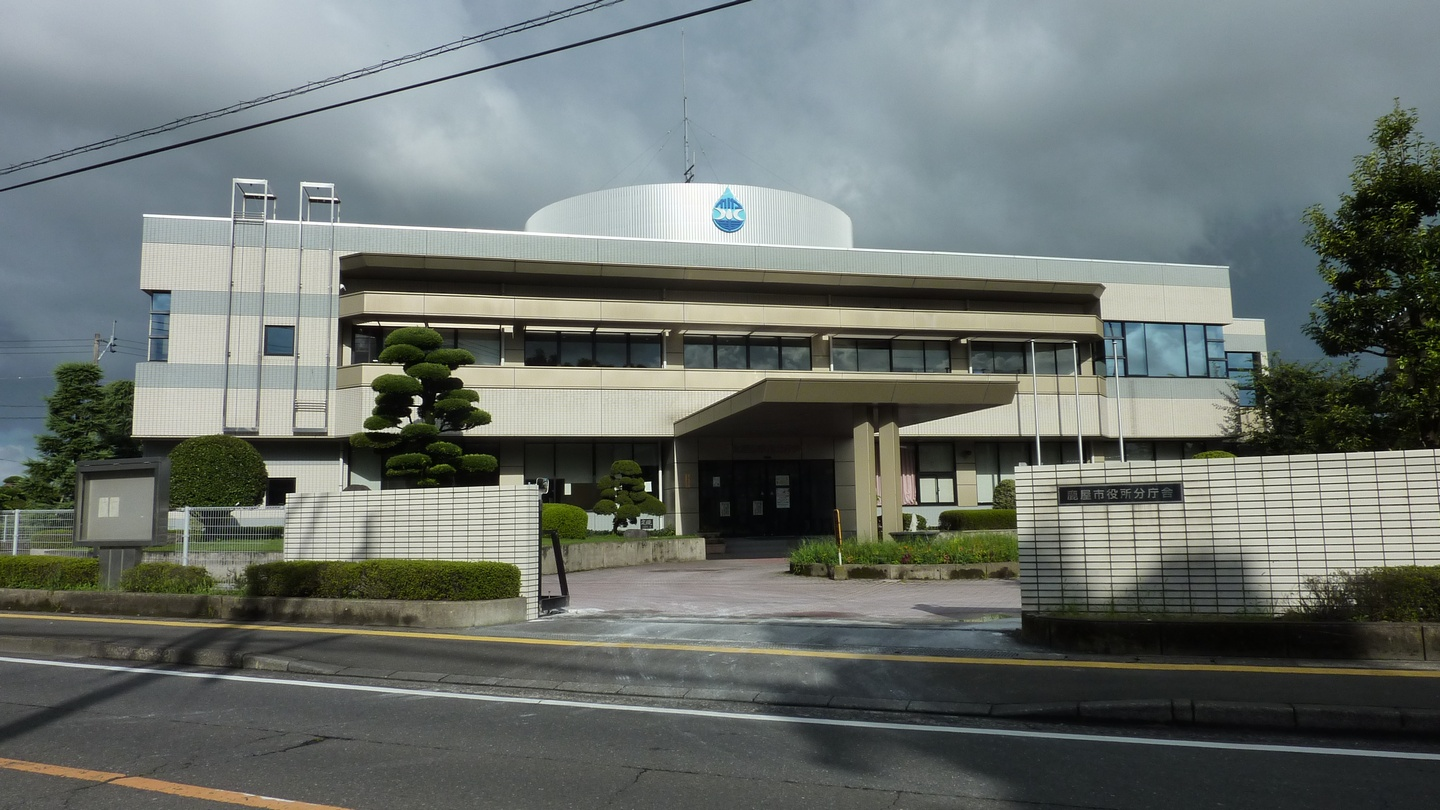
鹿屋市役所分庁舎（上下水道部）

#### 総合支所
- 輝北総合支所
- 串良総合支所
- 吾平総合支所

2006年の市町村合併に併せて、町役場を引き継ぐかたちで総合支所が設置された（2009年までは正式には「地域自治区の事務所」扱い）。串良総合支所については旧町役場が老朽化のために2009年に解体され、同年9月に支所機能を旧串良町保健センターへ移転している。

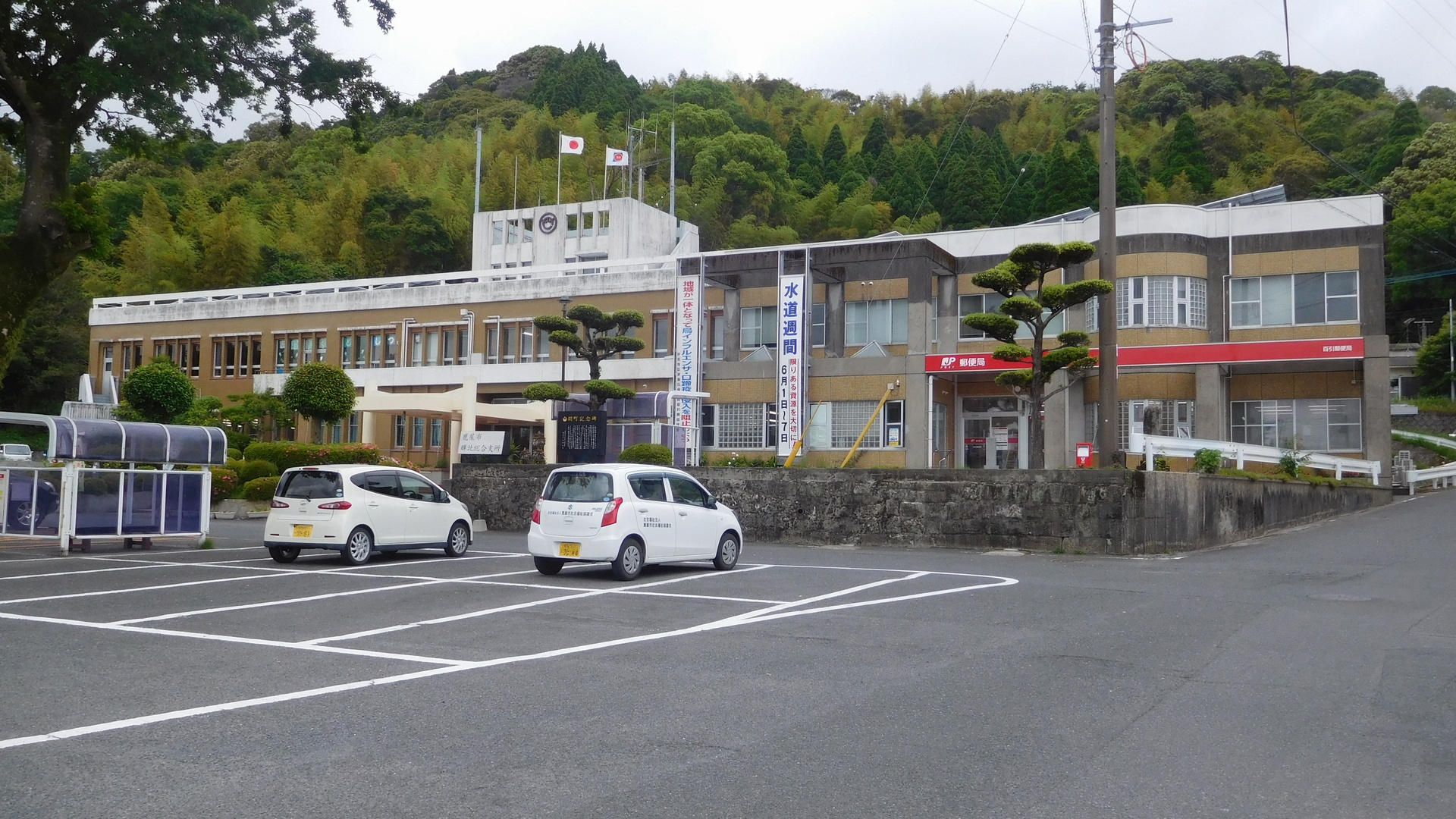
輝北総合支所（百引郵便局が入居）
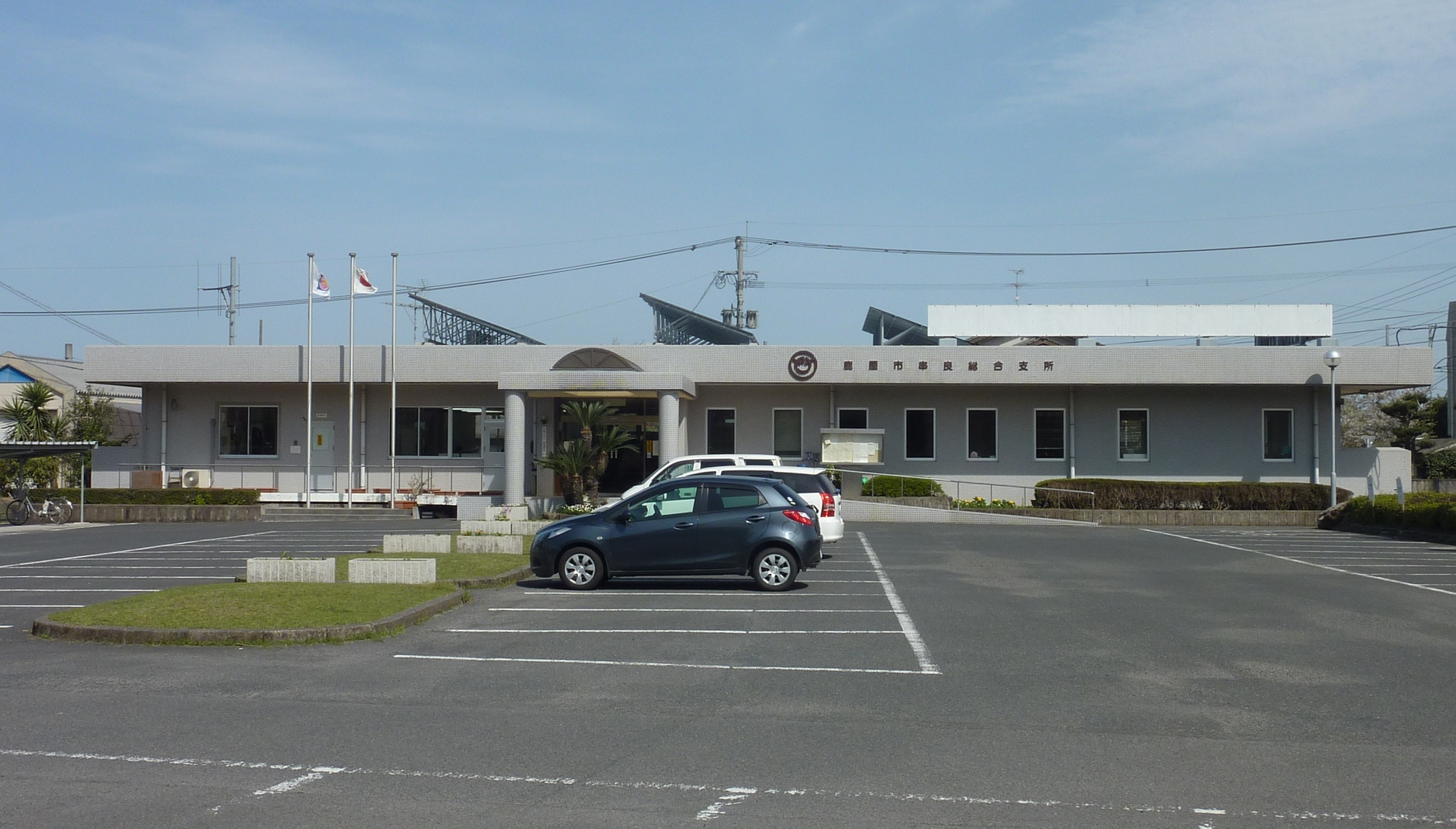
串良総合支所（2代目）
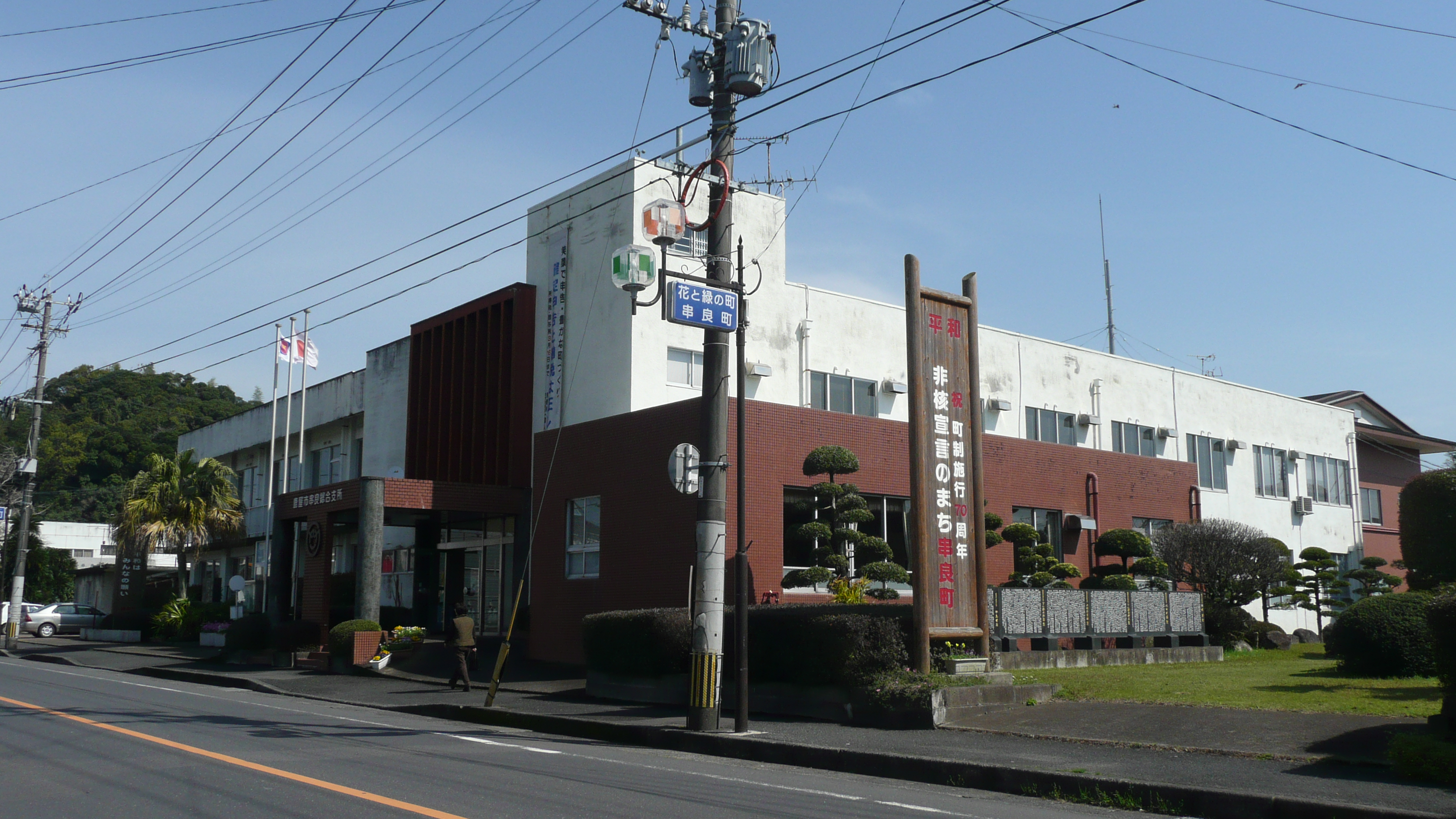
串良総合支所（初代、2009年解体）
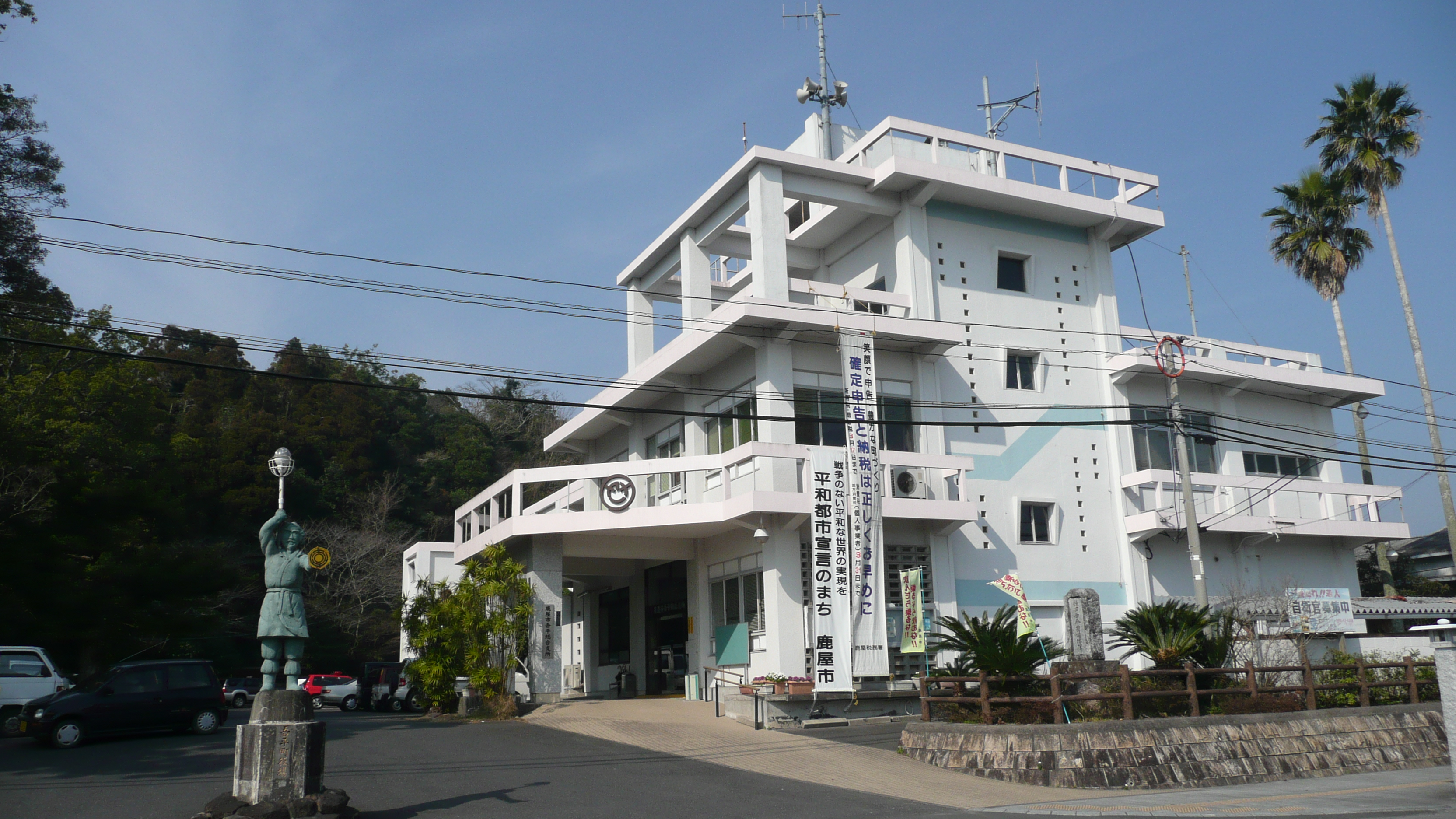
吾平総合支所

#### 出張所
高隈・花岡・大姶良・高須・市成には出張所が設置されている。

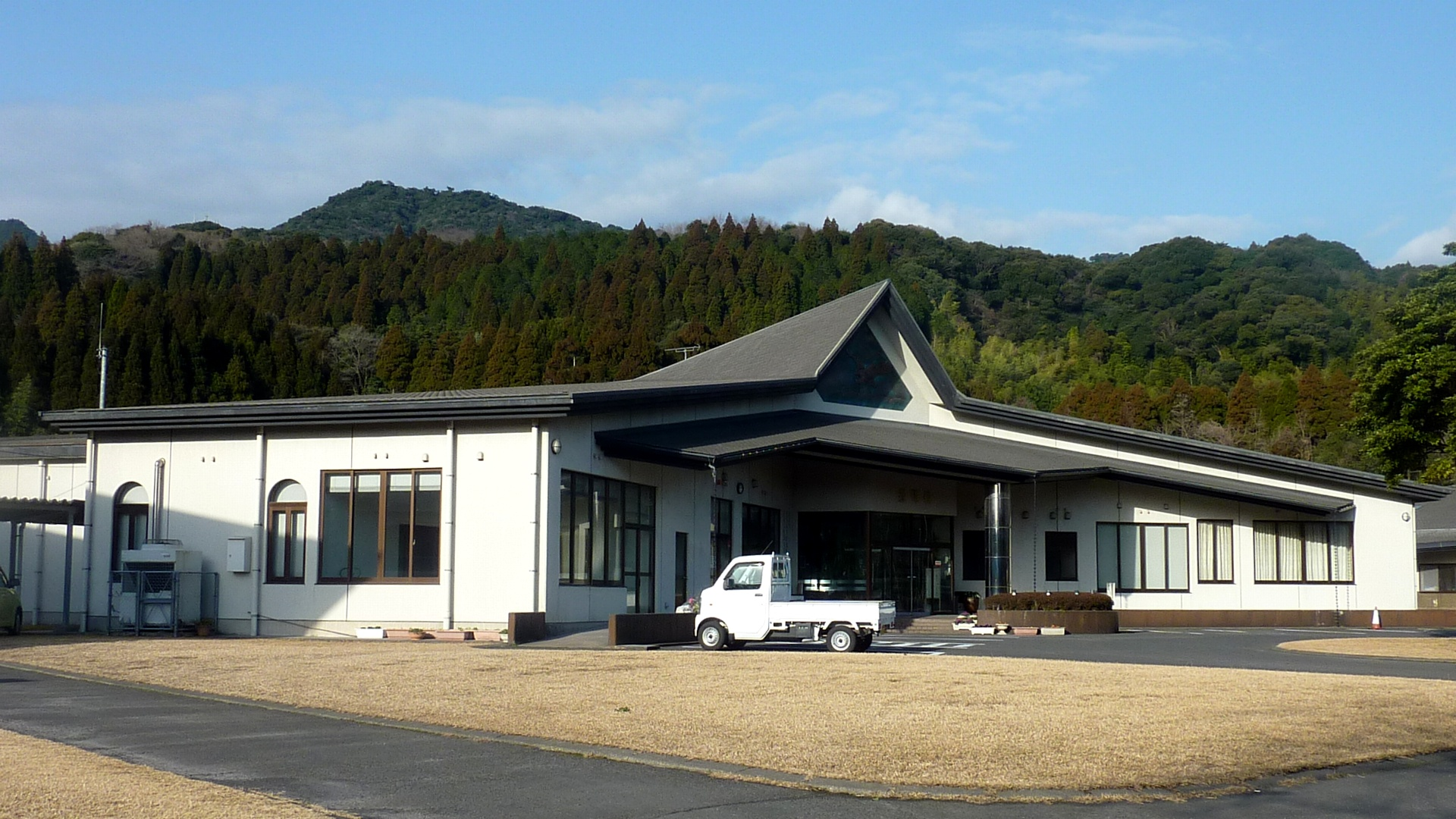
高隈出張所
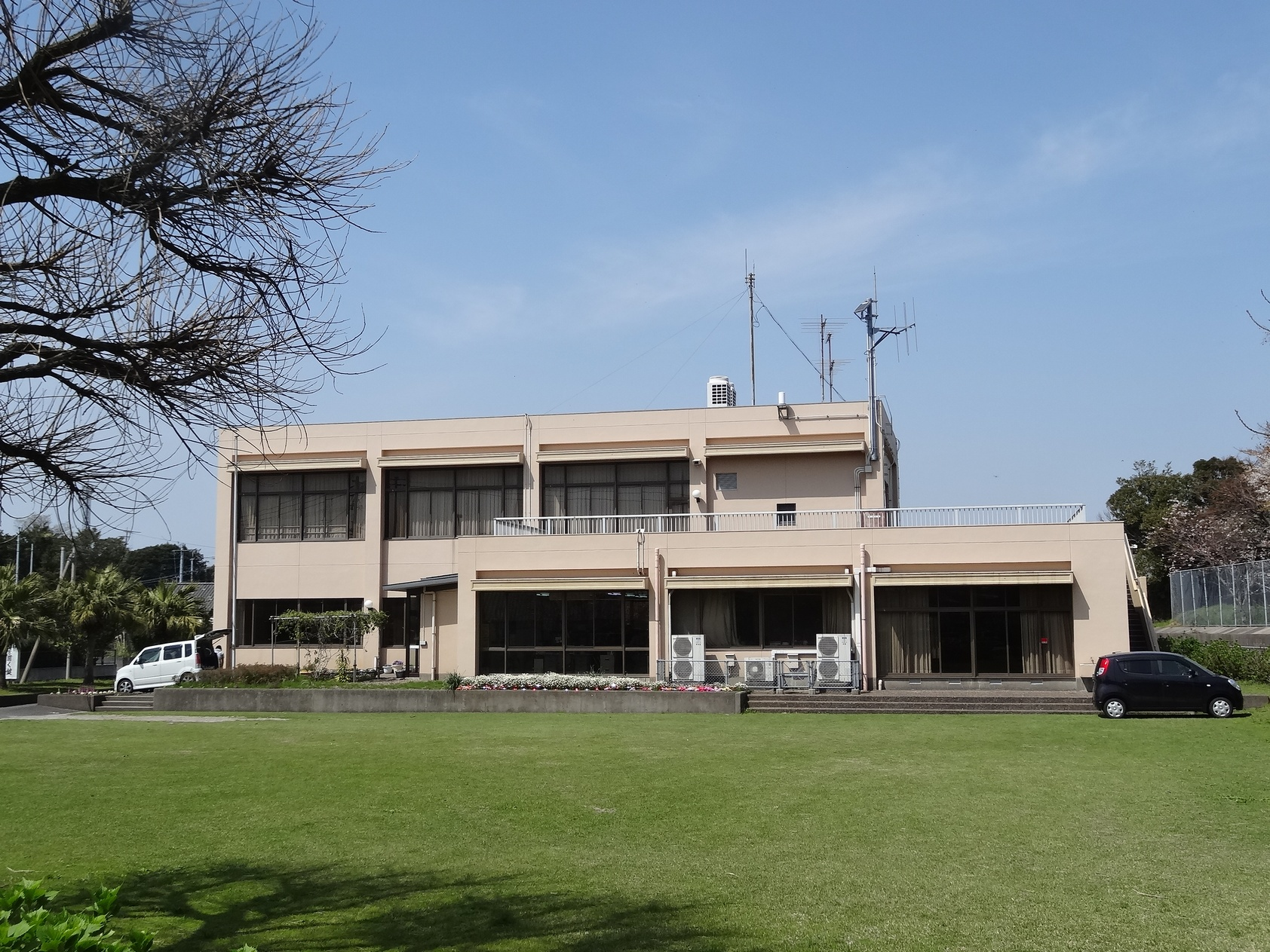
花岡出張所
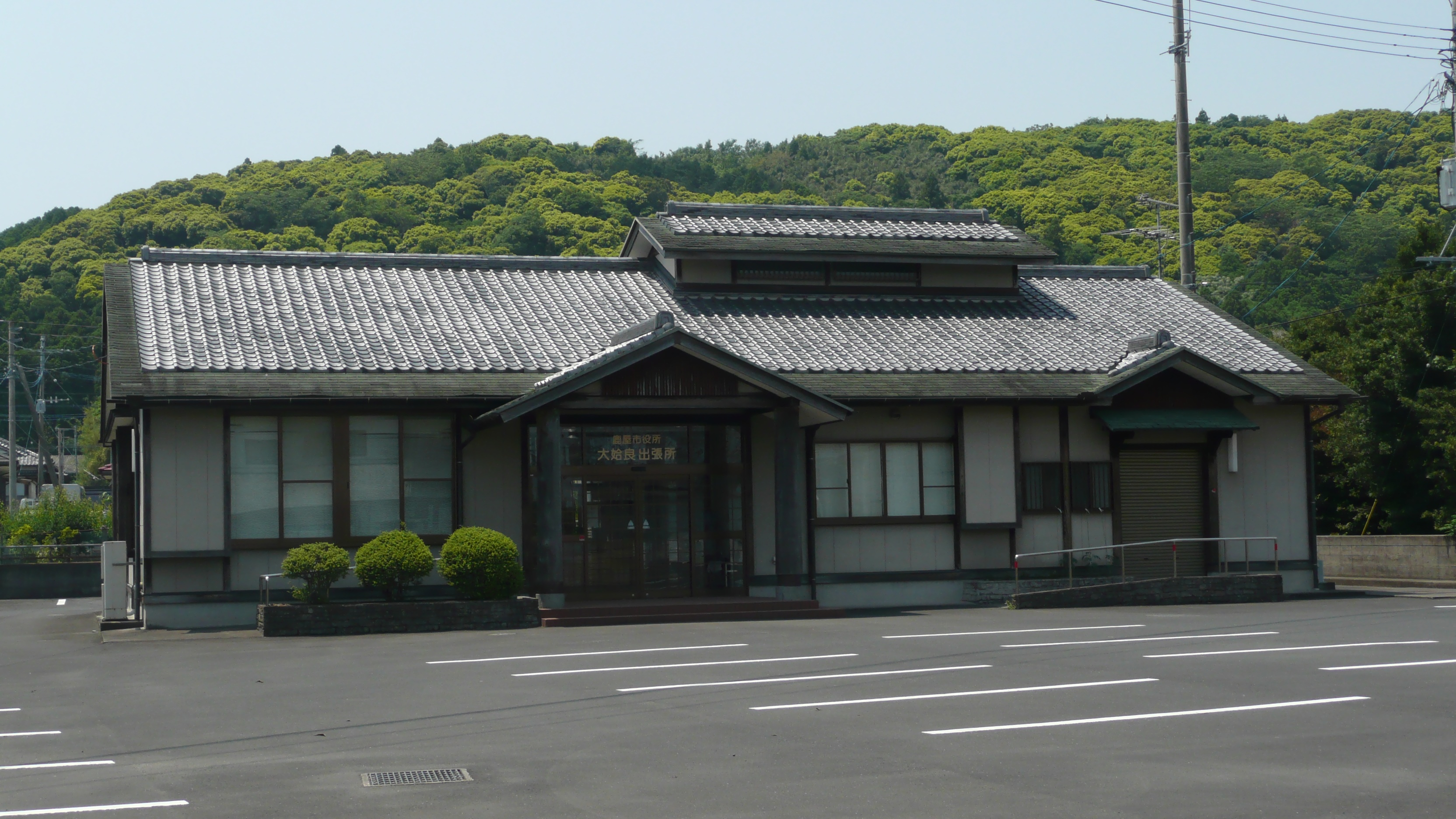
大姶良出張所
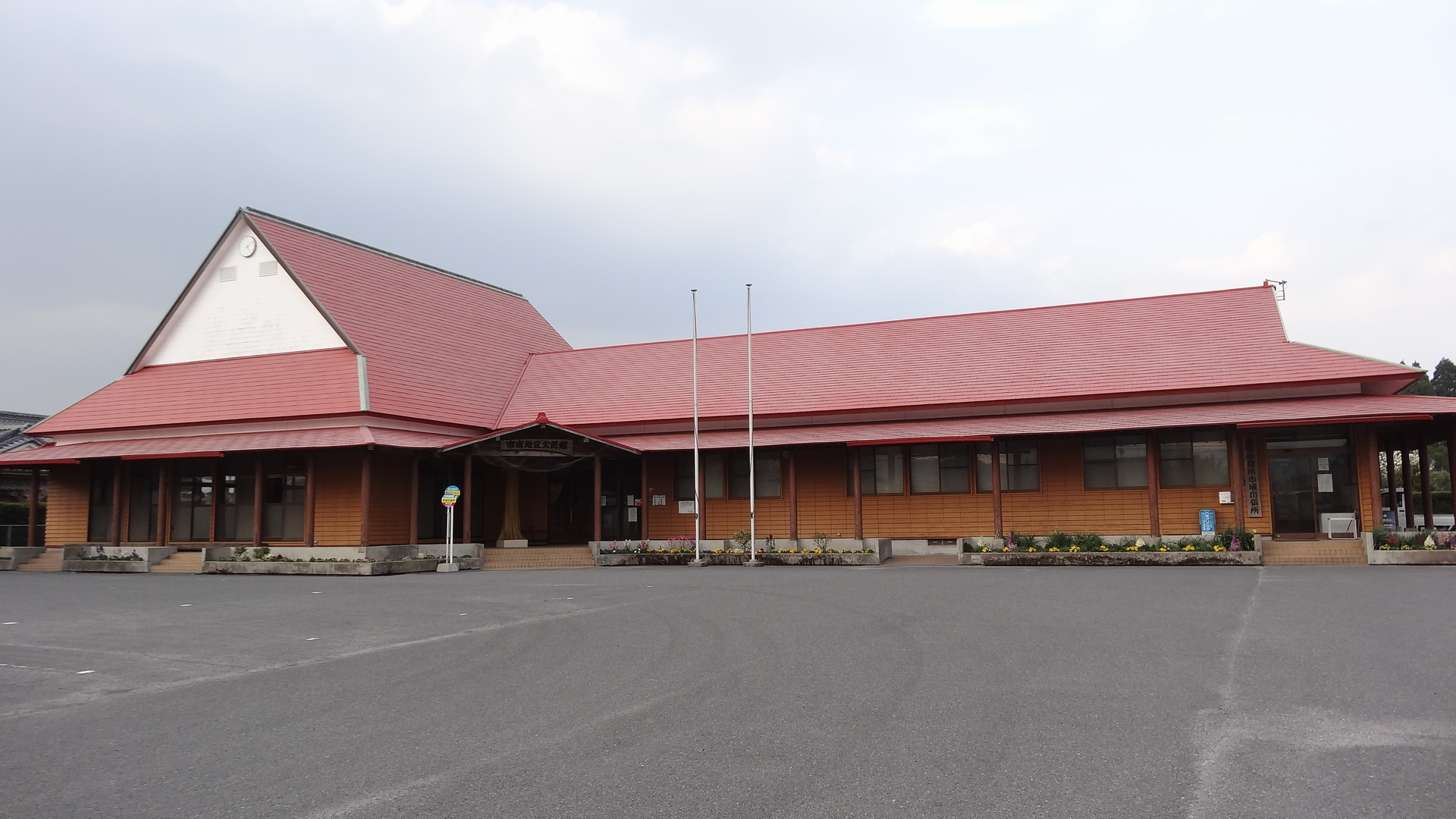
市成出張所

### 県の行政機関

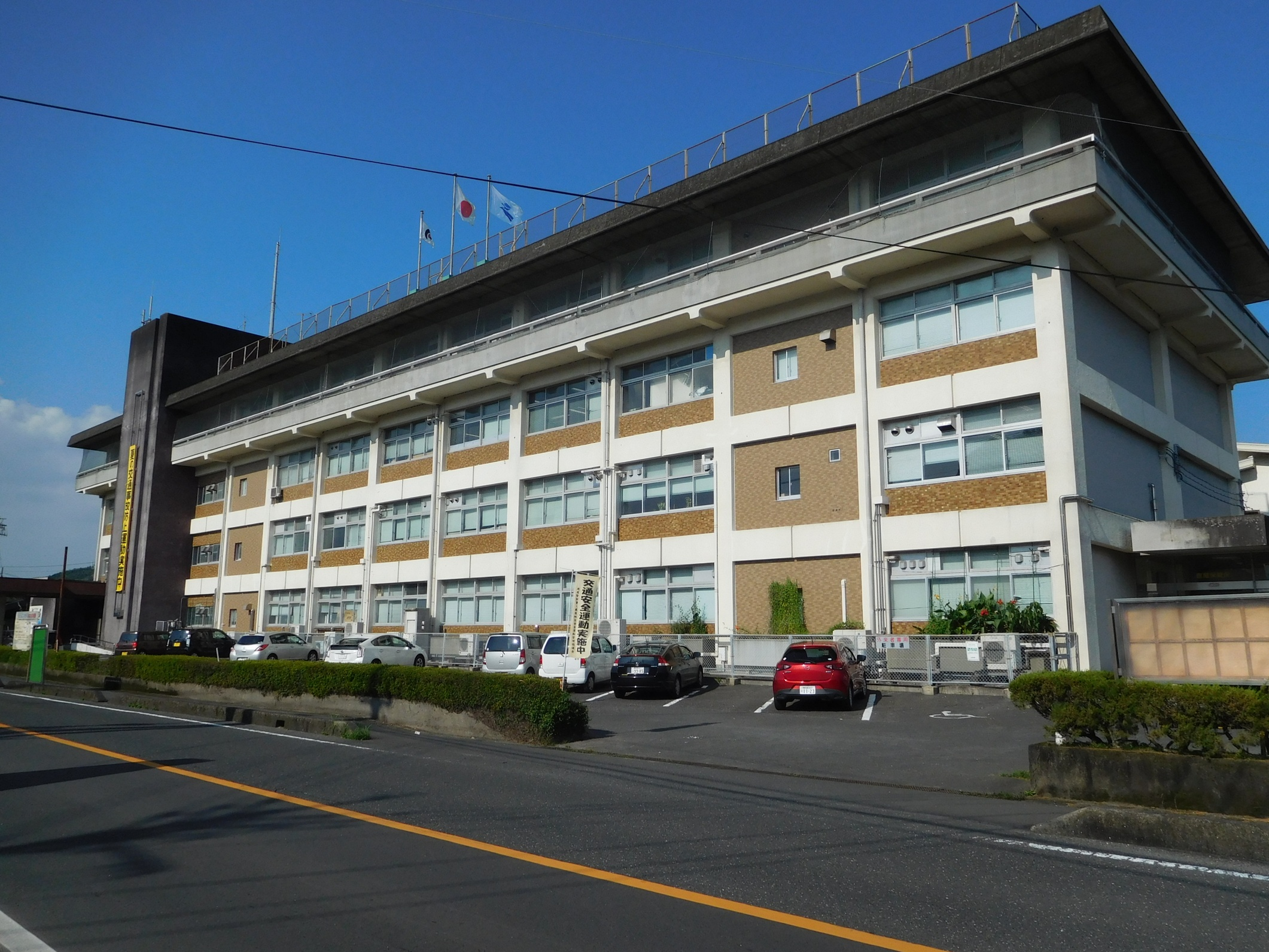
大隅地域振興局

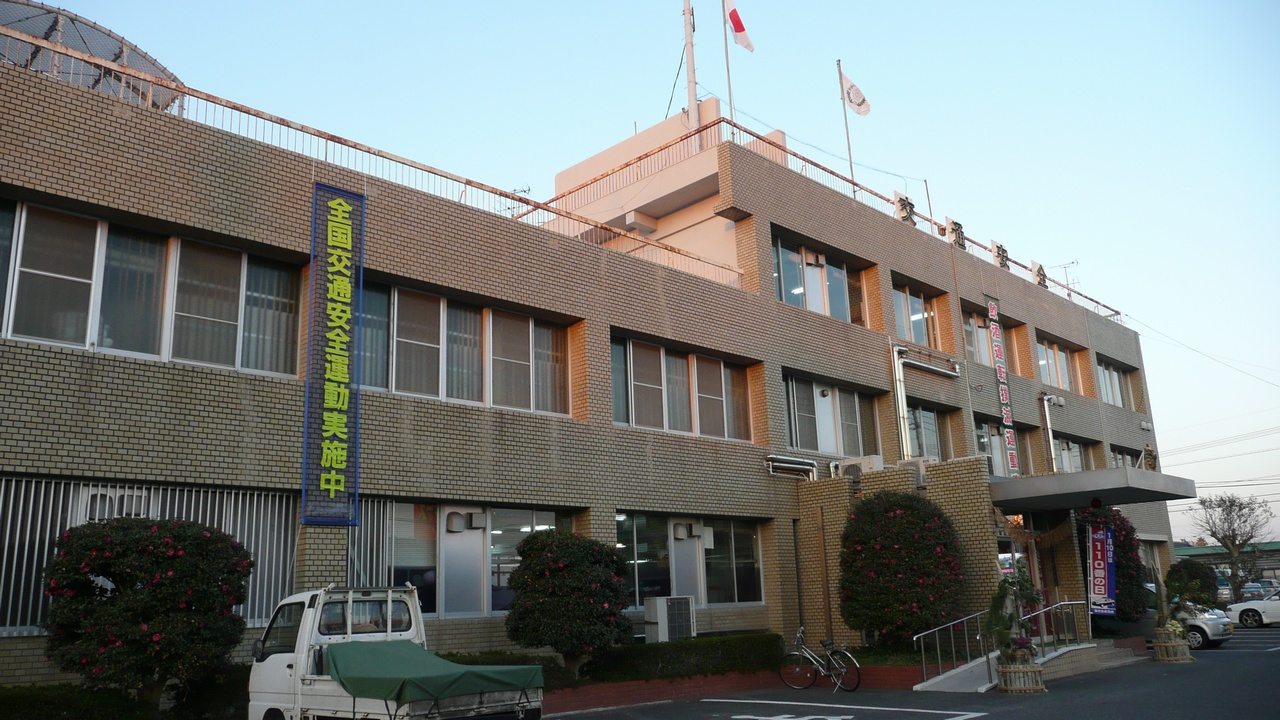
鹿屋警察署

- 鹿児島県大隅地域振興局（打馬） - 戦前の肝属郡役所時代から引き続き打馬に所在する。鹿児島県庁も参照。
- 鹿児島県警察：鹿屋警察署（寿） - 管轄区域は鹿屋市・垂水市。
- 大隅肝属地区消防組合（新川町） - 管轄区域は鹿屋市・東串良町・錦江町・南大隅町・肝付町。

### 国の行政機関

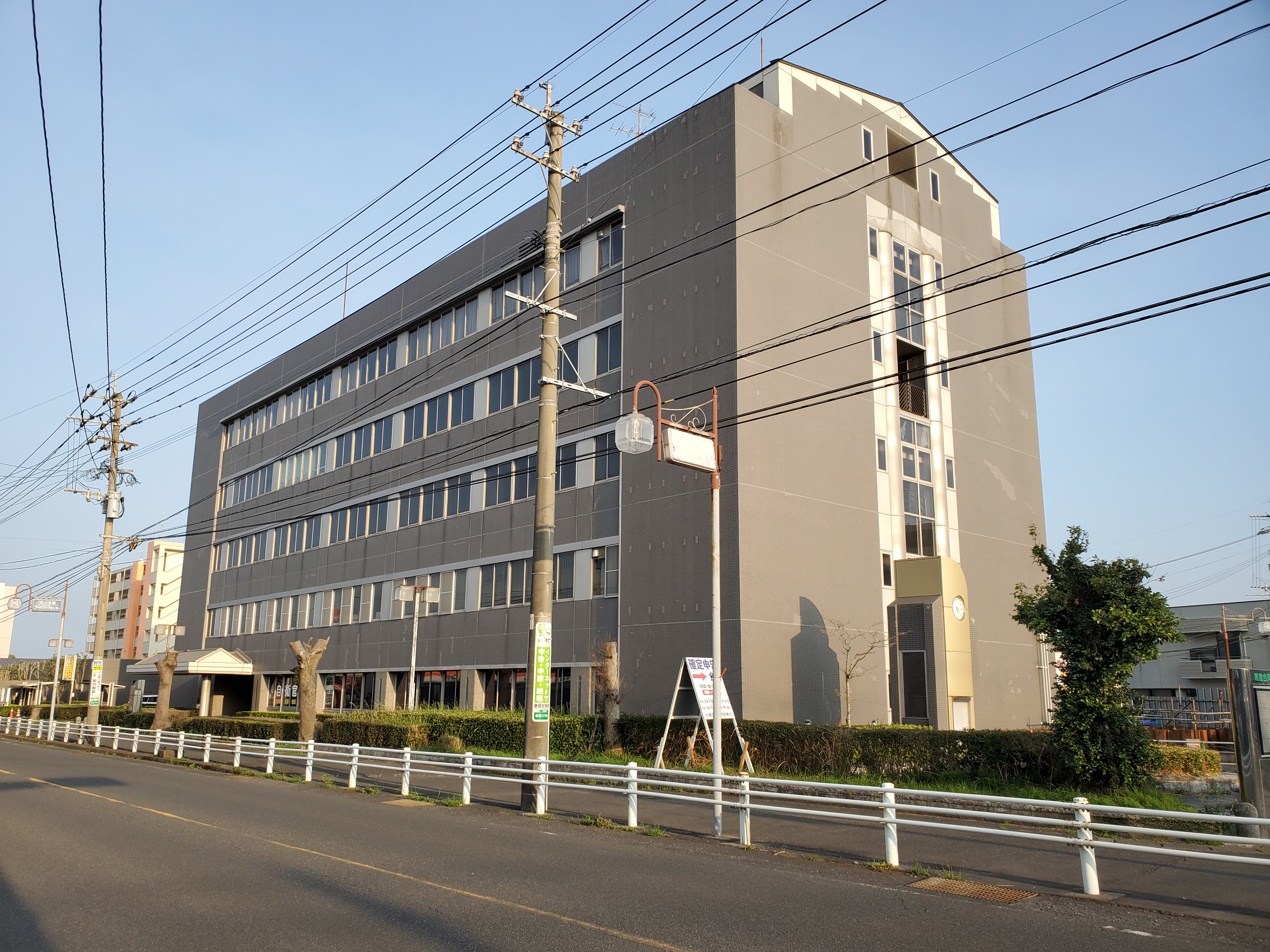
鹿屋合同庁舎（西原4丁目）

「西原」と記載されている機関のうち、国道維持出張所を除き、4丁目の合同庁舎内に入居している。
- 法務省：鹿児島地方法務局鹿屋支局（西原）
- 財務省：鹿屋税務署（西原）
- 厚生労働省：鹿屋公共職業安定所（北田町） - 2007年に西原の合同庁舎より移転。
- 厚生労働省：鹿屋労働基準監督署（西原）
- 国土交通省：九州地方整備局大隅河川国道事務所 - 大隅河川国道事務所は肝付町に所在する。
  - 鹿屋出張所（王子町）
  - 鹿屋国道維持出張所（西原）
- 林野庁：九州森林管理局大隅森林管理署（下堀町）
- 裁判所：鹿児島地方裁判所鹿屋支部 （打馬）
- 裁判所：鹿屋簡易裁判所（打馬）
- 日本年金機構：鹿屋年金事務所（寿）

### 財政
平成18年度（2006年度）の財政力指数は0.47。経常収支比率は91.4%と標準より高い数値となる。市債残高（平成17年度決算で480億2,800万円）も平成15年度（2003年度）以降上昇傾向にあり、基金（平成17年度決算で110億1,600万円）の切り崩しも続いている。
平成18年度一般会計 では、歳入が451億6,216万円、歳出が437億3,025万円となり、いずれも前年比16 - 17億円の減少となった。平成19年度の当初予算 は379億4,800万円と、13.1%ほど更に減少することになる。
歳入のうち自主財源は約170億円、このうち市債の発行額は46億8,180万円、市税は95億8,932万円（21.2%）となる。依存財源の中心となるのは地方交付税と国庫支出金であり、歳入額の40%ほどを占める。
歳出のうち義務的経費が約200億円で46%と約半数を占める。このうち人件費が80億2,452万円（18.4%）、公債費は50億6,861万円（11.6%）となる。

#### 給料
2007年4月1日時点の平均給料（月額）は鹿屋市長が90万円、一般行政職が33万9,100円、技術労務職が35万2,600円。初任給は大学卒・高校卒ともに14万0,100円となる。

## 議会

### 鹿屋市議会
- 定数：26人
- 任期：2022年5月1日 - 2026年4月30日[66]
- 議長：花牟礼薫（無所属）
- 副議長：児玉美環子（無所属）

### 鹿児島県議会
- 選挙区：鹿屋市・垂水市選挙区
- 定数：4人
- 任期：2023年4月30日 - 2027年4月29日
- 投票日：2023年4月9日
- 当日有権者数：91,308人
- 投票率：42.46％

| 候補者名   | 当落 | 年齢 | 所属党派   | 新旧別 | 得票数   |
| ---------- | ---- | ---- | ---------- | ------ | -------- |
| 郷原拓男   | 当   | 45   | 自由民主党 | 現     | 11,842票 |
| 前野義春   | 当   | 70   | 無所属     | 現     | 8,451票  |
| 大久保博文 | 当   | 59   | 自由民主党 | 現     | 6,918票  |
| 角野毅     | 当   | 63   | 無所属     | 新     | 5,933票  |
| 堀之内芳平 | 落   | 70   | 自由民主党 | 現     | 5,221票  |

## 産業

### 第一次産業
2000年の国勢調査時の就業人口の割合は14.8%。減少傾向にある。農業・畜産が盛ん。特に、高隈ダムから農業用水をひいて大規模なかんがい事業を行なった笠野原台地では、様々な農作物が栽培されておりサツマイモや落花生などの産地となっている。
吾平町や串良町など沖積平野部では米の早期栽培 も行われている。2005年時点の食料自給率は112%。
農林水産省による2005年の統計 では農業産出額はおよそ459億3,000万円で、日本の市町村別では8位となり 九州地方では宮崎県都城市（3位、約679億円）、鹿児島県南九州市（7位、約465億円）に次ぐ。豚や肉用牛の産出額・飼養頭数は宮崎県都城市についで2位、サツマイモは収穫量で2位となる（鹿児島県内の市町村別では左記の他にゴボウ、ニンジン、サトイモ、ブロッコリーが産出額で、乳用牛が飼養頭数・生乳生産量で 最大となる）。
漁業はカンパチの水揚げ量が垂水市に次いで日本国内で2位となる。なお、鹿児島湾沿岸地域はカンパチの養殖が盛んで、そのシェアは日本国内で半数に達する。

### 第二次産業

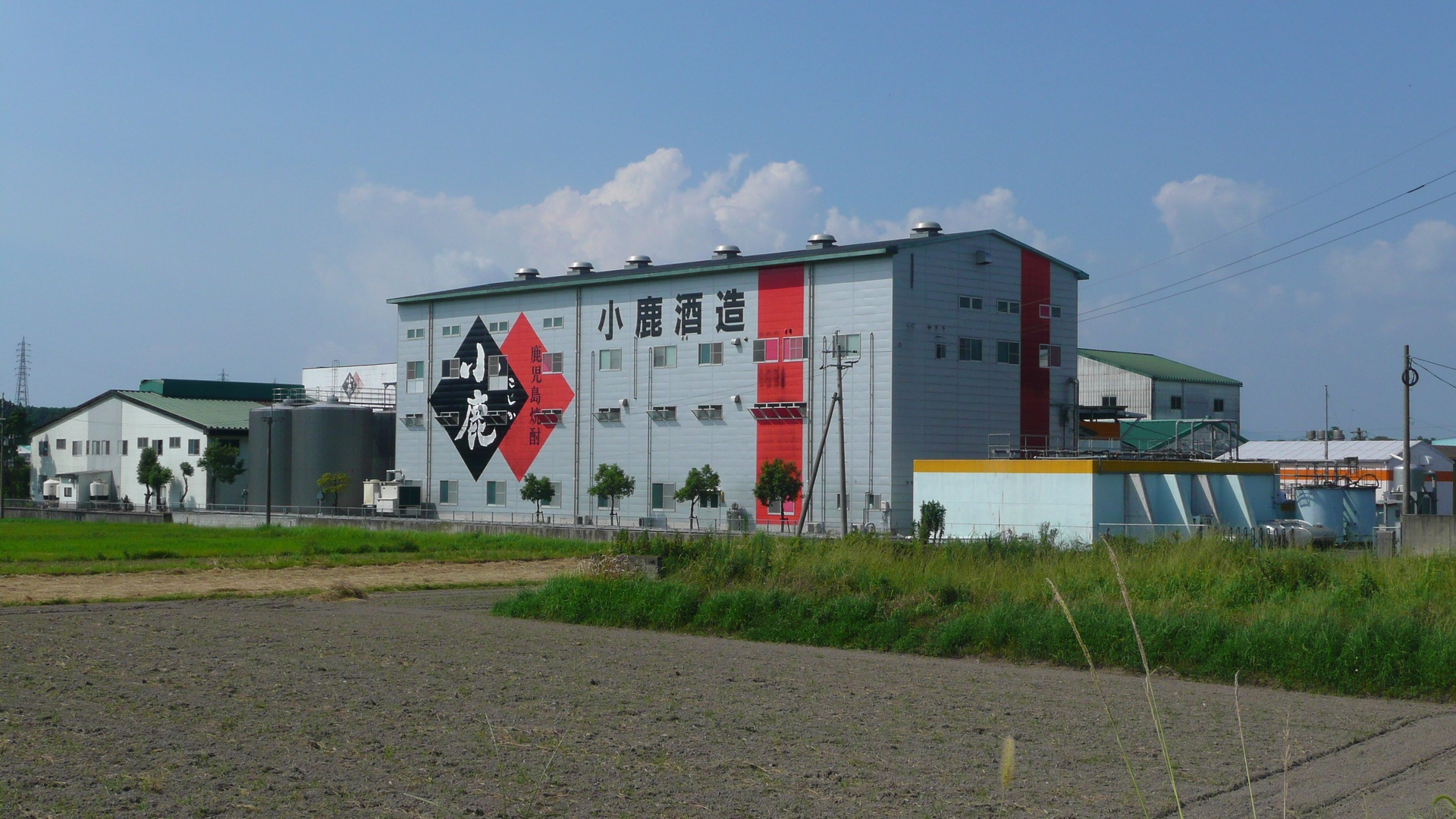
小鹿酒造本社工場

2000年の国勢調査時の就業人口の割合は22.6%。鹿屋内陸工業団地や市街地南部の工業地区を中心に電子工業、繊維製造業、食品加工業などの多くの事業所があり、雇用の創出や地域の活性化に貢献している。おもな事業所としては日本モレックス鹿児島工場、九州化工（日本最大のクエン酸メーカー）がある。

### 第三次産業

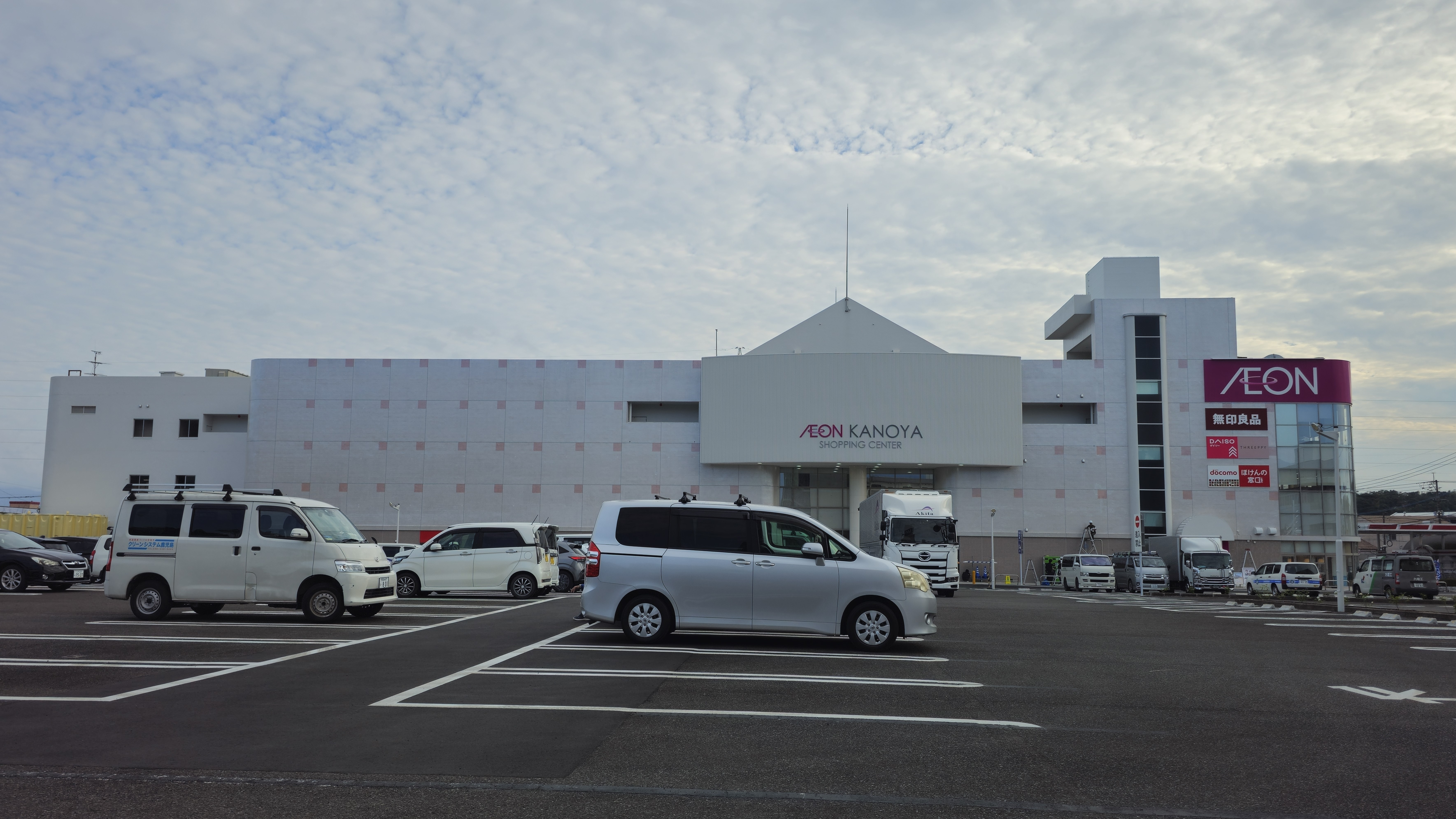
イオン九州が運営するイオンかのやショッピングセンター（鹿屋市最大の商業施設）。プラッセだいわ鹿屋店の後継店舗。

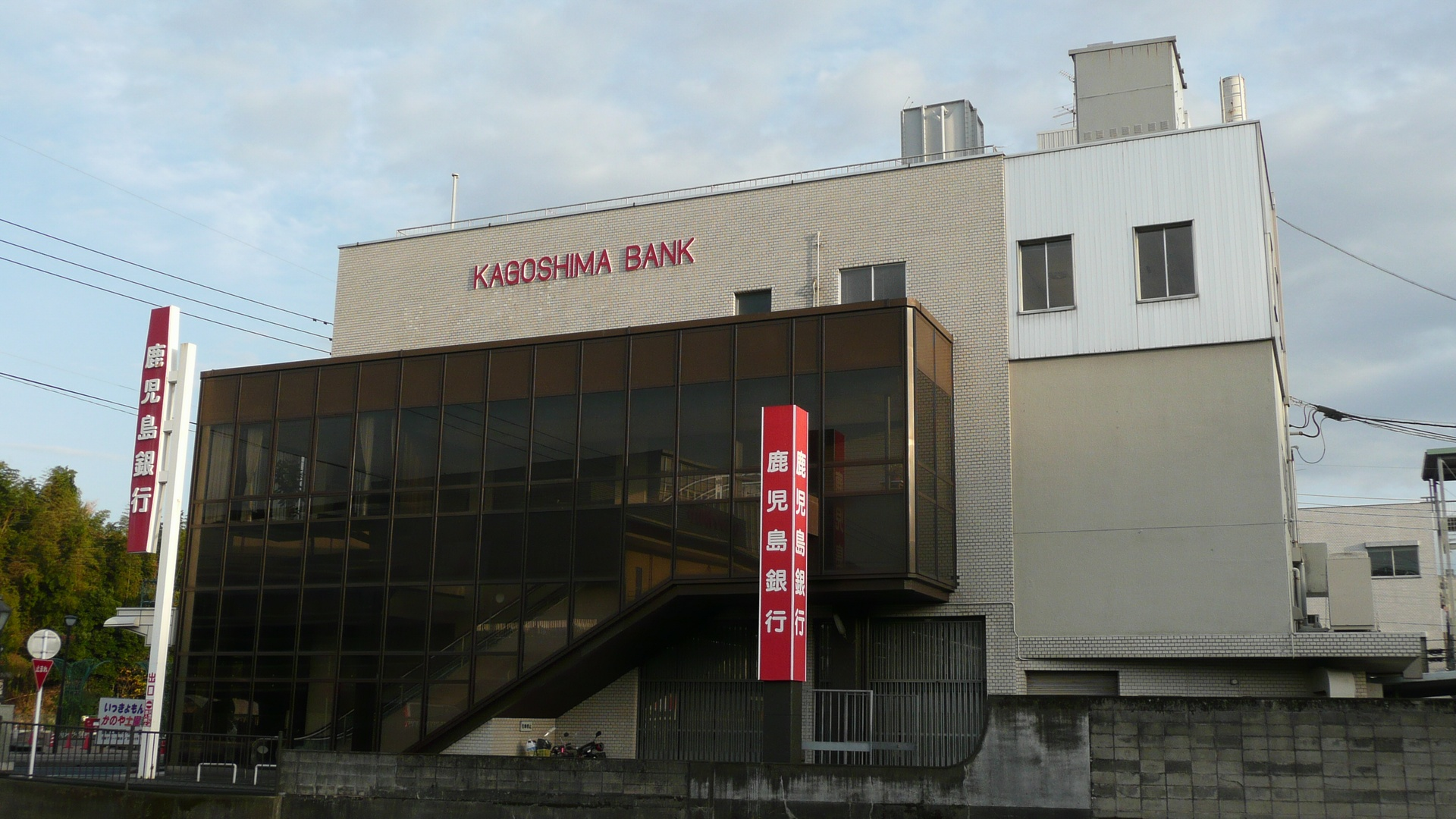
鹿児島銀行鹿屋支店（建て替え前の旧店舗）

2000年の国勢調査時の就業人口の割合は62.6%。国道220号の鹿屋バイパス、旧国道220号の県道68号の沿線にロードサイド店舗が多数出店 しており、鹿屋市における商業の中心となっている。特に大手家電量販店はすべて鹿屋バイパス沿いに出店している。鹿児島県内を拠点とするチェーン店（タイヨー、ニシムタなど）は鹿屋市内に大規模店舗を出店している。
金融機関については地区の節にある通り、市街地中心地区を中心に鹿屋市の拠点となる店舗を設置している。ただし、鹿児島興業信用組合「鹿屋支店」（旧：鹿児島県信用組合本店）や鹿児島相互信用金庫「鹿屋支店」は寿地区にある。なお、宮崎銀行の鹿屋支店は日本勧業銀行から引き継いだ店舗であり、同行としては宮崎県外初の店舗でもある。
商工団体については旧鹿屋市は鹿屋商工会議所、旧輝北町・串良町・旧吾平町はかのや市商工会がそれぞれ管轄している。

### 鹿屋市に本社を置く主要企業
- きたやま
- 小鹿酒造
- 財宝（財寶温泉。登記上本店は垂水市）
- 大海酒造（2012年7月に株式会社に組織変更）
- テイエム技研
- フェスティバロ

### 鹿屋市内にかつて存在した主要企業
- 桜デパート
- 丸栄建設

## 地域

### 教育
2023年度現在、鹿屋市内には高等学校が6校、中学校が12校、小学校が23校設置されている。特別支援学校については大浦町（西原地区）に鹿児島県立鹿屋特別支援学校が置かれている。

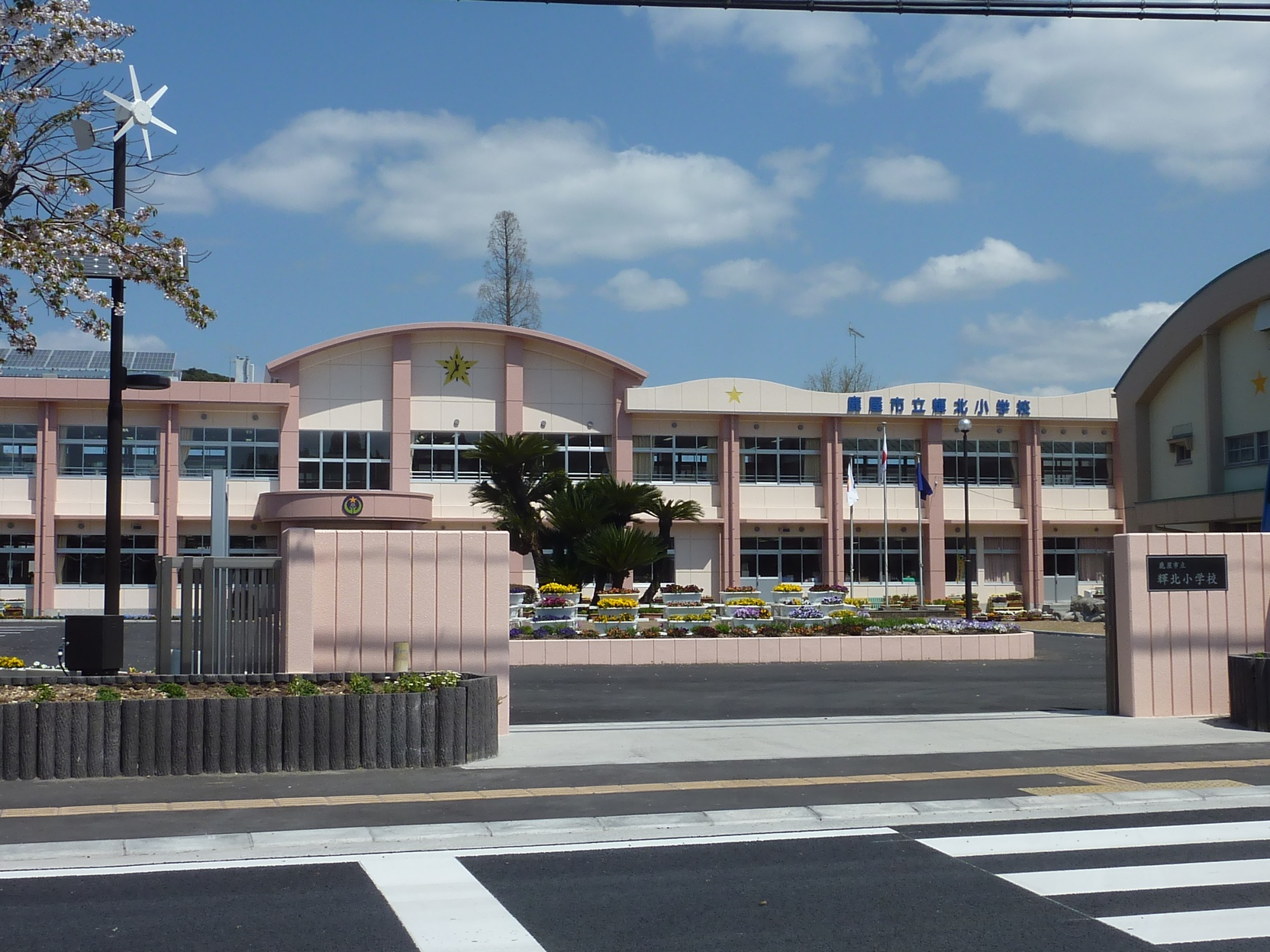
輝北小学校は旧輝北町の5小学校を統合し、2011年に開校した

2011年度現在の児童・生徒数（小中学生）は9,546人。長期的に児童・生徒数が減少することが予想されていることから、鹿屋市教育委員会では小規模校の統廃合を主とする学校規模の適正化を進めている。2011年6月に策定された学校再編実施計画書では、2013年度までに「神野小学校の吾平小学校への統合」と「花岡地区内の鶴羽・古江・菅原小学校および花岡中学校を、小中一貫校として統合」することが掲げられ、2013年4月に実行された。旧輝北町については合併前から議論が進められていたこともあり、他地域に先駆けて2011年にそれぞれ1校（小学校は百引小学校敷地、中学校は市成中学校敷地）に統合された。
小中学校については「鹿屋市学校間交流ホームページ」（外部リンク）内に公式ウェブサイトが設けられている。

#### 大学

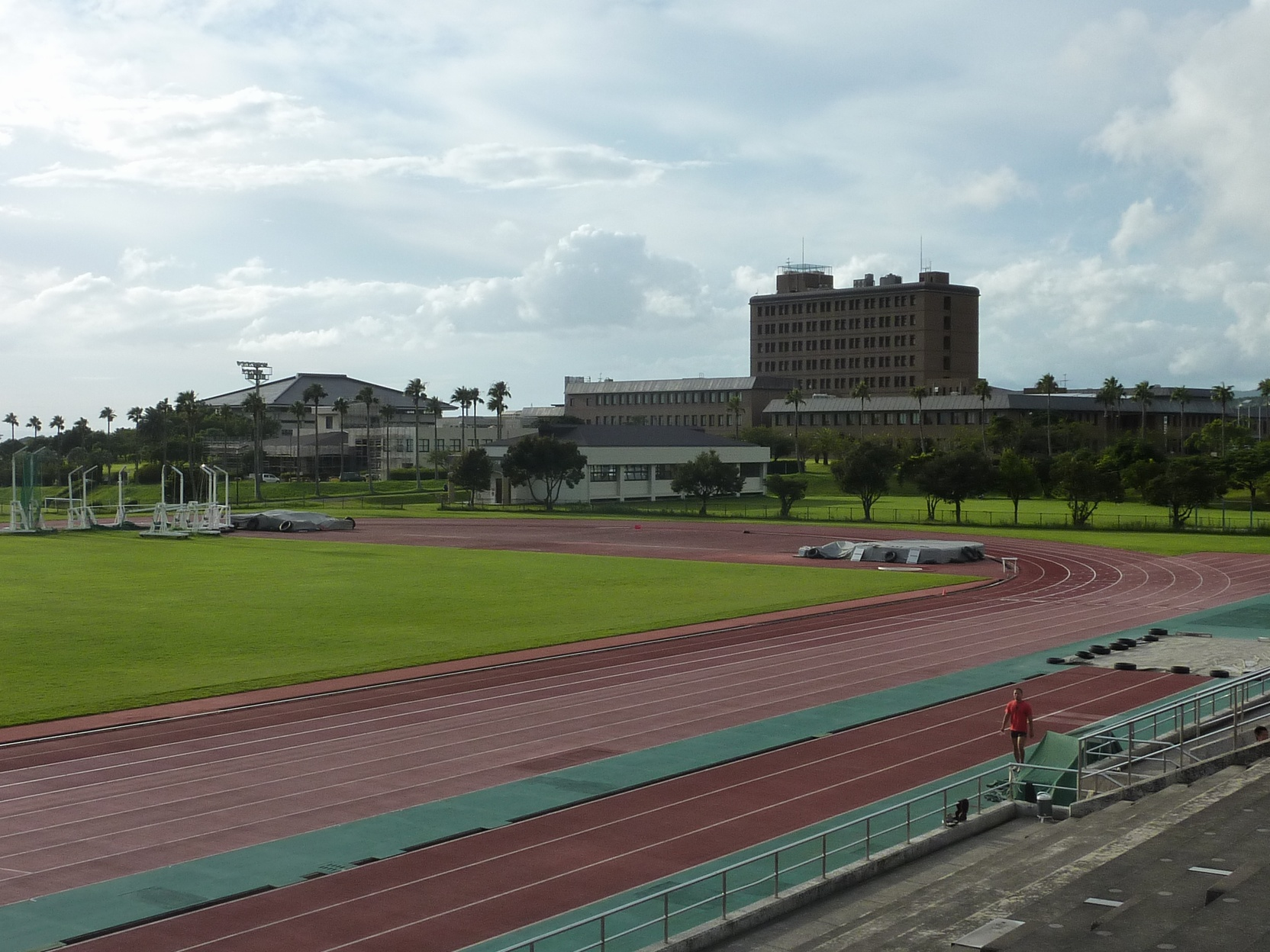
鹿屋体育大学

白水町（花岡地区）に国立大学の鹿屋体育大学が所在する。体育大学としては唯一の国立大学である。1981年に設置、1984年より学生の受け入れを開始し現在に至る。

#### 専門学校
- 鹿屋市立鹿屋看護専門学校

#### 高等学校
鹿屋市には6の高等学校が所在する。串良商業高校を除き、全て旧鹿屋市の地域に立地する。公立高等学校の普通科に設定される通学区域（学区）は大隅学区であり、大隅半島の4市5町に所在する高校が学区内となる（鹿児島県高等学校一覧#大隅学区を参照）。旧輝北町（旧市成・百引中学校校区）は姶良・伊佐学区にも属する。

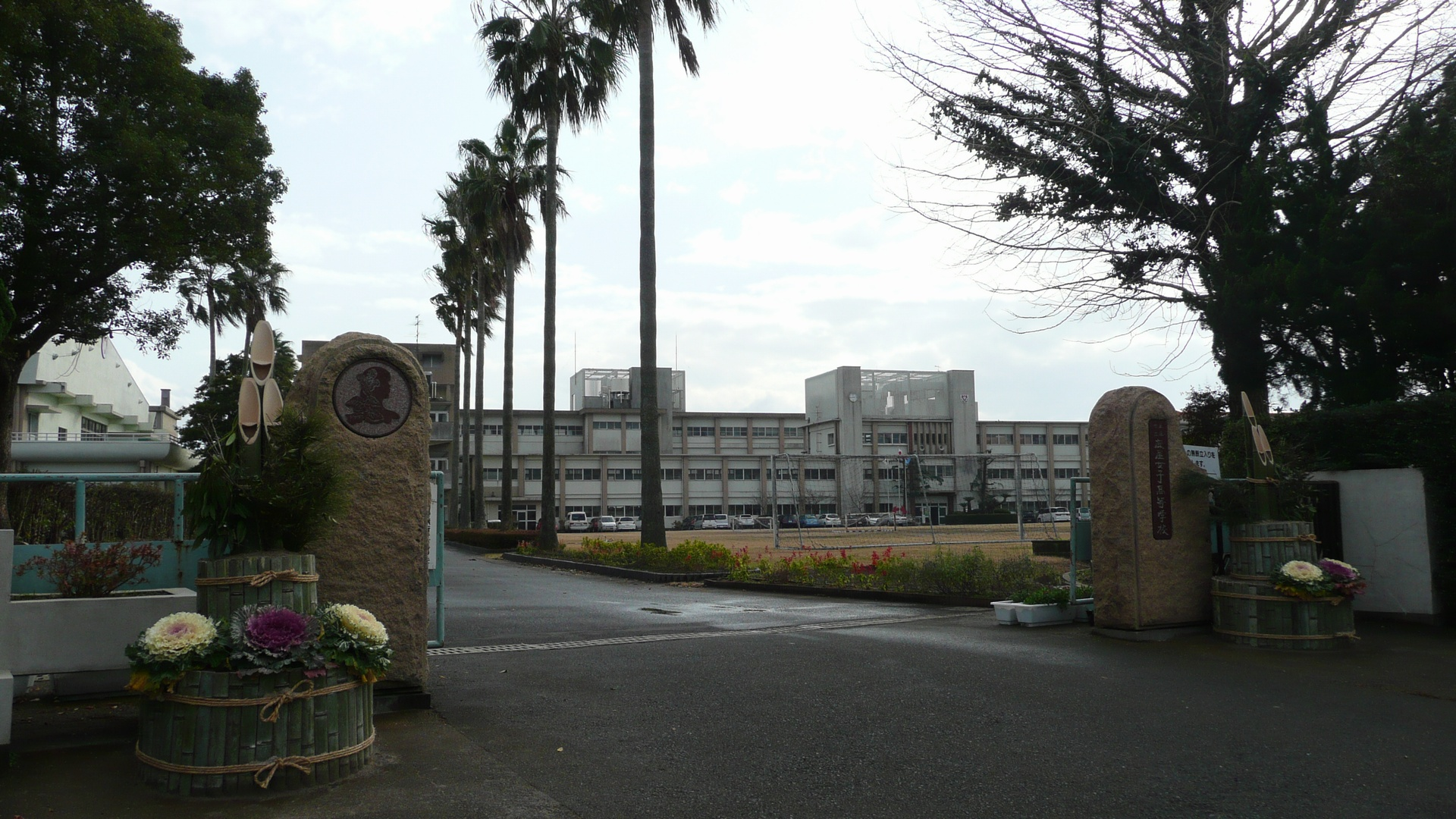
鹿屋女子高等学校

公立
- 鹿児島県立鹿屋高等学校
- 鹿児島県立鹿屋工業高等学校
- 鹿児島県立鹿屋農業高等学校
- 鹿児島県立串良商業高等学校
- 鹿屋市立鹿屋女子高等学校

私立
- 鹿屋中央高等学校

#### 中学校

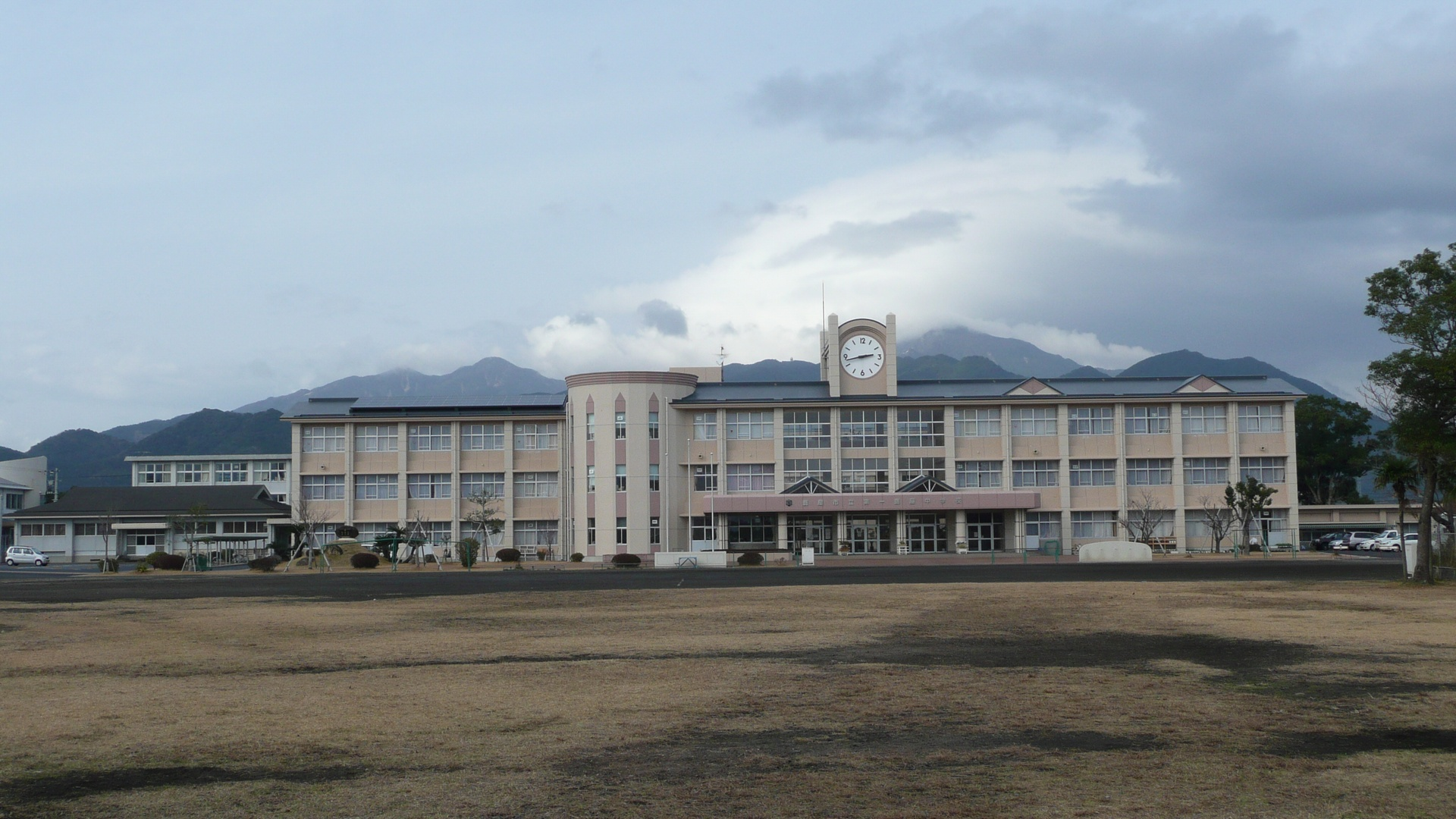
2005年に新築された第一鹿屋中学校の校舎

2023年度現在、鹿屋市には12の中学校（全て市立）が所在する。
旧輝北町内の市成・百引中学校は2011年4月に輝北中学校（市成中学校敷地内）へ統合された。花岡中学校には敷地内に花岡小学校（鶴羽・古江・菅原小学校を統合）が建設され、2013年より小中一貫校 花岡学園として再編された。高須中学校は2015年に第一鹿屋中学校・大姶良中学校へ統合された。
- 鹿屋市立鹿屋中学校
- 鹿屋市立第一鹿屋中学校
- 鹿屋市立鹿屋東中学校
- 鹿屋市立田崎中学校
- 鹿屋市立大姶良中学校
- 鹿屋市立高隈中学校

- 鹿屋市立花岡中学校（花岡小学校を併設、通称：小中一貫校 花岡学園）
- 鹿屋市立輝北中学校
- 鹿屋市立串良中学校
- 鹿屋市立細山田中学校
- 鹿屋市立上小原中学校
- 鹿屋市立吾平中学校

#### 小学校

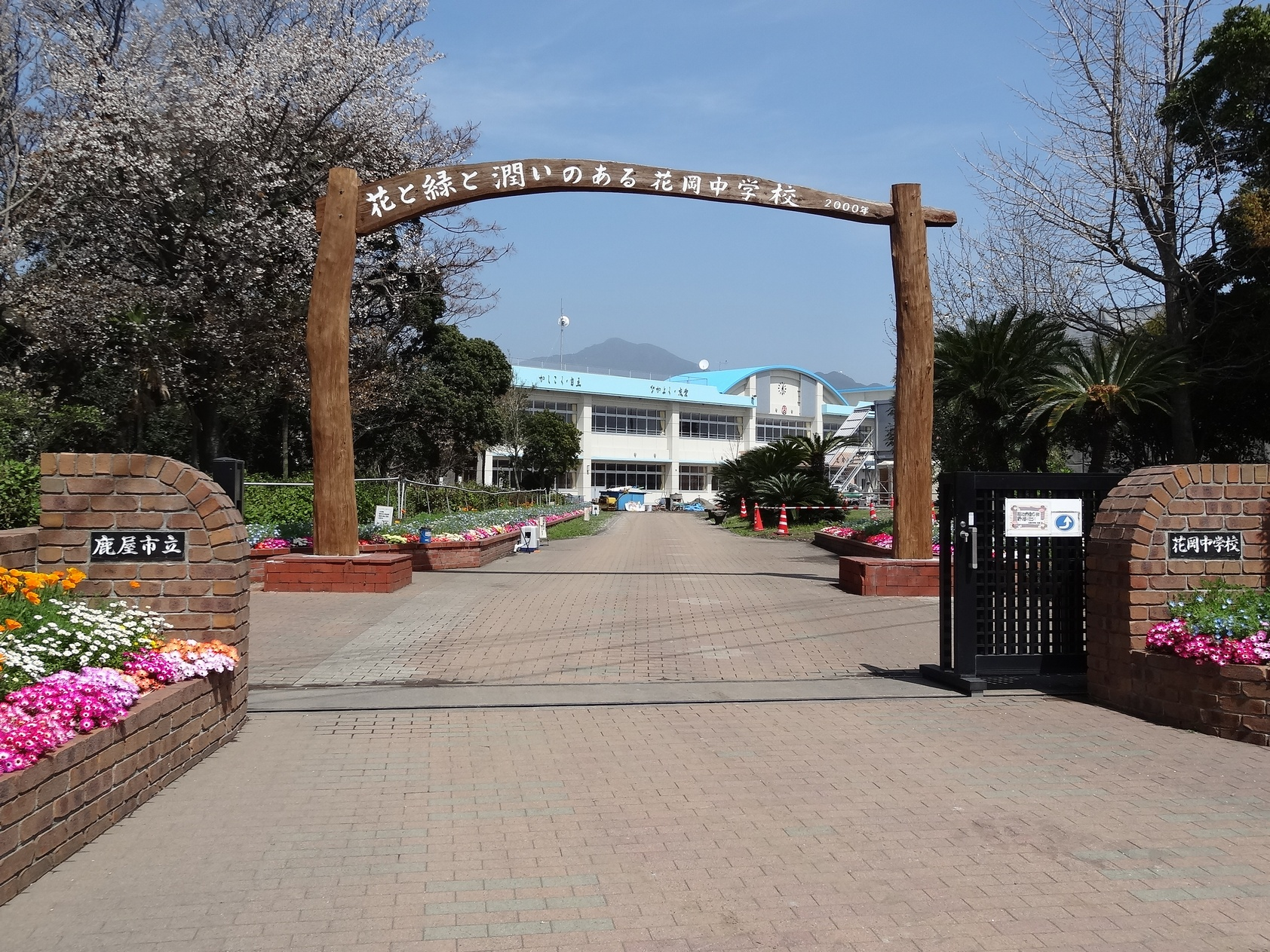
2013年に開校した小中一貫校 花岡学園（花岡小学校・中学校）

2023年度現在、鹿屋市内には23の小学校（全て市立）が所在する。2011年度時点で古江・菅原・高須・浜田・南・高隈・鶴峰・神野の7小学校は複式学級を有していた（古江・菅原・神野は2013年、浜田は2015年、高須は2020年をもって閉校）。
旧輝北町内の小学校（百引・平南・市成・高尾・岳野）は2011年に輝北小学校（百引小学校敷地内）に統合。岳野小学校は旧輝北町の時代（1990年）に休校とされており、鹿屋市として児童を受け入れることのないまま閉校した。花岡地区内の小学校（鶴羽・古江・菅原）は2013年に花岡小学校（花岡中学校敷地内）に統合され、小中一貫校 花岡学園として再編された。旧吾平町では神野小学校が2013年をもって吾平小学校へ統合された。高須地区の浜田小学校は2015年をもって大姶良小学校へ統合され、高須小学校は2020年をもって野里小学校へ統合された。
- 鹿屋市立鹿屋小学校
- 鹿屋市立祓川小学校
- 鹿屋市立東原小学校
- 鹿屋市立笠野原小学校
- 鹿屋市立寿小学校
- 鹿屋市立寿北小学校
- 鹿屋市立田崎小学校
- 鹿屋市立西原小学校
- 鹿屋市立西原台小学校
- 鹿屋市立花岡小学校（花岡中学校に併設、通称：小中一貫校 花岡学園）
- 鹿屋市立野里小学校

- 鹿屋市立大姶良小学校
- 鹿屋市立南小学校
- 鹿屋市立西俣小学校
- 鹿屋市立高隈小学校
- 鹿屋市立大黒小学校
- 鹿屋市立串良小学校
- 鹿屋市立細山田小学校
- 鹿屋市立上小原小学校
- 鹿屋市立輝北小学校
- 鹿屋市立吾平小学校
- 鹿屋市立鶴峰小学校
- 鹿屋市立下名小学校

#### 閉校された学校
現・鹿屋市が発足した2006年以降に閉校した学校を記載する。
- 鹿屋市立市成中学校（2011年閉校）
- 鹿屋市立百引中学校（2011年閉校）
- 鹿屋市立高須中学校（2015年閉校）
- 鹿屋市立市成小学校（2011年閉校）
- 鹿屋市立高尾小学校（2011年閉校）
- 鹿屋市立百引小学校（2011年閉校）
- 鹿屋市立平南小学校（2011年閉校）
- 鹿屋市立岳野小学校（休校のまま2011年閉校）
- 鹿屋市立鶴羽小学校（2013年閉校）
- 鹿屋市立古江小学校（2013年閉校）
- 鹿屋市立菅原小学校（2013年閉校）
- 鹿屋市立神野小学校（2013年閉校）
- 鹿屋市立浜田小学校（2015年閉校）
- 鹿屋市立高須小学校（2020年閉校）

### 文化施設

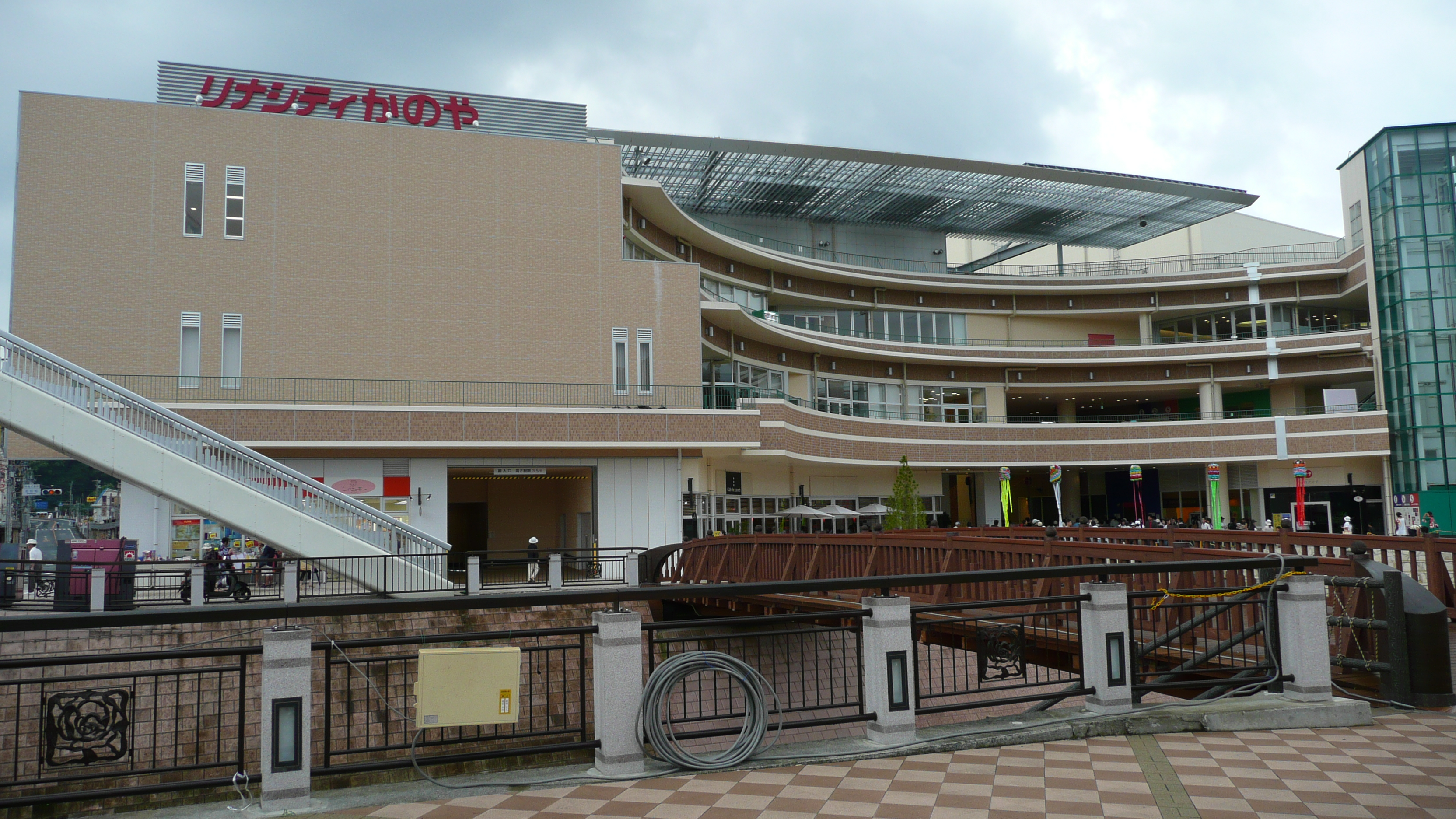
リナシティかのや

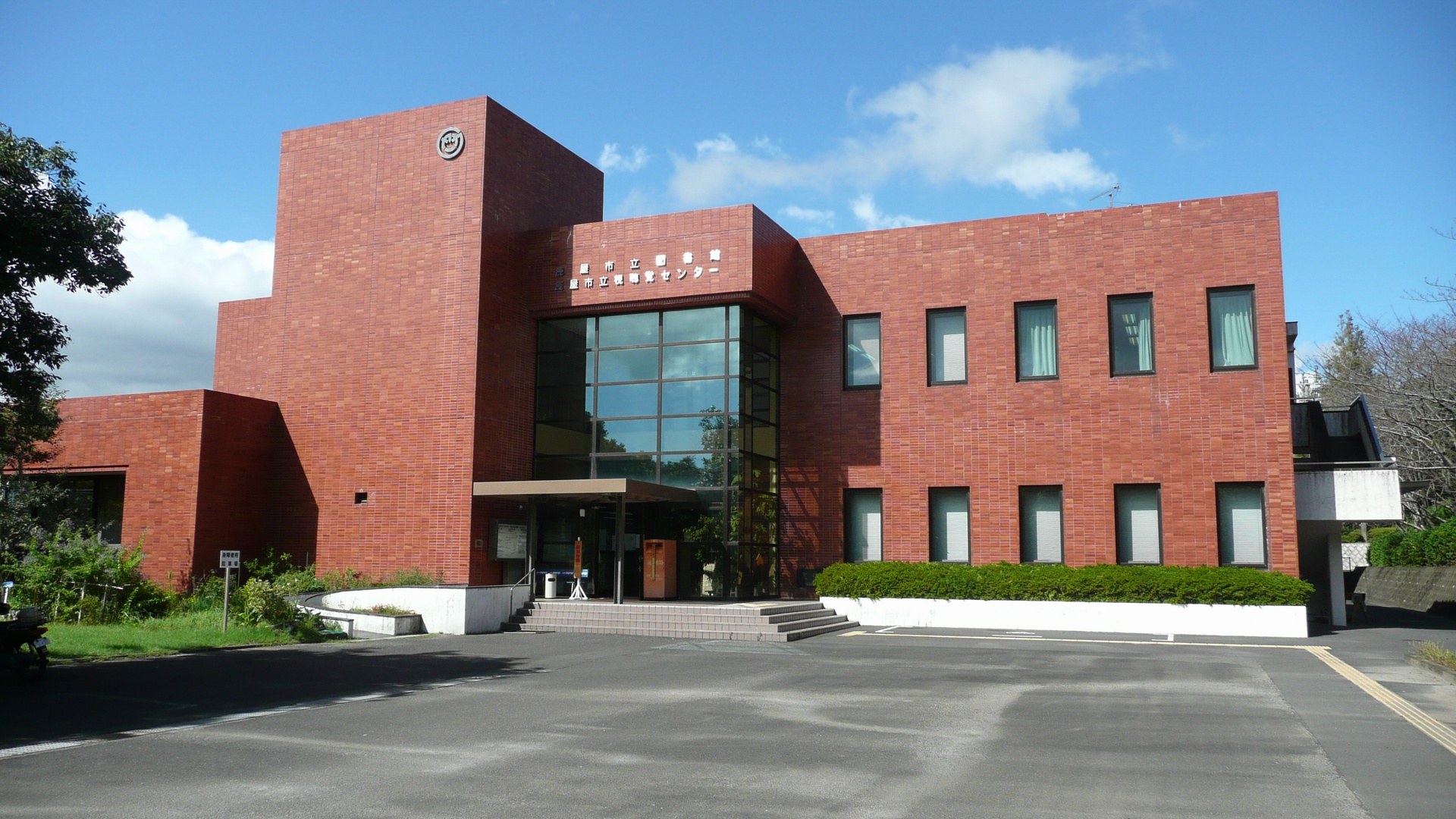
鹿屋市立図書館と鹿屋市立視聴覚センター

- 鹿屋市市民交流センター（リナシティかのや）
- 鹿屋市文化会館
- 鹿屋市立図書館
- 鹿屋市立視聴覚センター
- 中央公民館
- 花岡地区公民館
- 地区学習センター（大姶良・高須・田崎・西原・東）
- 鹿屋市民族館

### スポーツ・健康施設
- 鹿屋市体育館
- 鹿屋運動公園（西原陸上競技場）

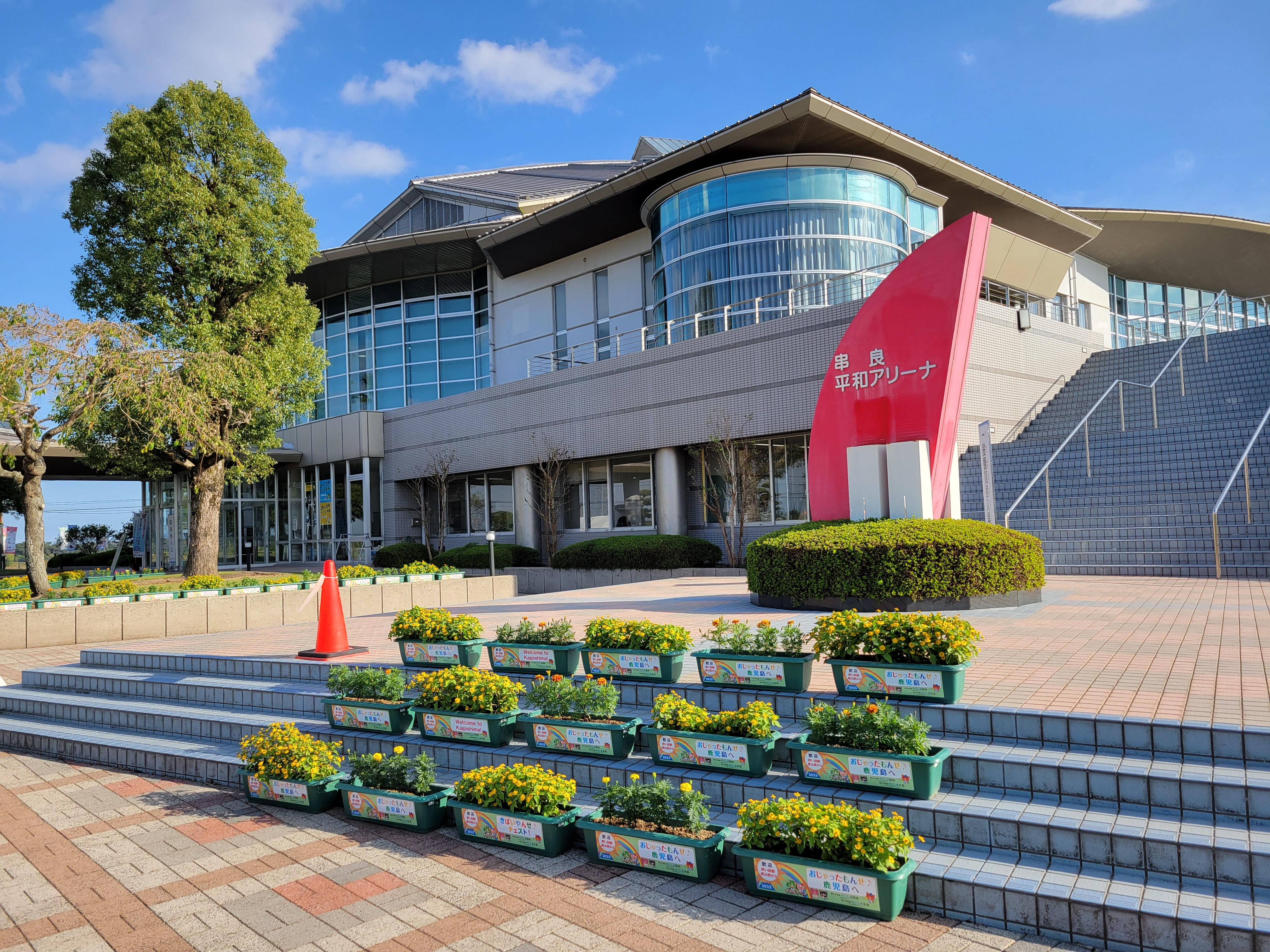
串良平和アリーナ

- 県民健康プラザ健康増進センター - 県民健康プラザ鹿屋医療センター（旧県立鹿屋病院）に併設。

## 交通
鹿屋市には鉄道が全く通っておらず、空港も市内にはないため、自家用車・路線バスが主要の交通手段となる。なお、鹿屋市は沖縄県以外で鉄道の通っていない市の中では人口が最も多い。1987年までは国鉄大隅線が通っていた。

### 空港
最寄り空港は霧島市にある鹿児島空港。鹿屋バス停留所（リナシティかのや前） - 鹿児島空港間はリムジンバスでおよそ1時間40分（一般道経由、高速道経由は15分ほど短縮される）。自家用車では高速道路で1時間14分、一般道（国道504号経由）で1時間40分ほど掛かる。

### 港湾
- 鹿屋港（古江港）
- 高須港

いずれも漁港としての運用が主である。

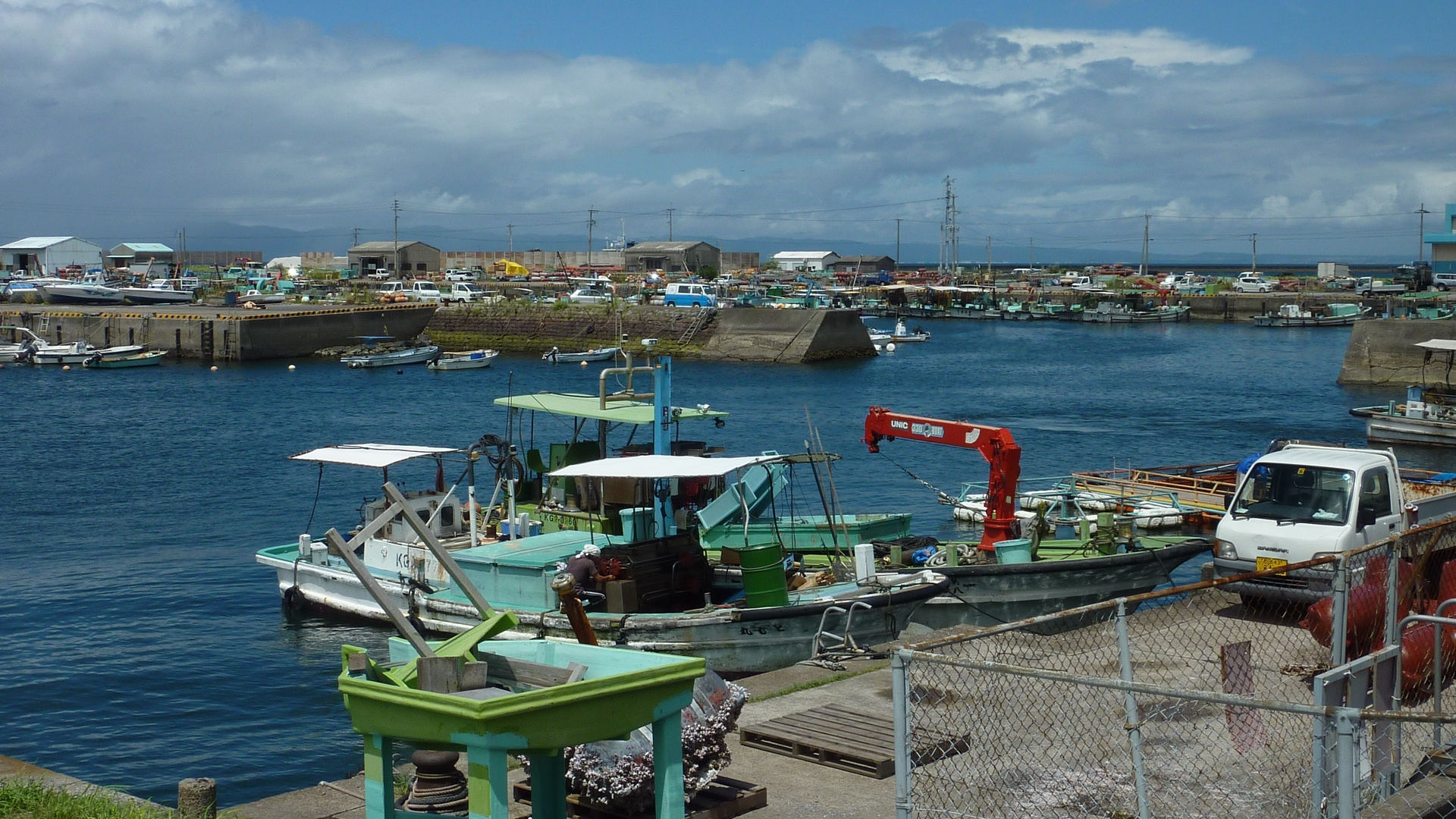
鹿屋港

旅客航路として2025年2月より鹿屋港と鹿児島市のマリンポートかごしま（鹿児島港の人工島）を所要時間約30分で結ぶ高速船が定期航路として存在する。山川・根占航路を運航するなんきゅうドッグが運営する。当初は毎日運航で1日2往復であったが、鹿児島市側の公共交通機関が限られる（マリンポートかごしまに定期バス路線は存在せず、最寄りの鉄道駅・市電電停まで徒歩30分かかる）ことから利用は低迷し、同年3月15日の週からは週3日（火曜・土曜・日曜）に減便している。また、かつては鹿屋港（古江港） - 鹿児島港間の高速船「きんこう」が運航されていた（鴨池・垂水フェリーを参照）。

### 道路
鹿屋市では長らく高速道路交通網の整備に遅れが生じていたが、2014年12月21日に東九州自動車道 鹿屋串良JCT-曽於弥五郎IC間と大隅縦貫道（串良鹿屋道路）が開通し、県都の鹿児島市まで高速道路で連結された。
東九州道に施工命令が出された当時の『広報かのや』1999年6月号に掲載された開通時期は、鹿屋串良IC（仮称） から末吉財部ICまでが2007年度、志布志ICから鹿屋串良IC（仮称） までが2008年度であったが、実際の起工は前者が2007年3月21日、後者が2007年12月16日 のこととなった。

#### 高速道路

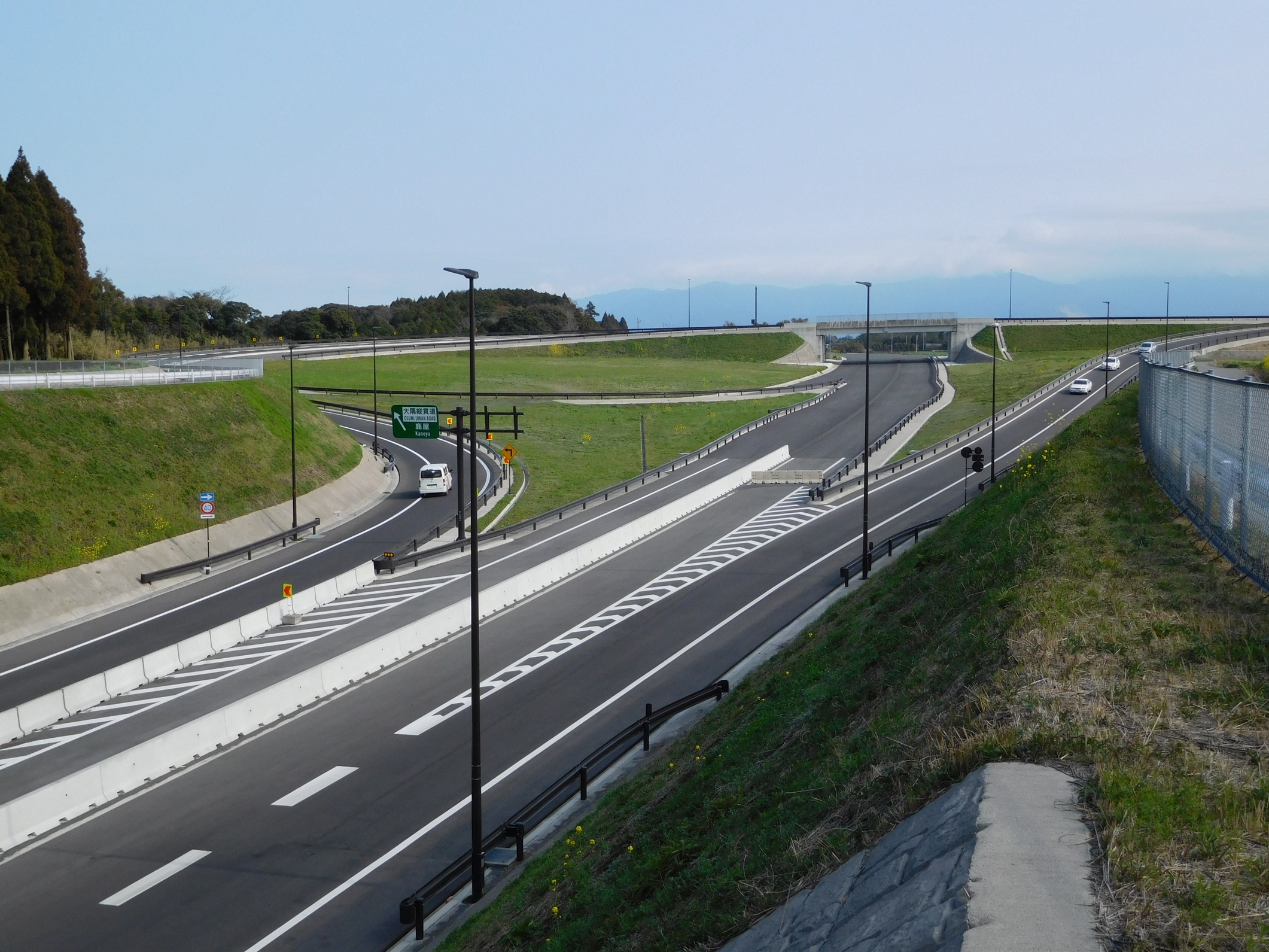
鹿屋串良JCT（2015年3月撮影）

高規格幹線道路（高速自動車国道）
- E78 東九州自動車道 : (37) 鹿屋串良JCT

東九州道が市内に開通するまでの最寄りインターチェンジ (IC) は、都城IC（宮崎自動車道）または国分IC（東九州自動車道）。また、資料によっては溝辺鹿児島空港IC（九州自動車道）を案内するものもあった。
地域高規格道路
- 大隅縦貫道 : （37）鹿屋串良JCT - 細山田IC - 東原IC - 笠之原IC

鹿屋市を起点とし肝属郡南大隅町に至る、延長約50kmの地域高規格道路。その内、鹿屋串良JCTから国道220号鹿屋バイパスまでを結ぶ串良鹿屋道路が2014年12月21日に供用開始した。

#### 一般国道

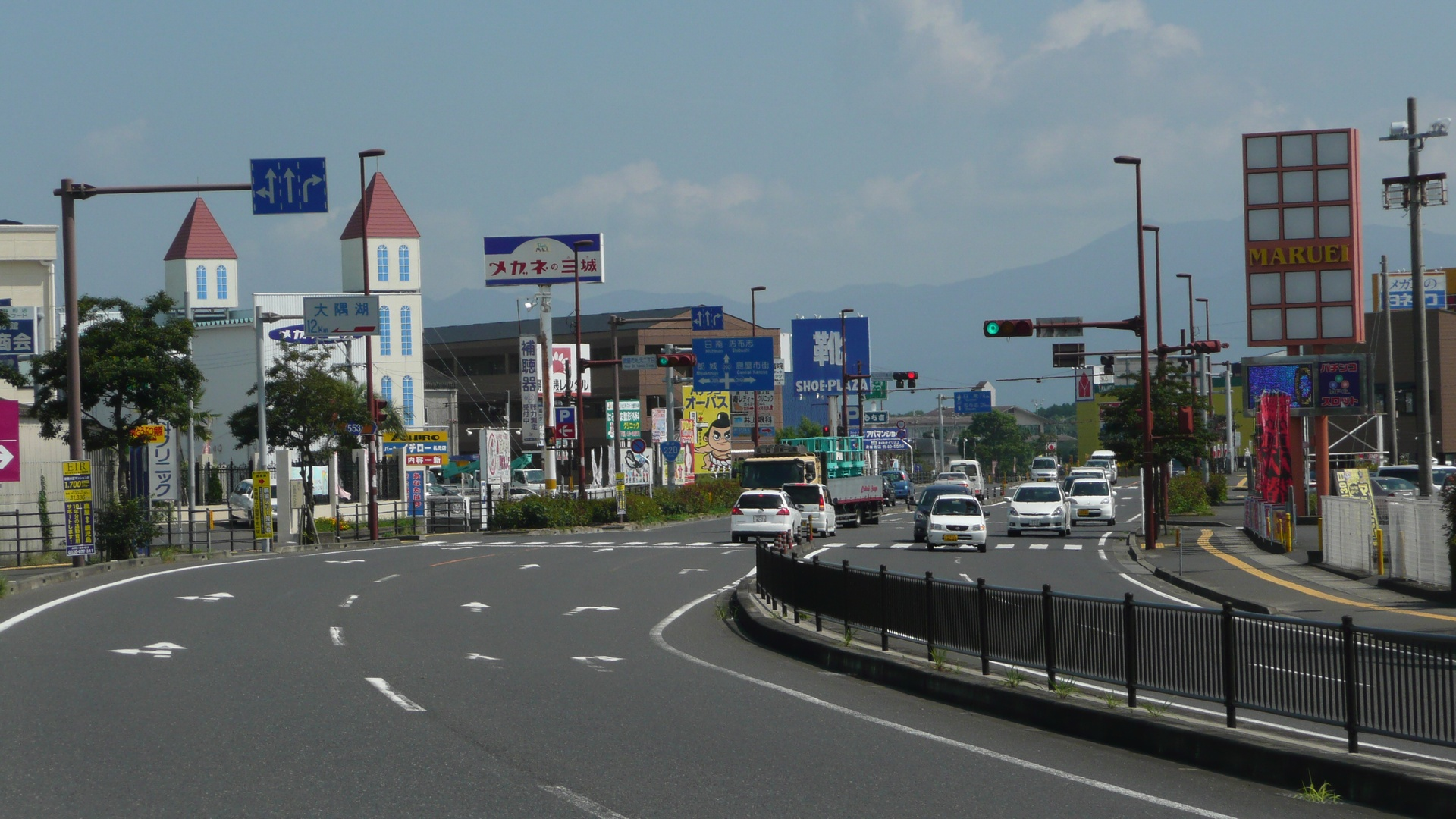
鹿屋バイパス（札元）

鹿屋市内には東西を貫く国道220号、南西-北東方向に貫く国道269号、中心市街地から北進する国道504号、計3本の一般国道が通る。国の直轄道路（指定区間）は国道220号のみであり、国道269号・504号は県が管理する。吾平町域には国道は通過していない。
- 国道220号 - 志布志方面（東）から串良・鹿屋を通過し垂水・霧島市方面（北西）に至る。鹿屋市街地は鹿屋バイパスで避ける。古江バイパスは一部のみ開通。路線バスは旧道経由。
- 国道269号 - 南大隅方面（南西）から鹿屋市街地、笠野原台地を通過し都城方面（北東）に至る。現道の他に西原バイパスが整備されている。
- 国道504号 - 中心市街地（北田交差点）から高隈・輝北を通過し霧島市方面に至る。鹿児島空港へのアクセス路。

#### 主要地方道

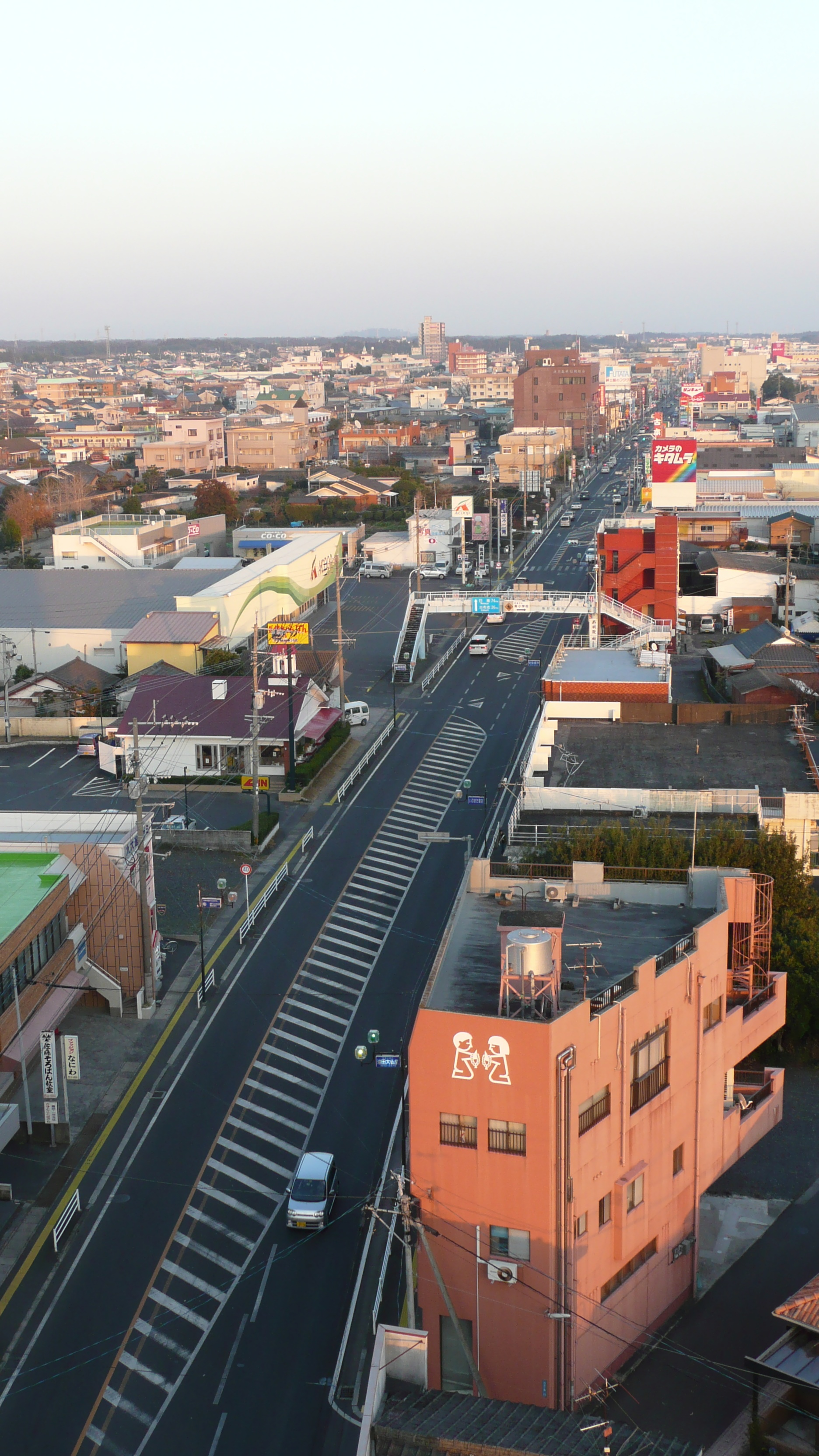
県道68号鹿屋吾平佐多線（国道220号旧道）

県道72号垂水大崎線を除いて概ね2車線道路に整備されている。
- 鹿児島県道64号大崎輝北線 - 名称通り大崎町中心部と輝北町を結ぶ路線。県道72号も大崎町と輝北町を結ぶが、未改良区間が多く残されている。
- 鹿児島県道67号高隈串良線 - 笠野原台地の北西 - 南東方向を結ぶ路線。
- 鹿児島県道68号鹿屋吾平佐多線 - 鹿屋以南の大隅半島内陸を縦断する他、鹿屋市内の鹿児島湾（錦江湾）沿いも通る。鹿屋 - 吾平間は中心市街地（北田交差点）から市役所・田崎地区経由と、寿地区（国道220号旧道）・笠野原経由の二重路線となっている。
- 鹿児島県道71号垂水南之郷線 - 垂水市街地から高峠を通過し、旧鹿屋市・輝北町境付近で国道504号にいったん合流。鹿屋市輝北町市成で国道504号とわかれ、曽於市大隅町へ向かう路線。
- 鹿児島県道72号垂水大崎線 - 垂水市の牛根地区から牛根峠を越え、輝北町百引を通過、大崎町野方に至る路線。未改良区間が多く残る。
- 鹿児島県道73号鹿屋高山串良線 - 鹿屋市浜田町から市南部（大姶良地区・吾平町）を横断、肝付町（高山）で進路を北に転じ、串良町に至る路線。

1993年までは「県道69号鹿屋福山線」（現国道504号）が存在した。

#### 自転車・歩行者専用道路

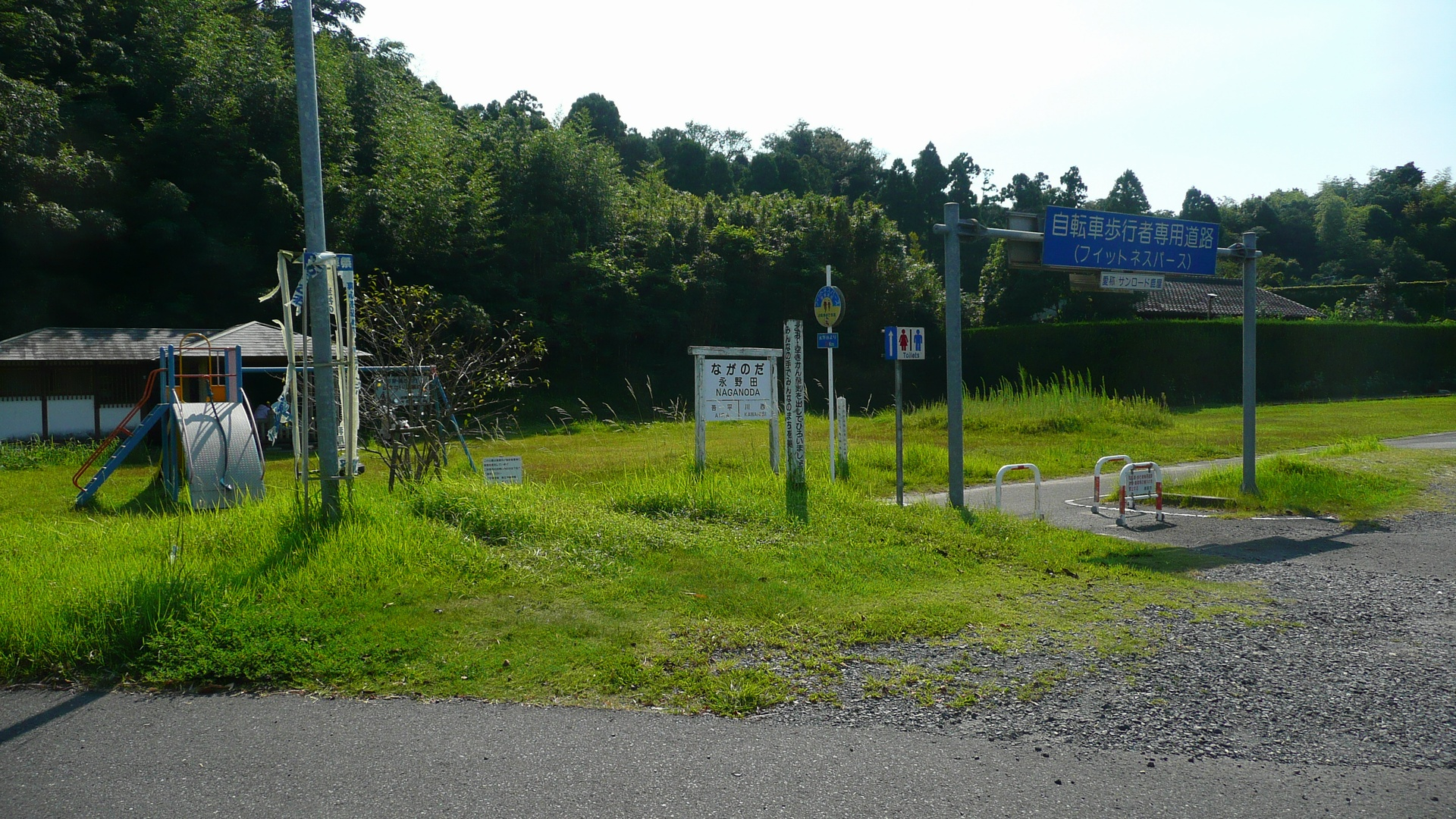
フィットネスパース（永野田駅跡）

- フィットネスパース - 1987年に廃線となった大隅線のうち、旧鹿屋市の区間の一部（荒平駅から永野田駅まで）を整備した。
- 県道東串良吾平自転車道線 - 肝属川・姶良川沿い。

#### 一般国道利用による主要地への所要時間
九州幹線道路調査事務所の道路時刻表に基づく。
渋滞を考慮した場合、特に鹿児島市への所要時間は大きく異なる。また、2004年時点のデータを用いているため、宮崎市の道路事情の改善（加納バイパス・天満バイパスの開通）は考慮されていない。
| 都市                   | 所要時間  |
| ---------------------- | --------- |
| 垂水市                 | 37分      |
| 志布志市志布志町       | 39分      |
| 曽於市大隅町岩川       | 44分      |
| 宮崎県都城市           | 1時間2分  |
| 桜島港（桜島フェリー） | 1時間4分  |
| 霧島市国分             | 1時間8分  |
| 鹿児島空港             | 1時間36分 |
| 鹿児島市               | 2時間1分  |
| 宮崎県宮崎市           | 2時間11分 |

### バス路線

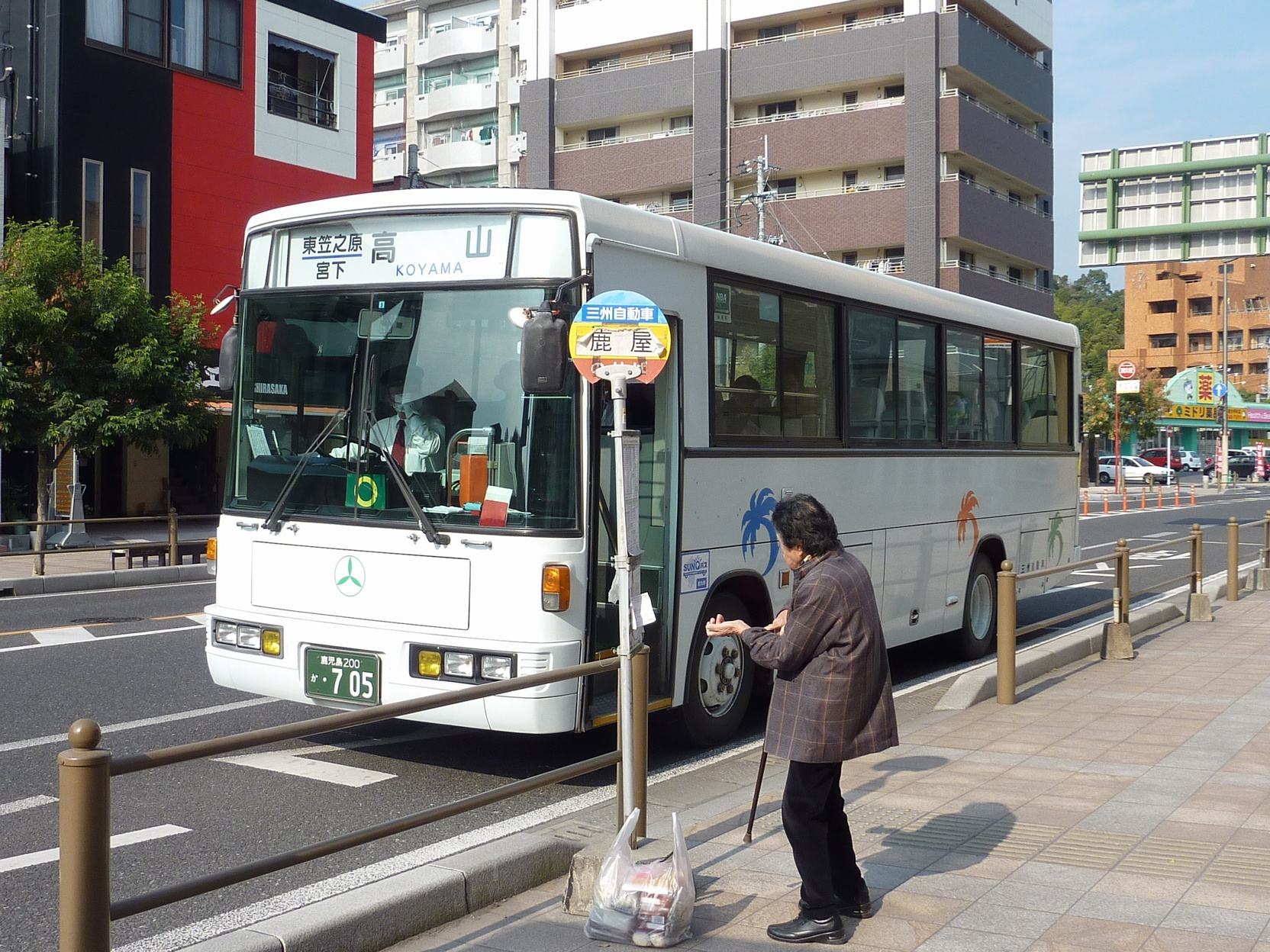
一般路線バス（2011年撮影）

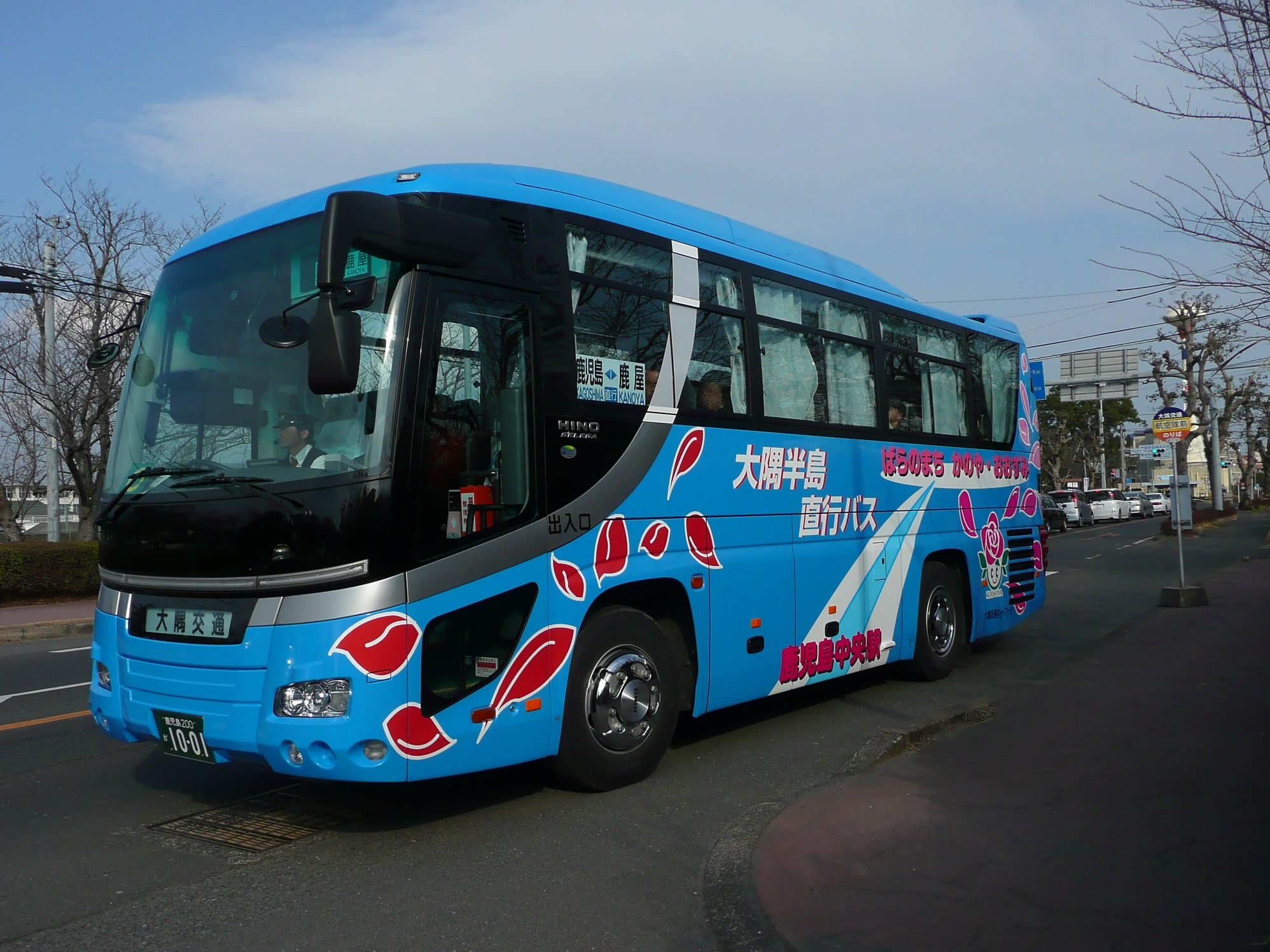
鹿児島中央駅-鹿屋間直行バス

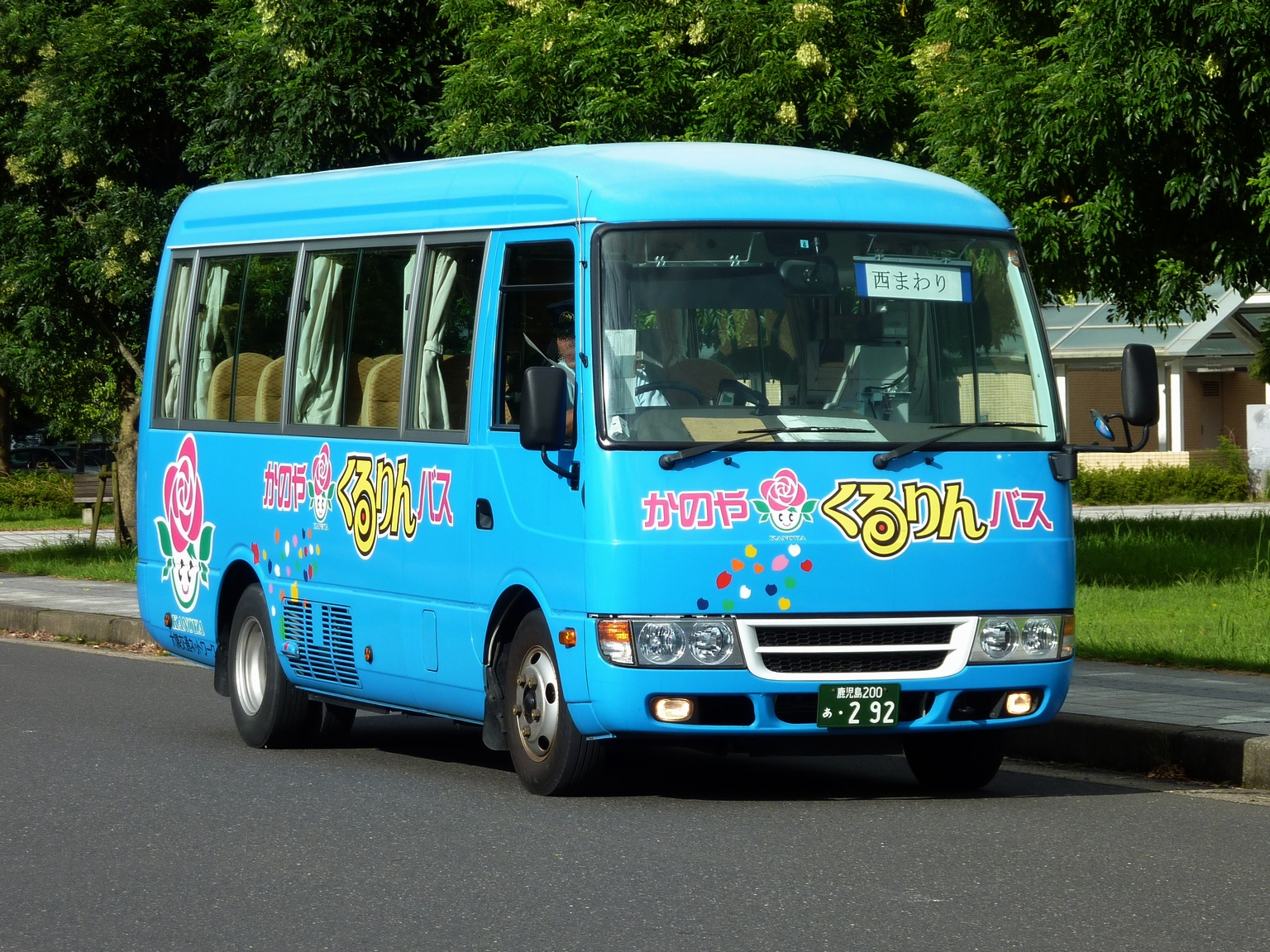
かのやくるりんバス

鹿屋停留所（リナシティかのや前）が大隅半島のバス交通の拠点となっている。2006年11月に大隅交通ネットワーク（いわさきグループ、2006年当時の運行業者）が事業縮小に伴いバス路線の一部を廃止したことや鹿屋バスセンターの取り壊しといった要因から、バス事情は悪化傾向にあるといえる。鹿屋市はこれを受けて鹿屋市コミュニティバスの運営を開始しており、2007年9月からは市街地巡回バスとして「かのやくるりんバス」の運行を開始している。
都市間高速バスは運行されていないが、過去には2021年12月から2022年1月にかけて福岡行きの「ハートライナー」（森山観光バス）が運行されていた。
バス路線の詳細（時刻など）については鹿屋市公式ウェブサイト内の「鹿屋市の公共交通機関」（外部リンク）を参照。以下に記述している運行本数・間隔は通常時のものである。
鹿児島交通（いわさきグループ）
いわさきグループ内の再編により事業社名は複数回変更されており、2018年3月30日以降 は鹿児島交通による運行となっている。かつてはいわさきコーポレーションや大隅交通ネットワーク（2011年11月まで）、三州自動車（1964年以前および2011年12月から2018年3月）の名称で運行していたこともある。なお、鹿児島交通の「鹿屋営業所」は住所上、隣の肝付町に位置する。
2024年11月時点では、垂水 - 鹿屋 - 志布志間（国道220号は旧道経由）は1時間に1本、高山（肝付町。吾平を経由）間は1 - 2時間に1本（土日祝は3往復）、鹿屋 - 都城間は1日5往復（土日祝3往復）、鹿屋 - 根占（南大隅町）間は1日6往復（土日祝4往復）で運行されている。
- 垂水市 - 鹿屋市 - 志布志市
- エアポートシャトル（鹿児島空港リムジン） - 高速道（東九州道・九州道）経由と一般道（国道504号・霧島市街地）経由の2系統がある（高速道経由の系統は2015年10月新設）。高速道路経由は1日5往復、従来の一般道（高隈・輝北・牧之原・霧島市役所）経由が1日1往復。2020年の減便前は高速道経由が1日4往復、一般道経由が1日8往復であった[97]。一般道経由の系統については霧島市街地での途中乗降が可能[97]。

鹿屋市コミュニティバス
運行主体は鹿児島交通である。
- 廃止路線代替バス - 鹿児島交通（旧 鹿児島交通→いわさきコーポレーション→大隅交通ネットワーク→三州自動車）が廃止した路線の一部を引き継ぐ。鹿屋市内で完結する路線については複数が後述の「くるりんバス」や「かのや市乗合ワゴン」へ移行している。
- かのやくるりんバス - 市街地（西原・寿）を8の字に結ぶ。西回り・東回り計6本。くるりんバスにおいては国庫補助がある[98]ものの、補助の要件となる「1便あたりの年間平均利用者2.0人」を満たさない路線については他の交通手段へ移行が検討される[99]。
  - かのやくるりんバス（市街地巡回バス） - 2007年当初からの路線。複数回ルートは変更されており、2024年12月からは一般路線バスとして廃止される大須線（大浦町・郷之原町）の代替機能も併せ持つ。
  - かのやくるりんバス（市街地巡回バス・北ルート） - 2019年度に新設された路線。
  - 大姶良地区くるりんバス - 2019年度に新設された路線。月曜日と金曜日に運行。
  - 吾平地区くるりんバス（廃止） - 2012年4月から2023年11月にかけて火曜日と木曜日に2路線を運行。一般路線バスとして廃止される「鹿屋 - 永野牧線」の代替でもある[100]。廃止後はかのや市乗合ワゴンへ移行。
  - 輝北地区くるりんバス（廃止） - 2012年4月から2024年3月にかけて月曜日と水曜日、金曜日に3路線を運行。「仏迫 - 平房 - 百引線」と「百引 - 松元 - 市成本町線」、「柏木段 - 市成 - 松元 - 百引線」の代替でもある[100]。廃止後はかのや市乗合ワゴンへ移行。
  - 串良地区くるりんバス（廃止） - 2016年4月から2025年3月にかけて6路線を運行。系統により運行日が異なる。2002年に当時の串良町が運行開始した「くしらふれあいバス」の後継となる。廃止後はかのや市乗合ワゴンへ移行。
- 鹿児島中央駅 - 鹿屋間直行バス - 2009年12月運行開始。鴨池港 - 垂水港間は垂水フェリーにそのまま乗船する。2024年現在は1日4往復（過去には6往復であった[101]）。2019年度までの利用者数はおおむね年間65,000人、1便あたりでは15人前後を推移していたが、コロナ禍の影響を受けた2020年度は前年比で53.6 %減の30,294人となっている[101]。

かのや市乗合ワゴン
予約制のデマンドタクシー。事前の利用者登録が必要。花岡・上野線は廃止路線代替バス、輝北線と吾平・川東線、串良線においてはくるりんバスの代替となる。

### 鉄道

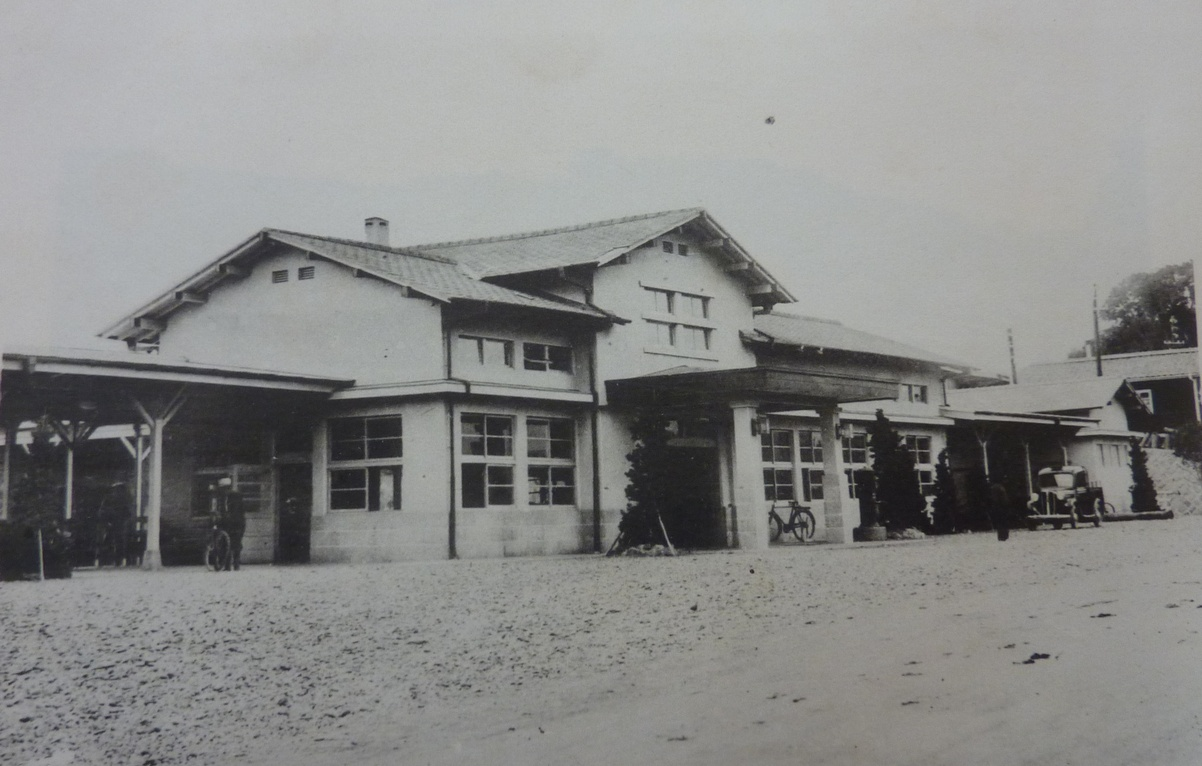
かつての鹿屋駅（1939年）

最寄り駅は宮崎市方面につながる志布志駅（日南線）であるが、実用的な最寄り駅は鹿児島中央駅（九州新幹線・鹿児島本線・指宿枕崎線）もしくは国分駅・西都城駅・都城駅（日豊本線）。いずれも自家用車では駅まで1時間以上掛かる。鹿児島中央駅へは1日6本の直行バスが運行されており、2時間ほどで到着する。志布志駅および都城駅へは鹿児島交通（いわさきグループ）の路線バス（普通のみ）の利用となる（志布志駅へは毎時1本程度、都城駅へは1日8往復）。国分駅については垂水港バス停での乗り換えで接続している。
かつては国鉄大隅線（1987年廃止）が通っており、鹿屋市内（2006年以降の市域）には中心駅鹿屋をはじめとする10の駅があった。鉄道の歴史については大隅線の前身である大隅鉄道も参照。廃線後はJTB時刻表には鹿屋バス停が中心駅として記載されている。
串良駅  - 下小原駅 - （肝付町内に2駅） - 吾平駅 - 永野田駅 - 大隅川西駅 - 鹿屋駅 - 大隅野里駅 - 大隅高須駅 - 荒平駅 - 古江駅

### 鹿児島市までの交通手段
県庁所在地の鹿児島市へは、隣の垂水市にある垂水港から鴨池・垂水フェリー（鹿児島交通）で鹿児島湾を横断し鹿児島市の鴨池港へ向かうルートが最短で、所要時間は最短で70分ほど（待ち時間なし、直行バスでは約2時間）である。桜島フェリーを利用する（国道220号・国道224号経由）ルートもある。陸路のみでは高速道路経由で1時間15分（鹿屋串良JCT - 鹿児島IC間の所要時間）、一般道では2時間以上掛かり、隣県（宮崎県）の県庁所在地である宮崎市への所要時間（鹿屋串良JCT - 末吉財部IC - 国道10号 - 都城IC - 宮崎IC間で1時間22分、都城志布志道路開通前である2015年当時のもの）と大差が無い。

## 通信

### 電信電話
市外局番は、旧輝北町域の099（志布志MA）を除いて0994（鹿屋MA）。旧鹿屋市域は30 - 31番・40 - 49番・51番、旧吾平町域は58番、旧串良町域は62番と63番、旧輝北町域は486番と485番を市内局番として使用する。

### 新聞

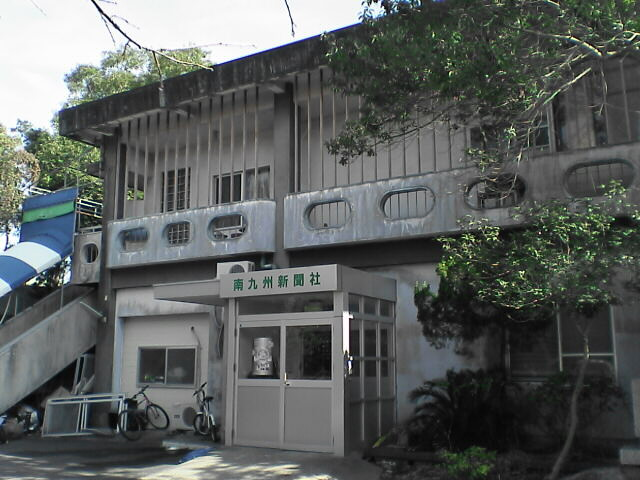
南九州新聞社本社

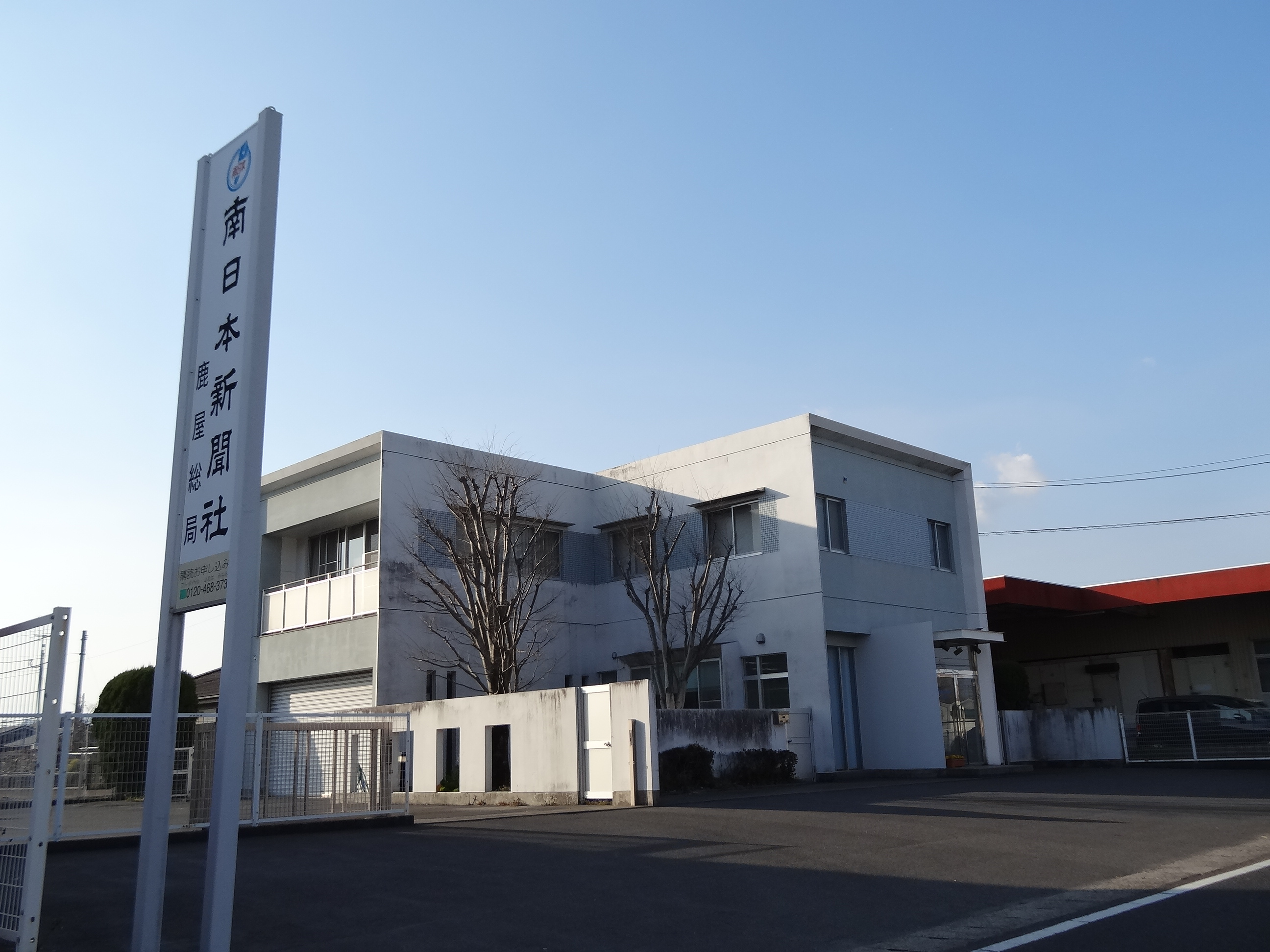
南日本新聞社鹿屋総局

鹿児島県の地方紙の南日本新聞や全国紙を購読できる。
大隅半島を対象とする夕刊紙として南九州新聞があったが、2022年12月28日をもって紙媒体での刊行を終了、ウェブサイトへ移行している。
鹿屋市内に拠点を置く新聞社
新聞社、所在地の順で表記する。
- 南九州新聞社 - 上谷町
- 南日本新聞社鹿屋総局 - 札元1丁目
- 西日本新聞社鹿屋支局 - 寿8丁目
- 朝日新聞鹿屋通信局 - 向江町
- 読売新聞社鹿屋通信部 - 札元1丁目
- 毎日新聞社鹿屋通信部 - 古前城町
- 鹿児島建設新聞鹿屋支局 - 新川町

### 地上波放送
鹿屋市内に拠点を置く放送局

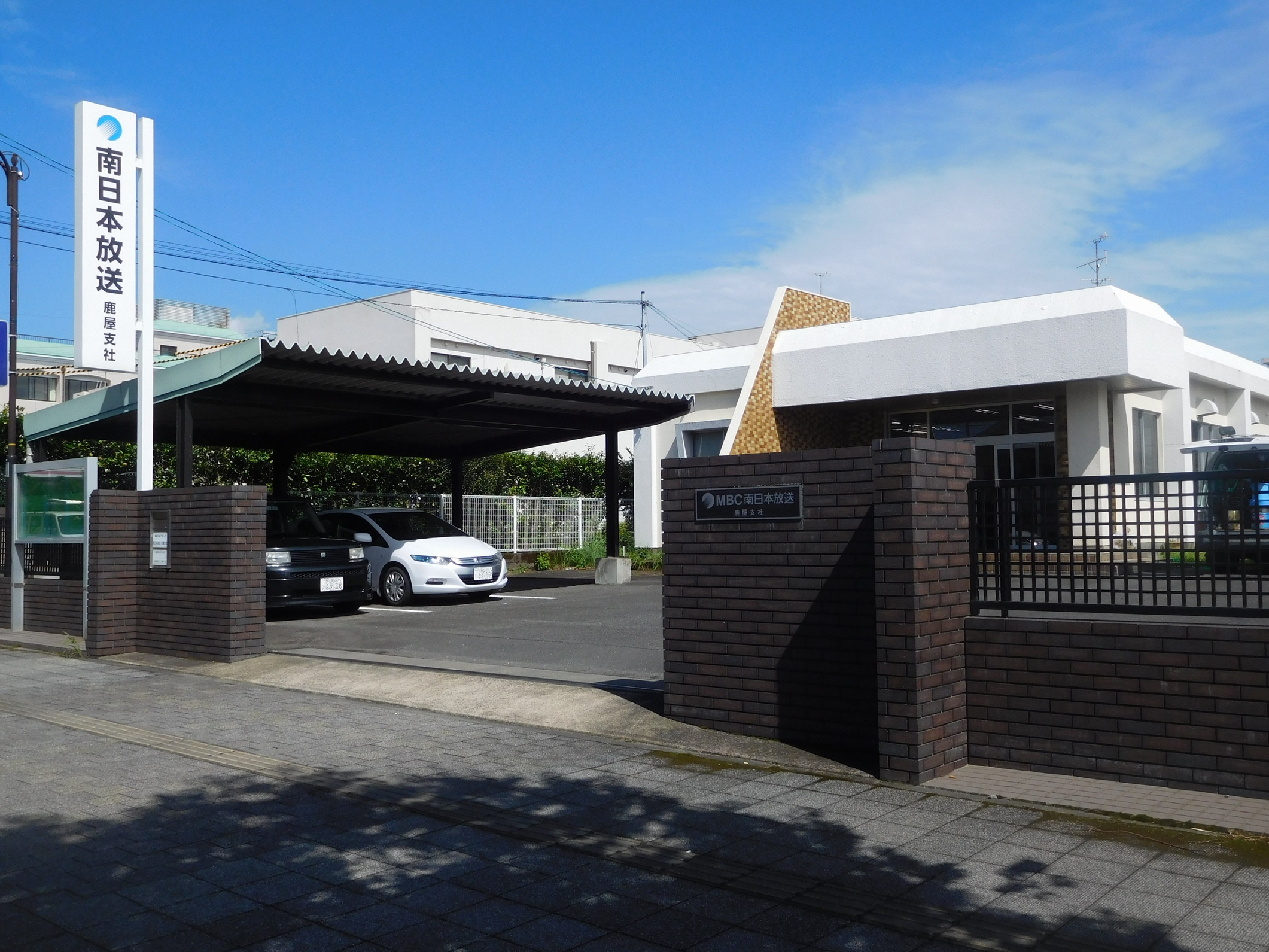
南日本放送鹿屋支社

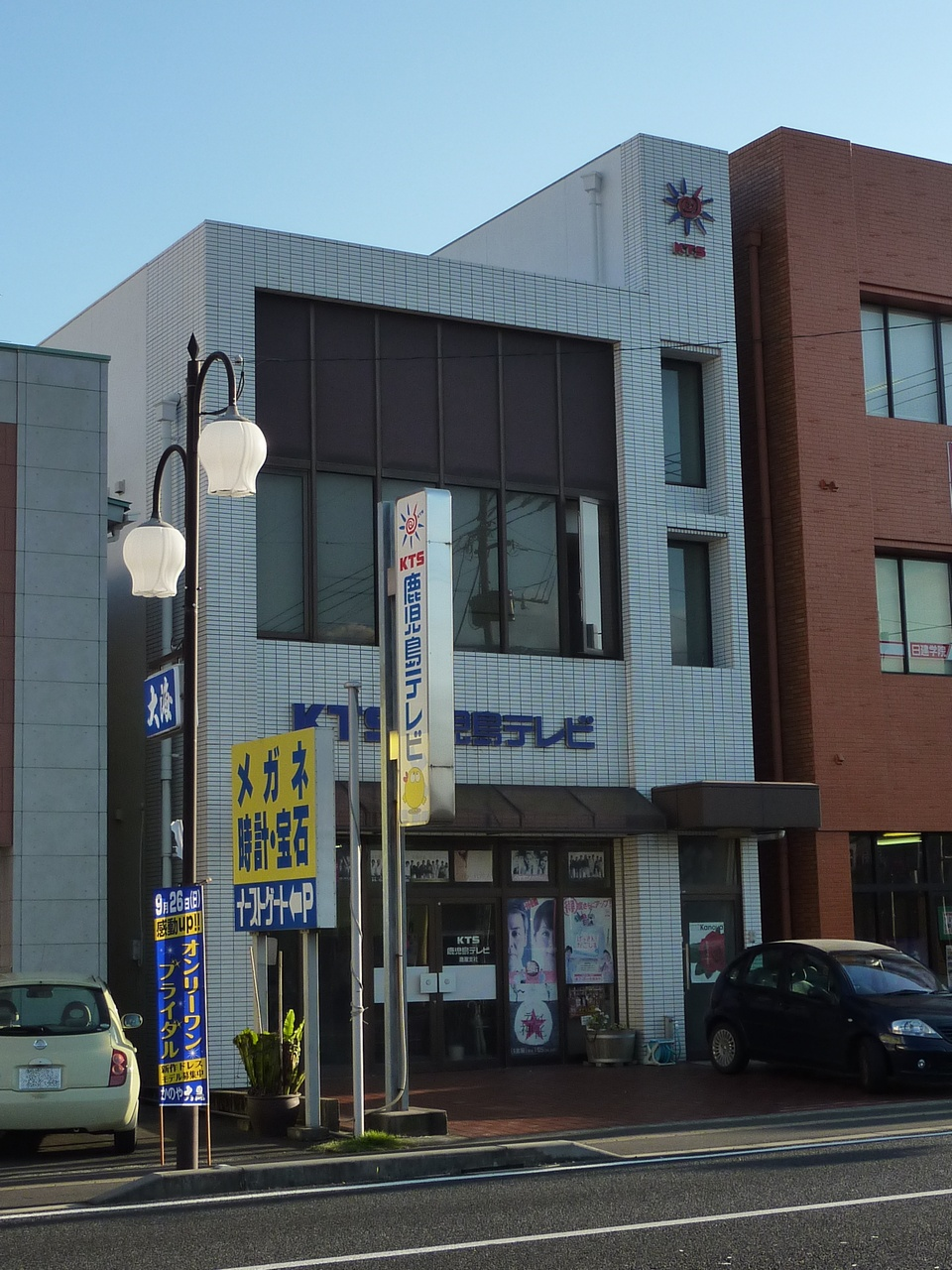
鹿児島テレビ鹿屋支社

鹿屋市を拠点とする放送局として、コミュニティ放送局のかのやコミュニティ放送（FMかのや）があり、輝北町と吾平町の一部を除く地域で聴取できる。FMかのやはおおすみ半島コミュニティ放送ネットワーク（おおすみFMネットワーク）を構成する放送局のひとつであり、FMきもつき（肝付町が対象地域）・FM志布志（志布志市が対象地域）でもほぼ同一の内容が放送されている。この他にも県域放送局のうちNHK鹿児島放送局・南日本放送 (MBC) ・鹿児島テレビ放送 (KTS) が鹿屋市内に支局・支社を設置している。
リストは放送局、所在地の順で表記する。
- かのやコミュニティ放送 - 西原4丁目（おおすみFMネットワークの本部も同一地点にある）
- NHK鹿児島放送局鹿屋支局 - 札元1丁目
- 南日本放送鹿屋支社 - 寿4丁目
- 鹿児島テレビ鹿屋支社 - 寿7丁目

受信状況

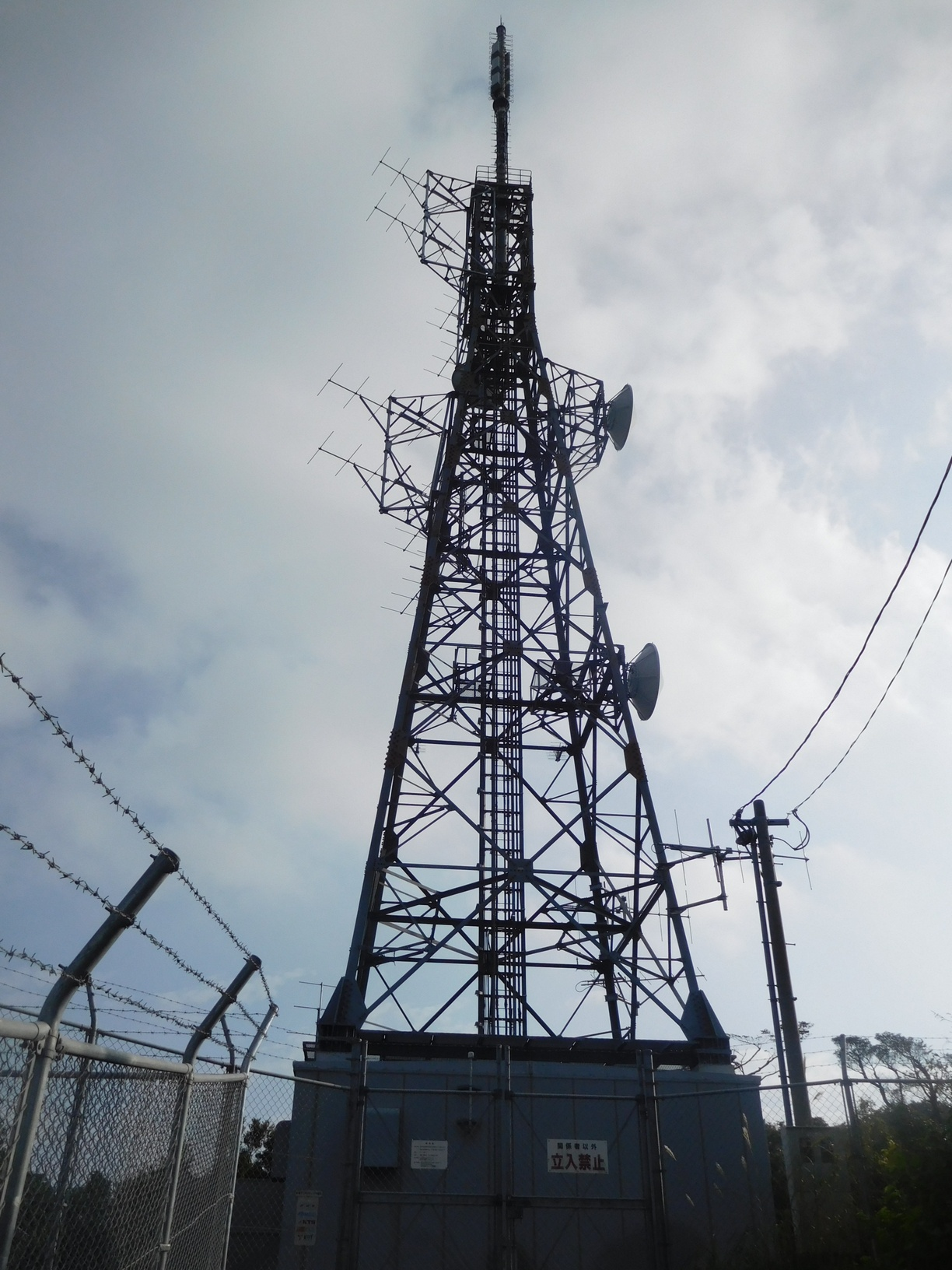
鹿屋中継局（地上デジタル放送）

AM放送については霧島市隼人町にある隼人送信所を、テレビ・FM放送については鹿屋中継局の受信を中心とする。ただし、テレビ・FM放送については地域により受信状況は大きく異なり、鹿児島湾沿岸では鹿児島親局や指宿中継局 を、輝北町では志布志中継局・末吉中継局を中心に受信している。
上記の中継局の電波が届きにくい地域を対象として、鹿屋市内には輝北中継局（NHKのみ）、鹿屋西中継局（アナログはKYTが未設置で「鹿屋郷之原中継局」と呼称）、鹿屋田淵中継局（KKB/KYT除く、デジタルは開局予定なし）が設置されている。ただし、地上波放送のデジタル化に伴い、輝北町と吾平町の神野地区を中心に新たな難視聴地域が発生している。
鹿屋市は宮崎県のテレビ・FM局の親局のある鰐塚山からの電波が容易に届くことから、大部分の地域では宮崎県の放送局も視聴・聴取が可能である。
テレビチャンネル・ラジオ周波数
AMラジオは隼人送信所、テレビ放送・FMラジオ放送は鹿屋中継局を記載している（MBCラジオはAM・FM双方の周波数を記載）。
| リモコンキーID | テレビ放送局名      | デジタル | アナログ | ラジオ放送局名          | 周波数            |
| -------------- | ------------------- | -------- | -------- | ----------------------- | ----------------- |
| 1              | MBC南日本放送       | 43       | 6        | 南日本放送（MBCラジオ） | 1107 kHz/94.2 MHz |
| 2              | NHK鹿児島教育       | 17       | 2        | NHK鹿児島ラジオ第1      | 576 kHz           |
| 3              | NHK鹿児島総合       | 22       | 4        | NHK鹿児島ラジオ第2      | 1386 kHz          |
| 4              | KYT鹿児島讀賣テレビ | 49       | 25       | エフエム鹿児島          | 79.0 MHz          |
| 5              | KKB鹿児島放送       | 41       | 31       | NHK鹿児島FM放送         | 84.1 MHz          |
| 8              | KTS鹿児島テレビ放送 | 47       | 33       | FMかのや                | 77.2 MHz          |

### 郵政

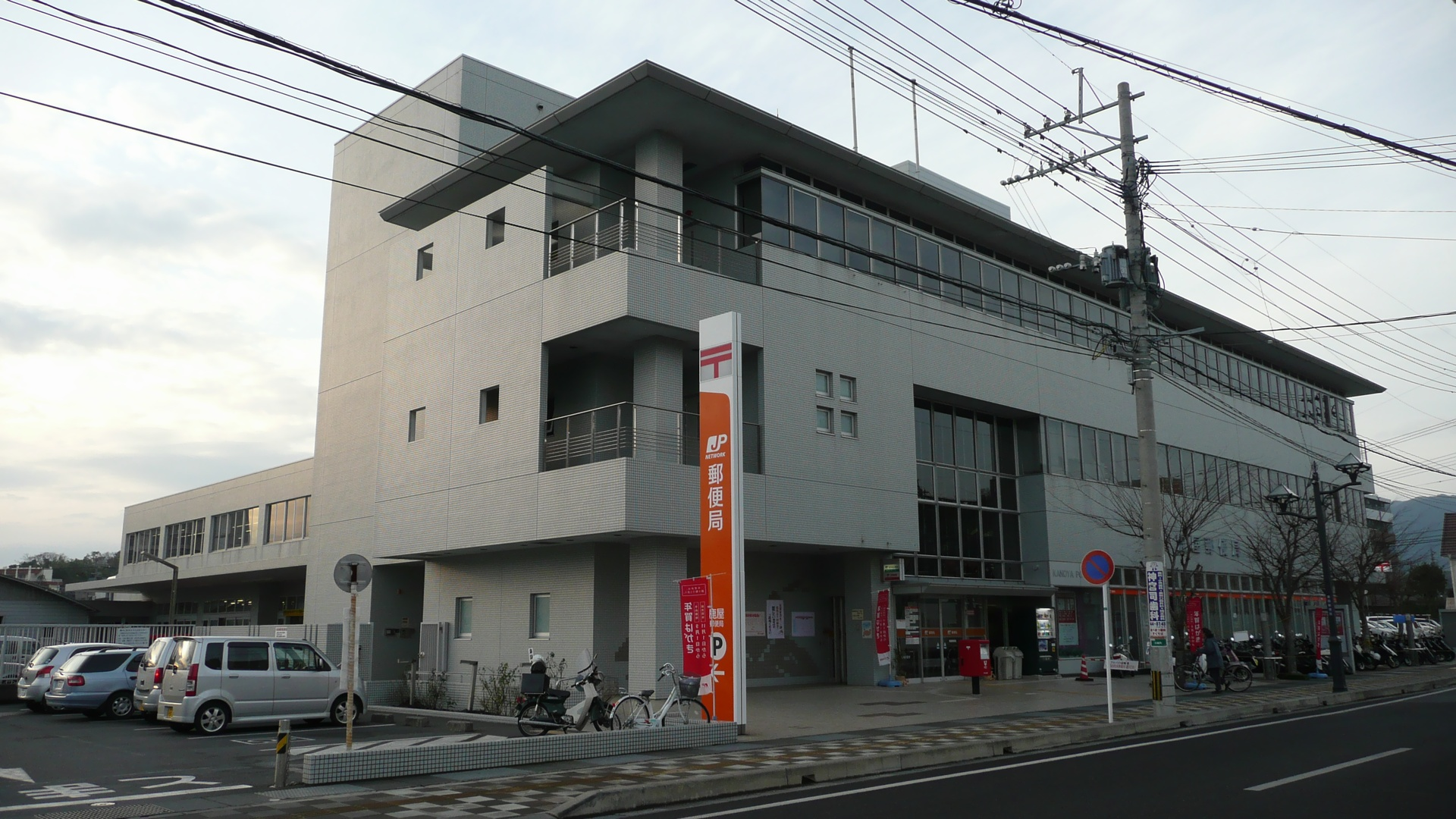
鹿屋郵便局

鹿屋郵便局が中心となる。鹿屋市全体では47の郵便局（2007年現在、簡易郵便局含む）が設置されており、郵政民営化前の集配郵便局としては鹿屋郵便局の他、高隈郵便局と百引郵便局の3箇所があった。

## 名所・旧跡・観光スポット・祭事・催事
2006年の合併前に各市町が独自で観光施設を設置していたため、連携が上手くいっていないのが現状である。2007年現在では、霧島ヶ丘公園の「かのやばら園」を軸に観光事業を展開している。

### 観光・史跡

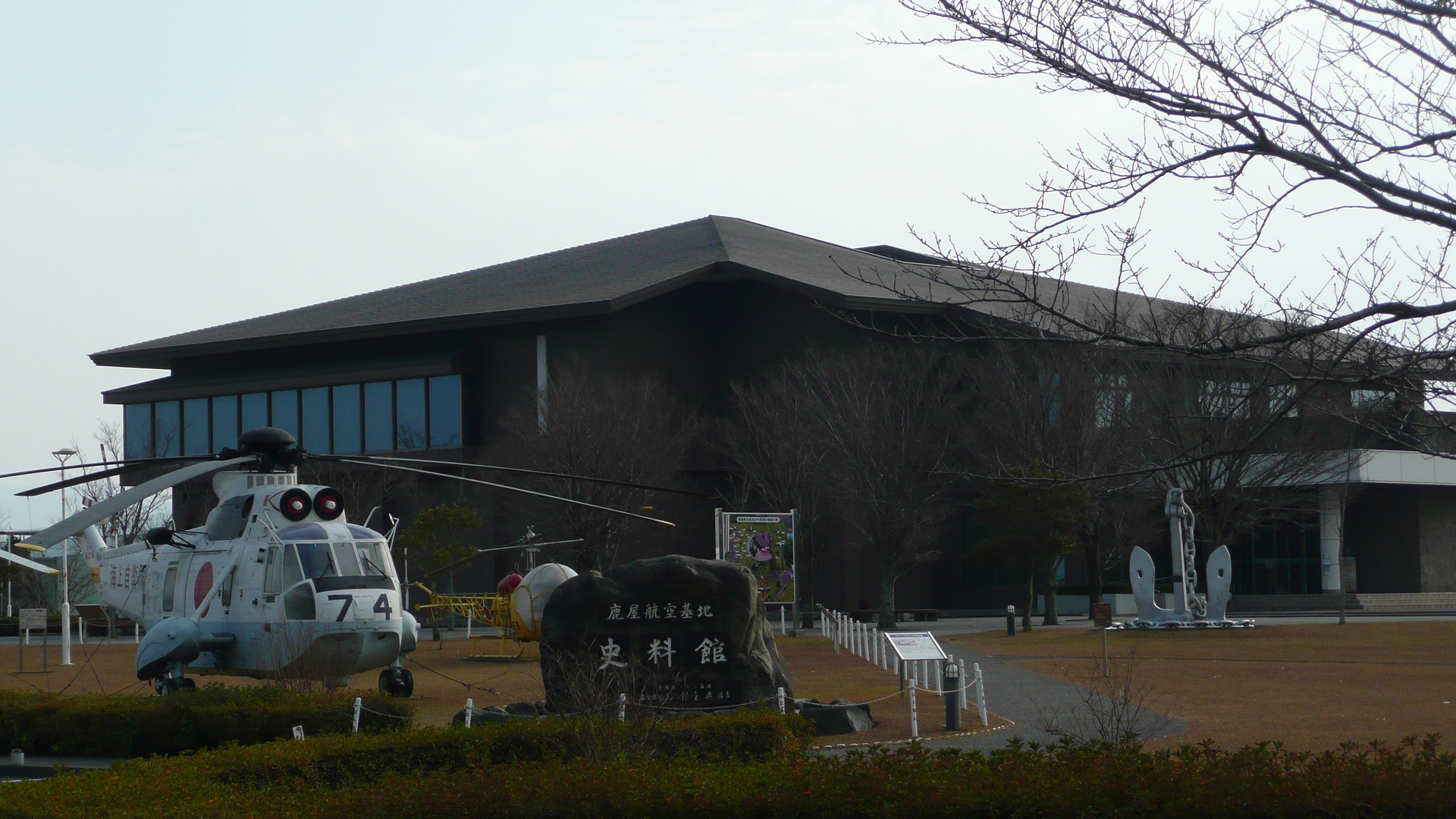
鹿屋航空基地史料館

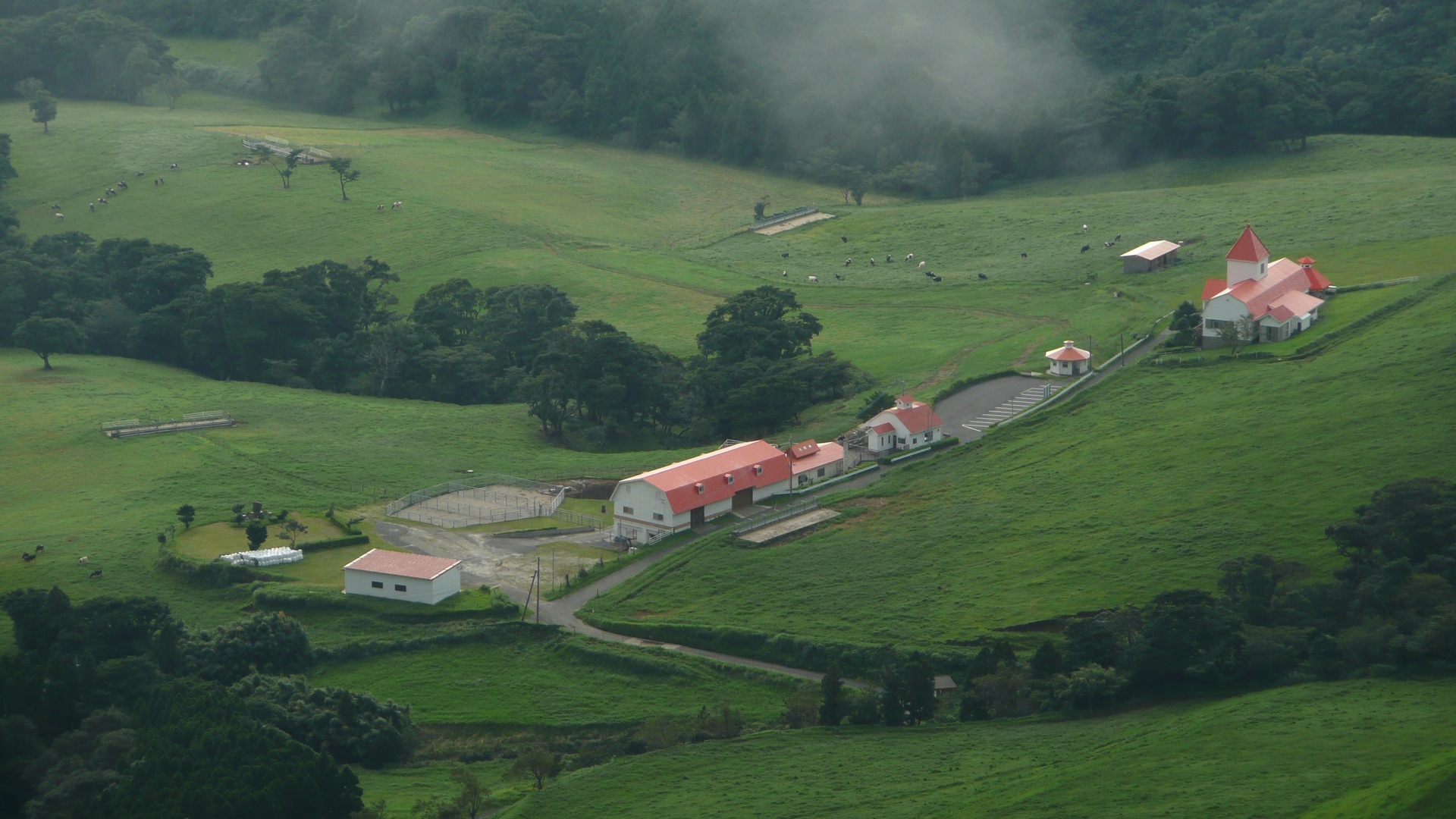
鳴之尾牧場

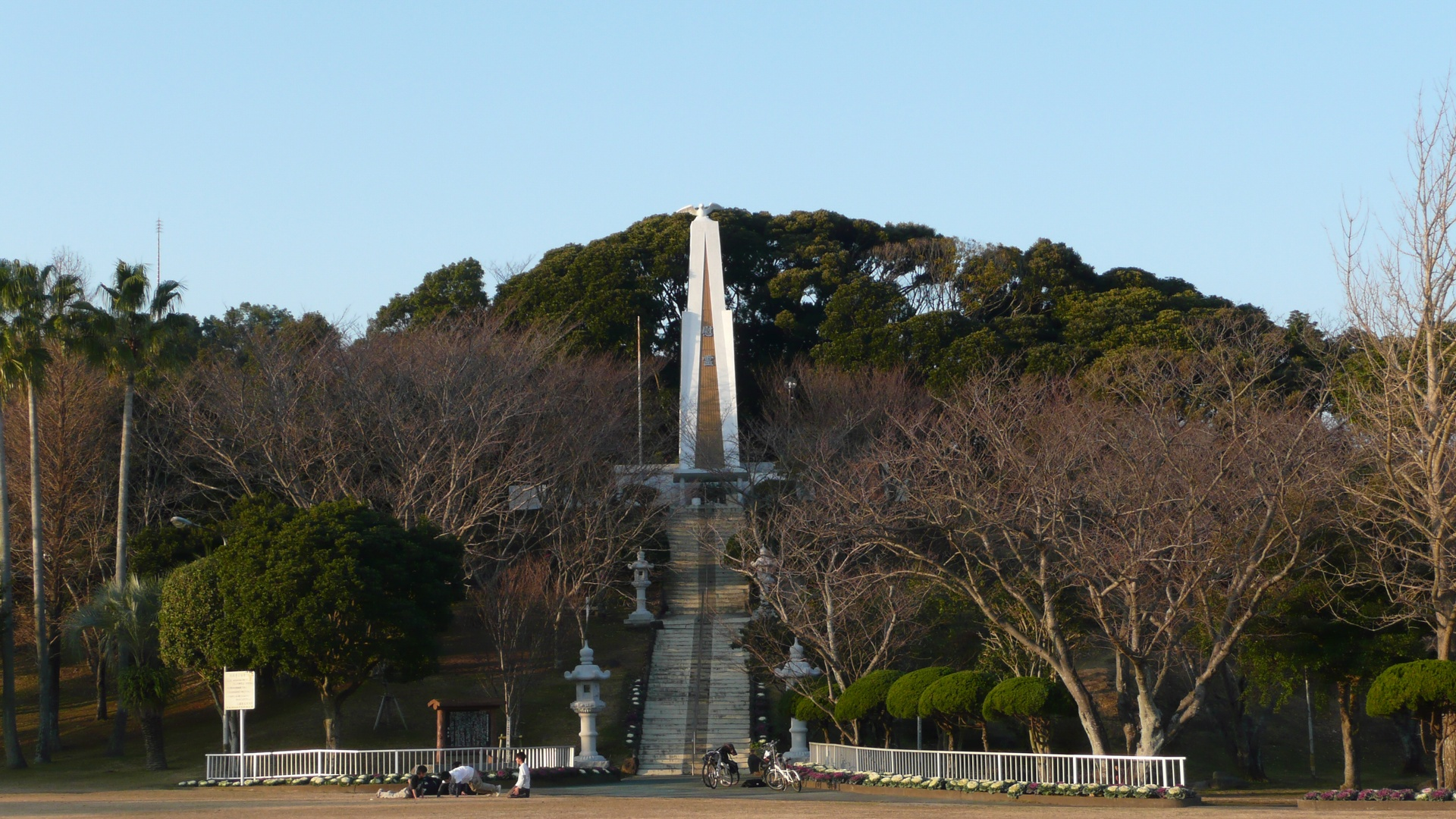
小塚公園の慰霊塔

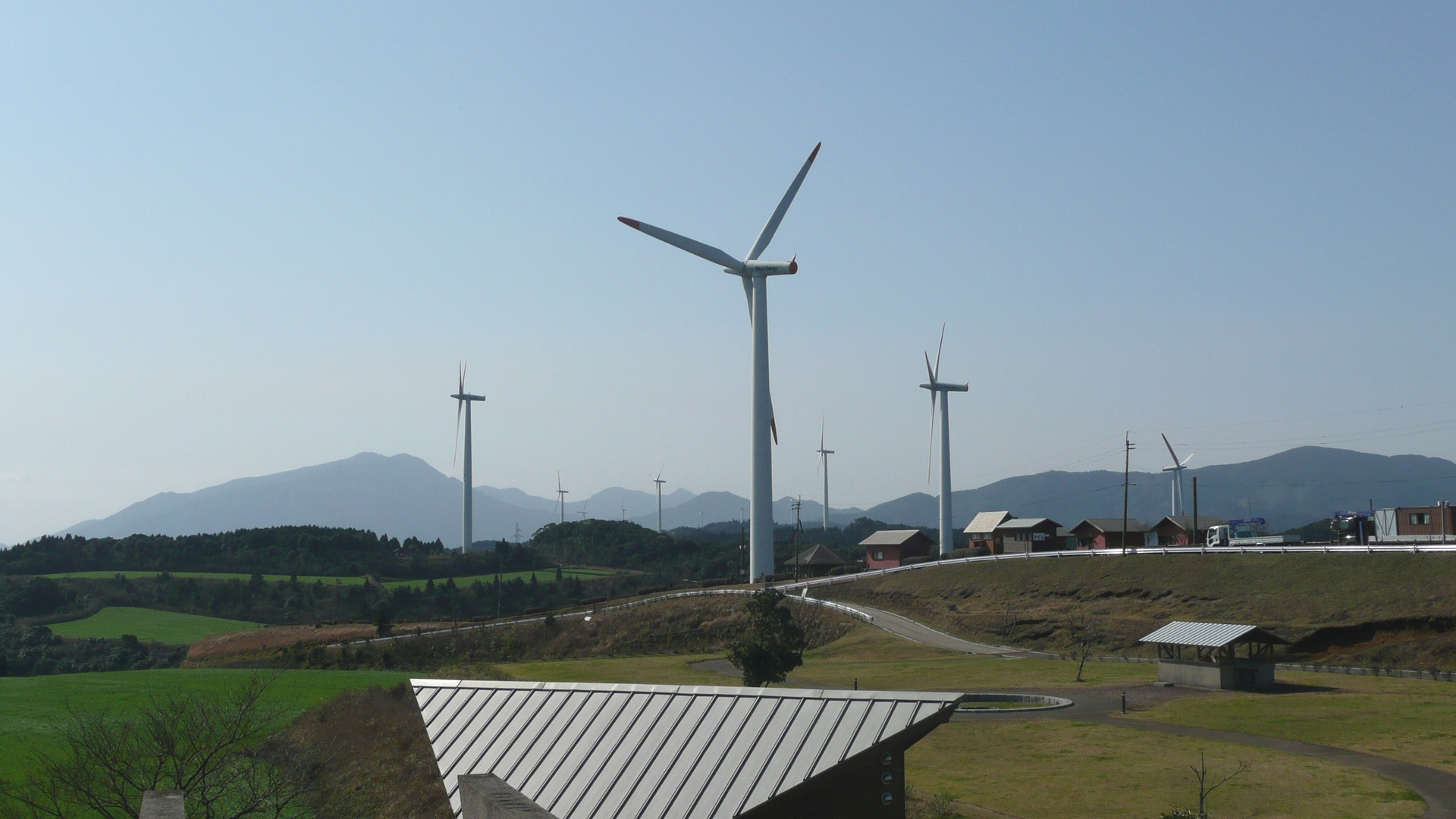
輝北ウインドファーム

- 鹿屋航空基地史料館 - 旧日本海軍時代から現在の海上自衛隊に至るまでの歴史を展示。特攻隊に関する展示も豊富。入場無料。
- 霧島ヶ丘公園 - 錦江湾に面した丘陵地帯にあり、開聞岳や桜島の雄姿を楽しむことができる。広大な土地に日本屈指のバラ園、アスレチック、バンガローなどが備わっている（一部有料）。バラ園は1993年にオープンし、2006年4月25日に規模を大幅に拡大してリニューアルした。
- 国立大隅少年自然の家
- 大隅湖（高隈ダム）
- アジア・太平洋農村研修村
- 鳴之尾牧場
- 慰霊塔 - 串良町の平和公園と今坂町の小塚公園に特別攻撃隊員の慰霊のためにそれぞれ設置。
- 観音淵中世古石塔群
- 輝北うわば公園
  - 輝北天球館 - 旧輝北町は「星空日本一の町」とされていた。
  - 輝北ウインドファーム（風力発電所）
- アクアゾーンくしら（夏季営業・流水プール）
- 吾平山上陵 - 神武天皇の父母の陵墓といわれる。
- 吾平自然公園 ウォーターパール館 - 旧吾平町として合併直前の2005年12月にオープン。
- 九州自然歩道
- 県立大隅広域公園
- 吾平町鉄道資料館（旧大隅線吾平駅跡）

### 祭事・催事
- かぎ引き祭り（2月）
- 棒踊り（3月）

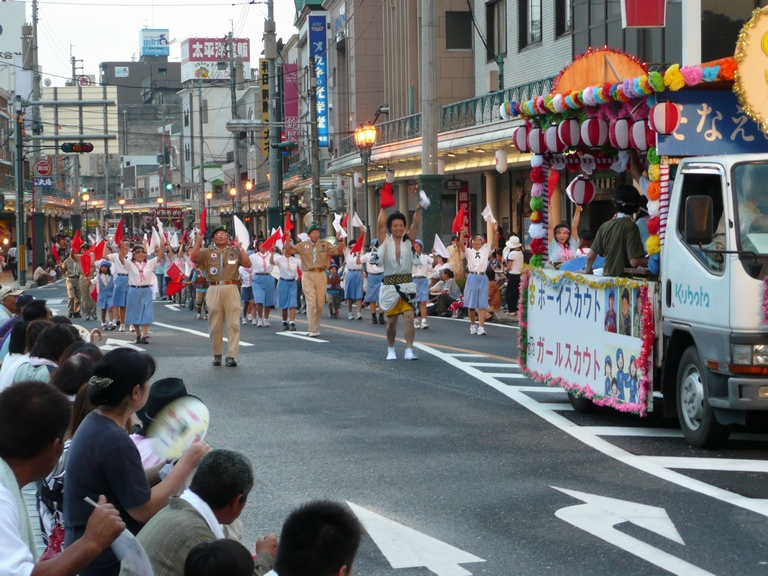
かのや夏祭りの総踊り（2007年）

- エアーメモリアルinかのや（4 - 5月） - 鹿屋航空基地を中心に実施。
- かのやばらまつり（5月、11月） - 霧島ヶ丘公園で実施。
- マリンフェスタinかのや（7月、海の日）
- 鹿屋夏祭り（7月下旬） - 永年「バカ踊り」として親しまれていたが、「バカ」という言葉に批判が出たため、「鹿屋ハンヤ踊り」と改めた後、2000年代に「曽の国火祭り」と名称に改められた。
- 納涼花火大会（7月下旬） - 永年鹿屋航空基地で実施されていたが、住宅地が近いことなどから騒音等の問題があり、鹿屋商工会議所周辺→現在は古江港が会場となり花火が打ち上げられている。
- サンロード鹿屋駅伝大会（10月下旬）
- 農業まつり（11月下旬）
- 鹿屋市秋まつり（11月下旬）

## 出身者・ゆかりのある人物
※五十音順

### 政治・行政
※ 議員の期数は退任時点。現職は表記せず。
- 網屋信介（衆議院議員（1期）、財務大臣政務官（野田第3次改造内閣）、アジア開発キャピタル社長、メリルリンチ日本証券副会長）
- 有川清次（衆議院議員（1期））
- 髙山成年（農林水産官僚）[110]
- 橋口隆（衆議院議員（6期）、総理府総務副長官（三木改造内閣））
- 森山裕（衆議院議員（8期）、参議院議員（1期）、第58代農林水産大臣、第67・72-74代鹿児島市議会議長、鹿児島市議会議員（7期）、第56代自由民主党幹事長、第61代自由民主党総務会長）
- 横峯良郎（参議院議員（1期）、ゴルフキャディー、実業家）

### 経済
- 永田文治（元鹿児島銀行取締役頭取）
- 松山澄寛（鹿児島銀行代表取締役頭取、九州フィナンシャルグループ会長）
- 堀之内九一郎（生活創庫社長）
- 前村哲路（ユニー社長）

### 文化
- 有村肯弥（女優・演出家）
- 有村トモナリ（ミュージシャン、音楽プロデューサー、作詞家、作曲家、編曲家、ボイストレーナー）
- 今掛勇（映画監督、アニメーター）
- 大石英司（作家）
- 桂竹丸（落語家）
- 久保禎（作曲家）
- 三遊亭小笑（落語家）
- 芹川藍（女優・演出家）
- 瀧川鯉八（落語家）
- 中山智幸（作家）
- 吉見マサノヴ（作家）
- 和田勉（演出家。小学校途中で三重県松阪市より転居して来た）

### 芸能
- 哀川翔（俳優）※出生地は徳島県
- 英明（ものまねタレント）
- 大園玲（櫻坂46）
- 北園涼（俳優）
- KEEN（歌手・C&K）
- 黒木香（元AV女優）
- 国生さゆり（女優）
- サンシャイン池崎（お笑いタレント）
- 瀬下豊（お笑いタレント・天竺鼠）
- 豊丸（元AV女優）
- 南州太郎（タレント）

### マスコミ
- 小原茂（アナウンサー・NHK佐賀放送局）
- 末永安佳梨（アナウンサー・MBC南日本放送）※出生地は南さつま市
- 立元幸治（放送プロデューサー、元NHK局長）
- 蛭川雄二（アナウンサー・KYT鹿児島讀賣テレビ）
- 前原さとみ（パーソナリティ・おおすみ半島コミュニティ放送ネットワーク）
- 前原智子（アナウンサー・MRO北陸放送）
- 村川裕（アナウンサー・KKB鹿児島放送）
- 早稲田裕美子（MBCタレント）

### スポーツ
- 梅内忍（騎手・調教師）
- 香妻琴乃（プロゴルファー）
- 郷原洋行（騎手・調教師）
- 柴田亜衣 （水泳選手）※福岡県生まれの徳島県育ち
- 瀬戸口勉（騎手・調教師）
- 田中英雄（プロサッカー選手、ヴィッセル神戸）※熊本県出身
- 谷口彪賀（プロボクサー）
- 錦洋幸治（関取・元前頭筆頭）
- 福田師王（プロサッカー選手）
- 大和（プロ野球選手、横浜DeNAベイスターズ）
- 宮之原健（元プロ野球選手、ベースボール5選手）
- 幸英明（騎手）
- 八代俊二（元WGPライダー、ジャーナリスト）
- 横峯さくら（プロゴルファー）
- 吉永正人（騎手・調教助手・調教師）

### その他
- 市川修一（北朝鮮による拉致被害者）※旧輝北町市成出身